# Lijst van New Yorkers
Dit is een lijst van bekende personen uit de Amerikaanse stad New York.

## Geboren

### 0-9

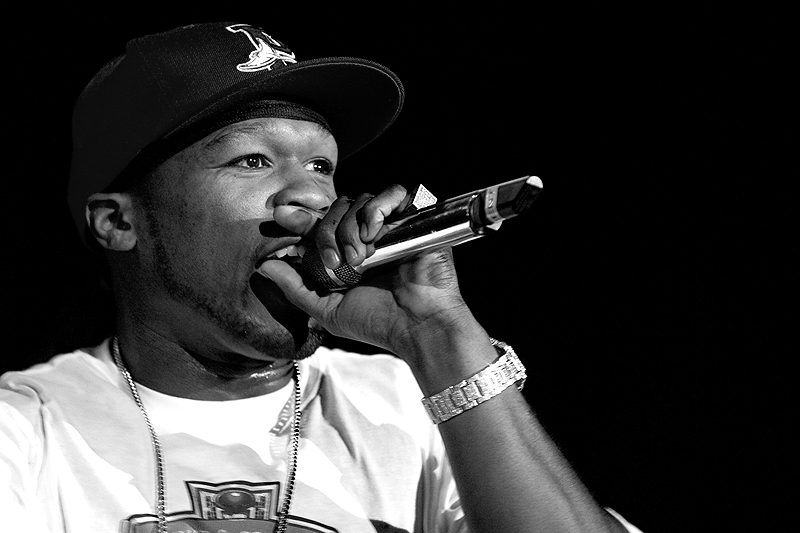
Rapper 50 Cent

- 50 Cent (1975), rapper
- 6ix9ine (1996), rapper

### A
- Aaliyah (1979-2001), zangeres

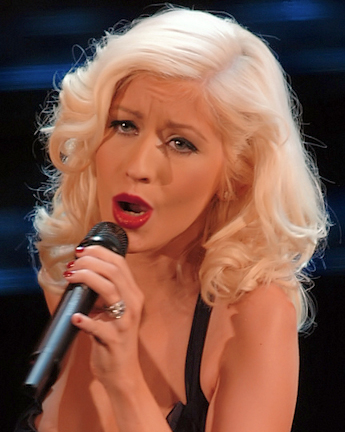
Zangeres Christina Aguilera

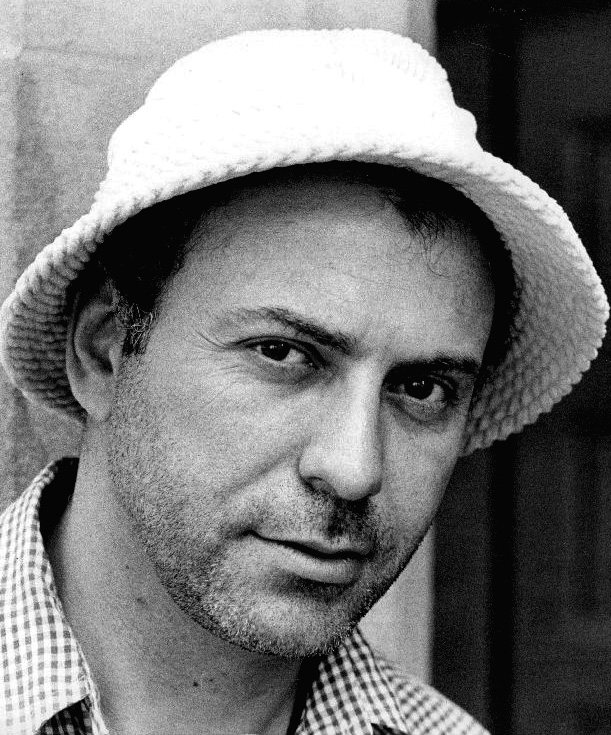
Acteur Alan Arkin in 1975

- Kareem Abdul-Jabbar (1947), basketballer
- J.J. Abrams (1966), acteur, filmregisseur en -producent
- Ray Abruzzo (1954), acteur
- Vito Acconci (1940-2017), kunstenaar en landschapsarchitect
- Brooke Adams (1949), actrice
- Eric Adams (1960), Democratisch politicus
- Buddy Adler (1909-1960), filmproducent
- Richard Adler (1921-2012), componist, tekstschrijver en musicalproducent
- Christina Aguilera (1980), popzangeres
- Danny Aiello (1933-2019), acteur
- Alan Alda (1936), acteur
- Cristina Alger (1980), juriste en schrijfster
- Jelani Alladin (1992), acteur
- Jed Allan (1935-2019), acteur
- Jonelle Allen (1944), actrice, zangeres en danseres
- Nancy Allen (1950), actrice
- Woody Allen (1935), regisseur en acteur
- Marin Alsop (1956), violiste en dirigente
- Bruce Altman (1955), acteur
- Emily Alyn Lind (2002), actrice
- Eva Amurri (1985), actrice
- Carl Anderson (1905-1991), astrofysicus en Nobelprijswinnaar (1936)
- Jo Anderson (1958), actrice
- Marc Anthony (1968), zanger en acteur
- Devon Aoki (1982), actrice
- Iris Apfel (1921-2024), zakenvrouw en mode-icoon
- Allan Arbus (1918-2013), acteur
- Geoffrey Arend (1978), acteur
- Sonny Arguinzoni (1939-2025), pinksterchristen
- Yancey Arias (1971), acteur, filmregisseur, filmproducent en scenarioschrijver
- Adam Arkin (1957), acteur en regisseur
- Alan Arkin (1934-2023), acteur
- Matthew Arkin (1960), acteur
- Sidney Armus (1924-2002), acteur
- Edward Arnold (1890-1956), acteur
- Darren Aronofsky (1969), filmregisseur en producer
- Rosanna Arquette (1959), actrice
- Kenneth Arrow (1921-2017), econoom en Nobelprijswinnaar (1972)
- Annet Artani (1976), zangeres en songwriter
- Beatrice Arthur (1922-2009), actrice
- A$AP Rocky (1988), rapper
- Armand Assante (1949), acteur
- Jake T. Austin (1994), acteur
- Richard Avedon (1923-2004), mode- en portretfotograaf
- Richard Axel (1946), neurowetenschapper en Nobelprijswinnaar (2004)
- George Axelrod (1922-2003), toneelschrijver, scenarist en regisseur
- Julius Axelrod (1912-2004), biochemicus en Nobelprijswinnaar (1970)
- Rochelle Aytes (1976), actrice
- Hank Azaria (1964), acteur en komiek

### B

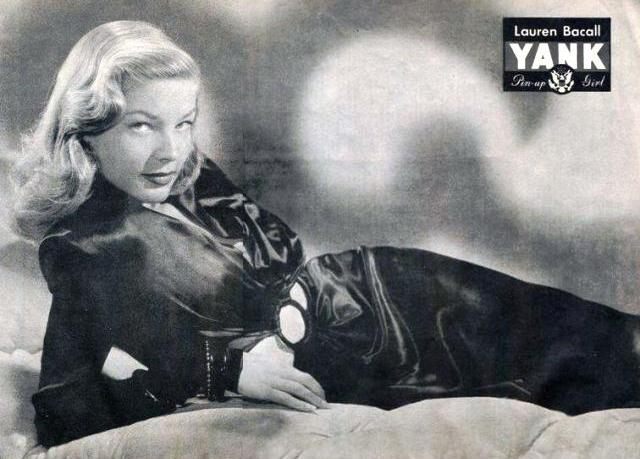
Actrice en model Lauren Bacall

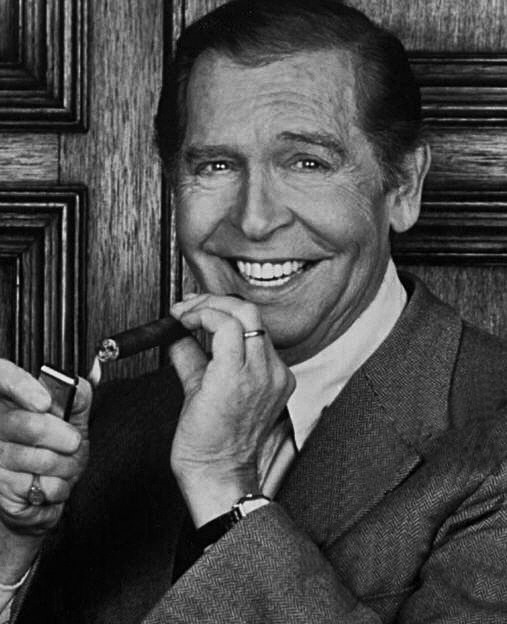
Acteur, zanger en schrijver Milton Berle, ca. 1950

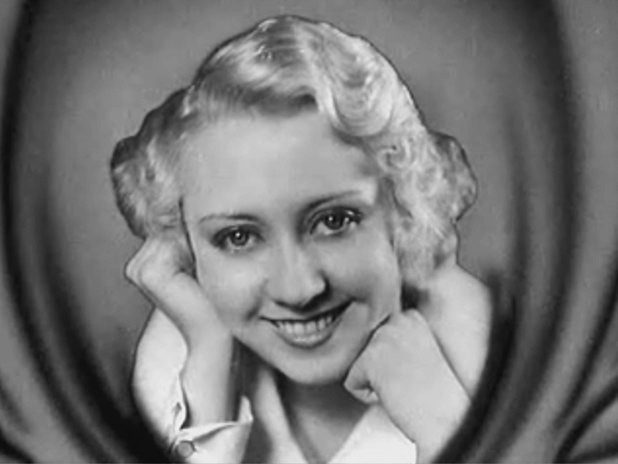
Actrice Joan Blondell in 1932

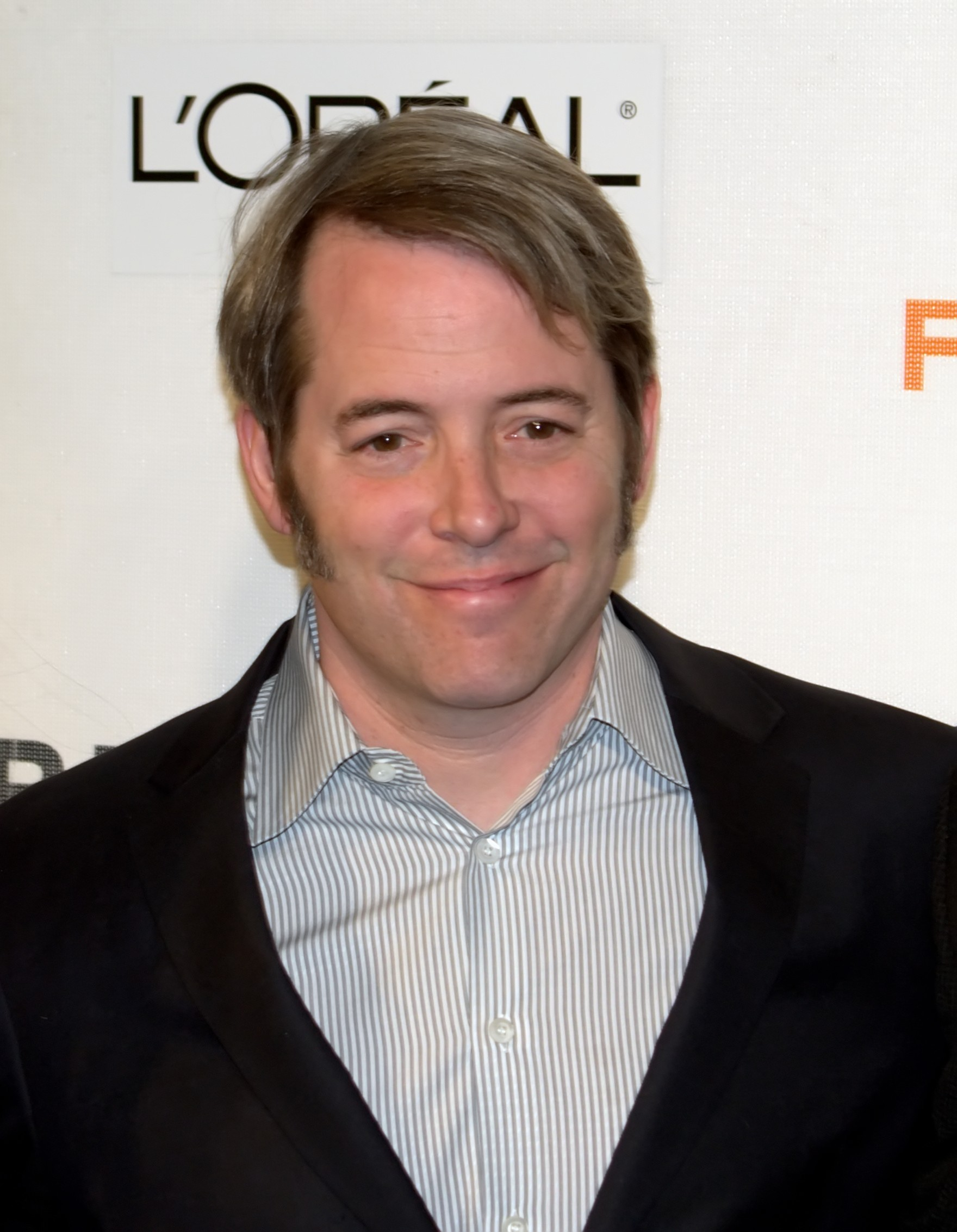
Acteur Matthew Broderick

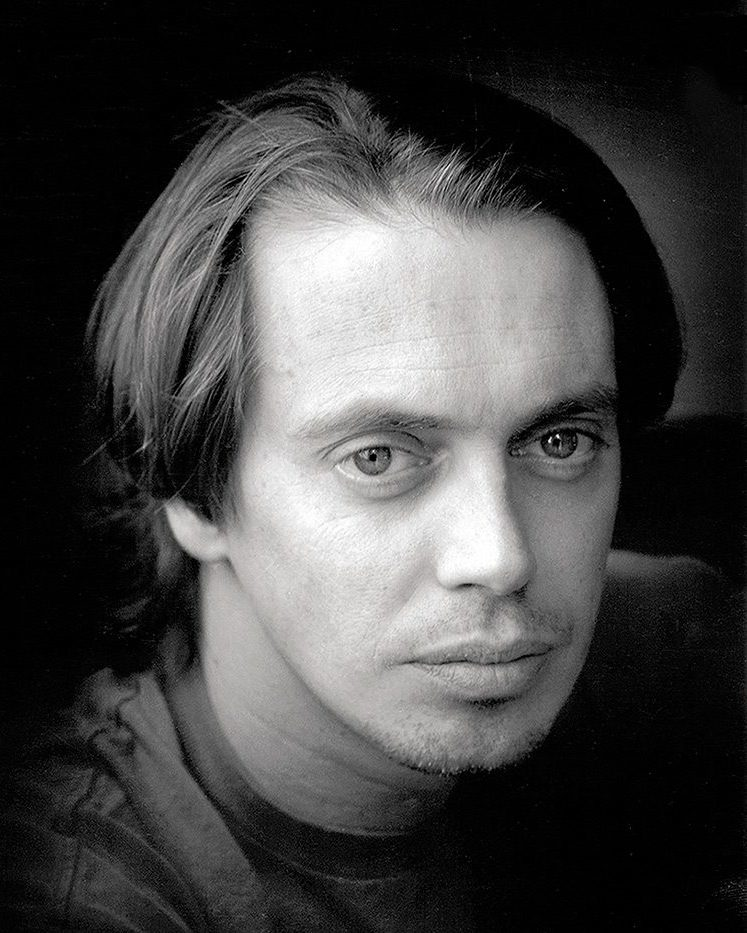
Acteur Steve Buscemi in 1996

- Lauren Bacall, geboren als Betty Joan Perske (1924-2014), actrice en model
- Barbara Bach geboren als Barbara Goldbach (1947), actrice, topmodel
- Angelo Badalamenti (1937-2022), filmmuziekcomponist
- Michael Badalucco (1954), acteur en filmproducent
- Ruth Bader Ginsburg (1933-2020), rechter bij het Hooggerechtshof
- Joan Baez (1941), folkzangeres, liedjesschrijfster
- Blanche Baker (1956), actrice, filmproducente en scenarioschrijfster
- Sara Josephine Baker (1873-1945), arts en pionier in preventieve geneeskunde in New York
- Keith Bakker (1960-2025), Amerikaans-Nederlands verslavingsdeskundige
- James Baldwin (1924-1987), schrijver
- Martin Balsam (1919-1996), acteur
- Folarin Balogun (2001), voetballer
- Talia Balsam (1959), actrice
- David Baltimore (1938), bioloog en Nobelprijswinnaar (1975)
- Anne Bancroft (1931-2005), actrice
- Elsa Baquerizo (1987), Spaans beachvolleyballer
- Joseph Barbera (1911-2006), producent, regisseur en tekenaar van tekenfilms
- Ellen Barkin (1954), actrice
- Sandy Baron (1937-2001), acteur en scenarioschrijver
- Malcolm Barrett (1980), acteur
- Marlyne Barrett (1978), actrice
- Ray Barretto (1929-2006), musicus
- Bernard Barrow (1927-1993), acteur, professor drama en toneelregisseur
- Jeff Barry (1938), zanger, componist, songwriter en muziekproducer
- Jean-Michel Basquiat (1960-1988), kunstenaar
- Saul Bass (1920-1996), grafisch ontwerper, bekend om zijn openingstitels voor films en om zijn filmposters
- Angela Bassett (1958), actrice
- Patricia Bath (1942), oogheelkundige en uitvinder
- Bonnie Bedelia (1948), actrice
- Barbara Bel Geddes (1922-2005), actrice
- Doris Belack (1926-2011), actrice
- Harry Belafonte (1927-2023) zanger, activist
- Tobin Bell (1942), acteur
- Joey Beltram (1971), technoproducer
- Laura Benanti (1979), actrice
- Lourdes Benedicto (1974), actrice
- Ed Benguiat (1927-2020), letterontwerper
- Casey Benjamin (1978-2024), jazzsaxofonist, -toetsenist, producent en songwriter
- Richard Benjamin (1938), acteur en regisseur
- Lawrence Bender (1957), filmproducent
- Constance Bennett (1904-1965), actrice
- James Gordon Bennett jr. (1841-1918), uitgever
- Tony Bennett (1926-2023), zanger
- Wendy Benson (1971), actrice
- Paul Ben-Victor (1965), acteur
- Lori Berenson (1969), activiste en gevangene
- Gertrude Berg (1898-1966), actrice en producer
- Paul Berg (1926-2023), biochemicus en Nobelprijswinnaar (1980)
- Lee Bergere (1924-2007), acteur
- Barbara Bergmann (1927-2015), econoom
- Milton Berle (1908-2002), acteur, zanger en schrijver
- Elmer Bernstein (1922-2004), componist
- Peter Bernstein (1919-2009), econoom, financieel historicus en beleggingsspecialist
- Richard J. Bernstein (1932-2022), filosoof
- Ahmed Best (1973), acteur, filmproducent, filmregisseur, scenarioschrijver en muzikant
- Thomas Beveridge (1938), muzikant, componist en dirigent
- Big L (1974-1999), rapper
- Big Pun (1971-2000), rapper
- Billy the Kid (1859-1881), crimineel
- Olivia Birkelund (1963), actrice
- Amelia Rose Blaire (1987), actrice
- Jennifer Blanc (1974), actrice en televisieproducente
- Chuck Blazer (1945-2017), voetbalbestuurder
- Corbin Bleu (1989), acteur, model, danser en zanger
- Mary J. Blige (1971), soulzangeres
- Antony Blinken (1962), diplomaat en politicus
- Joan Blondell (1906-1979), actrice
- Baruch Samuel Blumberg (1925-2011), medicus en Nobelprijswinnaar (1976)
- Richard Blumenthal (1946), senator voor Connecticut
- Karol Bobko (1937-2023), astronaut
- Eric Bobo (1968), percussionist
- Steven Bochco (1943), schrijver en producer van televisieseries
- Angela Bofill (1954-2024), zangeres
- Humphrey Bogart (1899-1957), acteur
- Tim Bogert (1944-2021), zanger en bassist (Vanilla Fudge, Beck, Bogert & Appice)
- John Bolger (1954), acteur
- John Michael Bolger (1956), acteur
- E.J. Bonilla (1988), acteur
- Hyman Bookbinder (1916-2011), lobbyist voor mensenrechten en rechtvaardigheid
- Shirley Booth (1898-1992), actrice
- Michelle Borth (1978), actrice
- Anthony Bourdain (1956-2018), kok, televisiepresentator en auteur
- Clara Bow (1905-1965), actrice, sekssymbool
- Riddick Bowe (1967), bokser
- Jane Bowles (1917-1973), schrijfster
- Barbara Boxer (1940), politica, senator
- Sully Boyar (1923-2001), acteur
- John Boyd (1981), acteur
- Lorraine Bracco (1954), actrice
- Alice Brady (1892-1939), actrice
- James Brady (1929-2009), columnist, roddeljournalist, publicist en schrijver
- Michael Brandon (1945), acteur
- Patrick Breen (1960), acteur, filmregisseur en scenarioschrijver
- Abigail Breslin (1996), actrice
- Spencer Breslin (1992), acteur en muzikant
- Martin Brest (1951), filmmaker
- Fanny Brice (1891-1951), actrice
- Richard Bright (1937-2006), acteur
- Bernie Brillstein (1931-2008), film en tv-producer
- Danielle Brisebois (1969), actrice, zangeres
- Nathaniel Lord Britton (1859-1934), botanicus
- Matthew Broderick (1962), acteur
- Irwin Brodo (1953), lichenoloog
- James L. Brooks (1940), regisseur, producent en scenarioschrijver
- Joel Brooks (1949), acteur
- Chad Brown (1961-2014), pokerspeler
- David Brown (1916-2010), film- en theaterproducent
- Foxy Brown (1978), rapper
- Michael Stuart Brown (1941), wetenschapper en Nobelprijswinnaar (1985)
- Rob Brown (1984), acteur
- Virginia Brown Faire (1904-1980), actrice
- Susan Brownmiller (1935-2025), feministisch journaliste, schrijfster en activiste
- Terry Brunk (1964-2025), professioneel worstelaar
- Joy Bryant (1976), actrice en model
- Lee Bryant (1945), actrice
- Rodney Bryce (1967-2014), hiphopartiest
- Scott Bryce (1958), acteur, filmproducent, filmregisseur en scenarioschrijver
- Jay Buckey (1956), astronaut
- Joe Budden (1980), rapper
- Cara Buono (1971), actrice, filmproducente, filmregisseuse en scenarioschrijfster
- Lynn Burke (1943), zwemster
- Robert John Burke (1960), acteur
- Edward Burns (1968), filmregisseur, -producent, scenarioschrijver en acteur
- George Burns (1896-1996), komiek, acteur, scenarioschrijver
- Ken Burns (1953), documentairemaker
- Carter Burwell (1955), componist
- Steve Buscemi (1957), acteur
- Red Buttons (1919-2006), acteur

### C
- James Caan (1940-2022), acteur

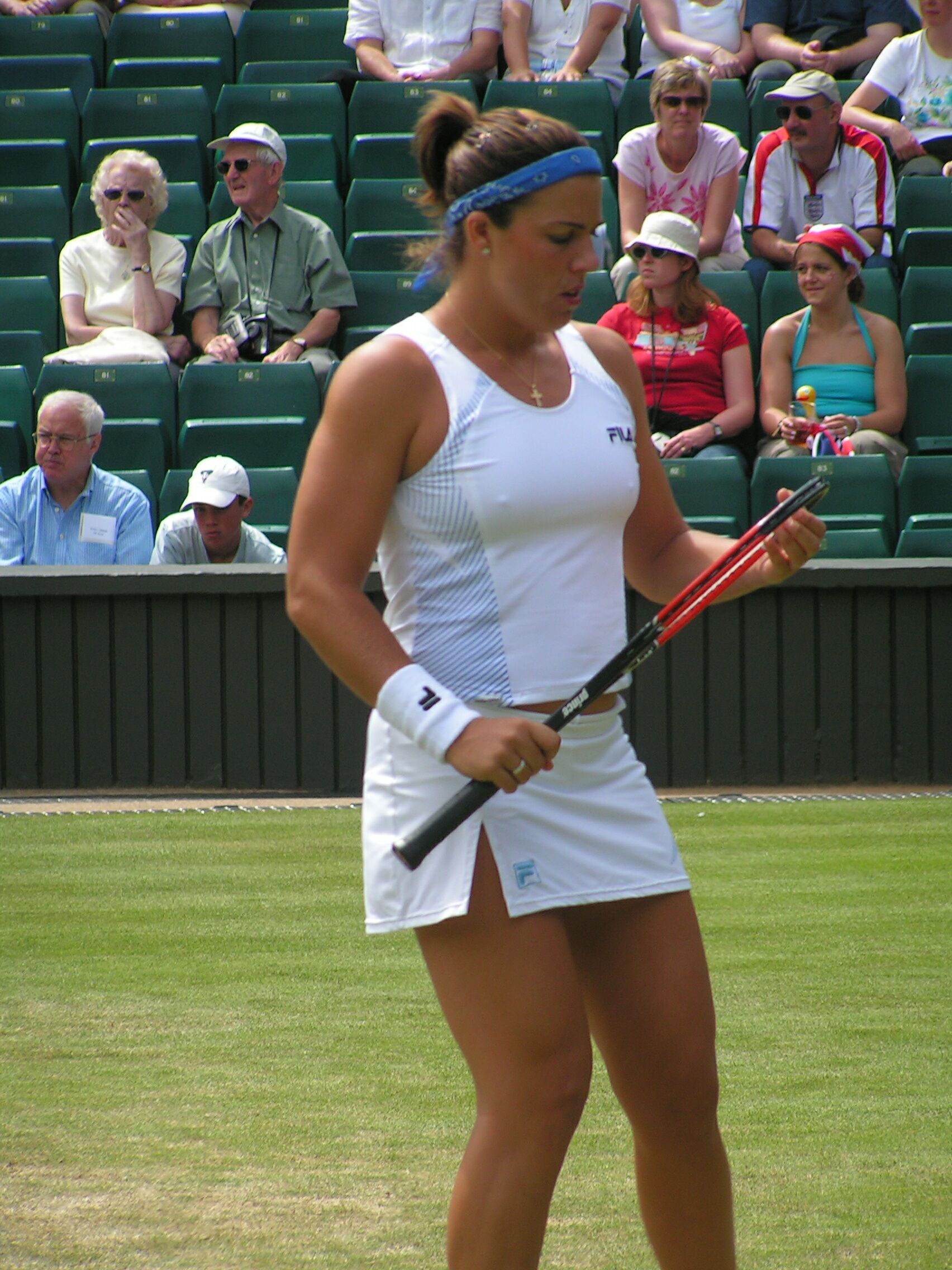
Tennisster Jennifer Capriati

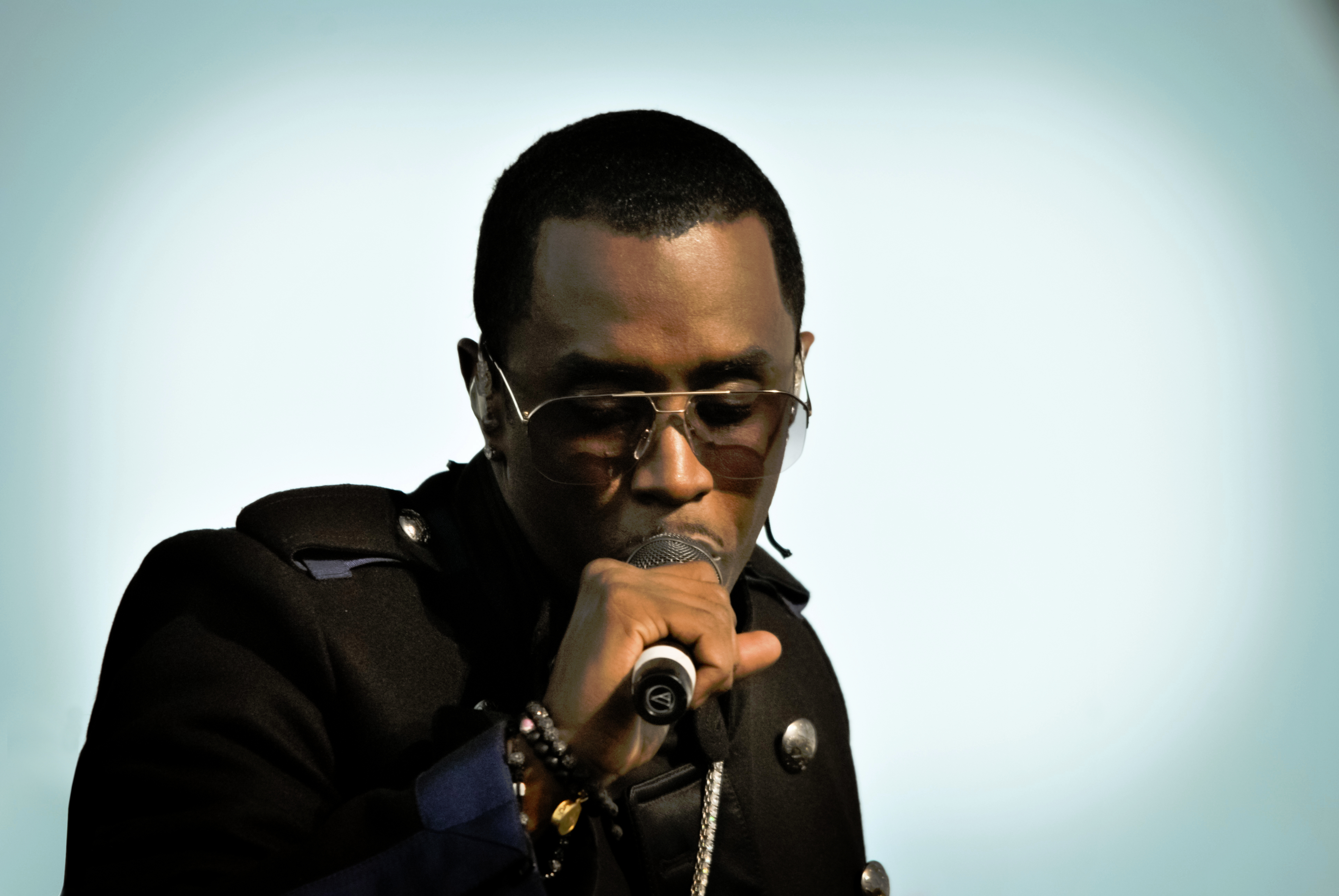
Rapper en muziekproducent Sean Combs

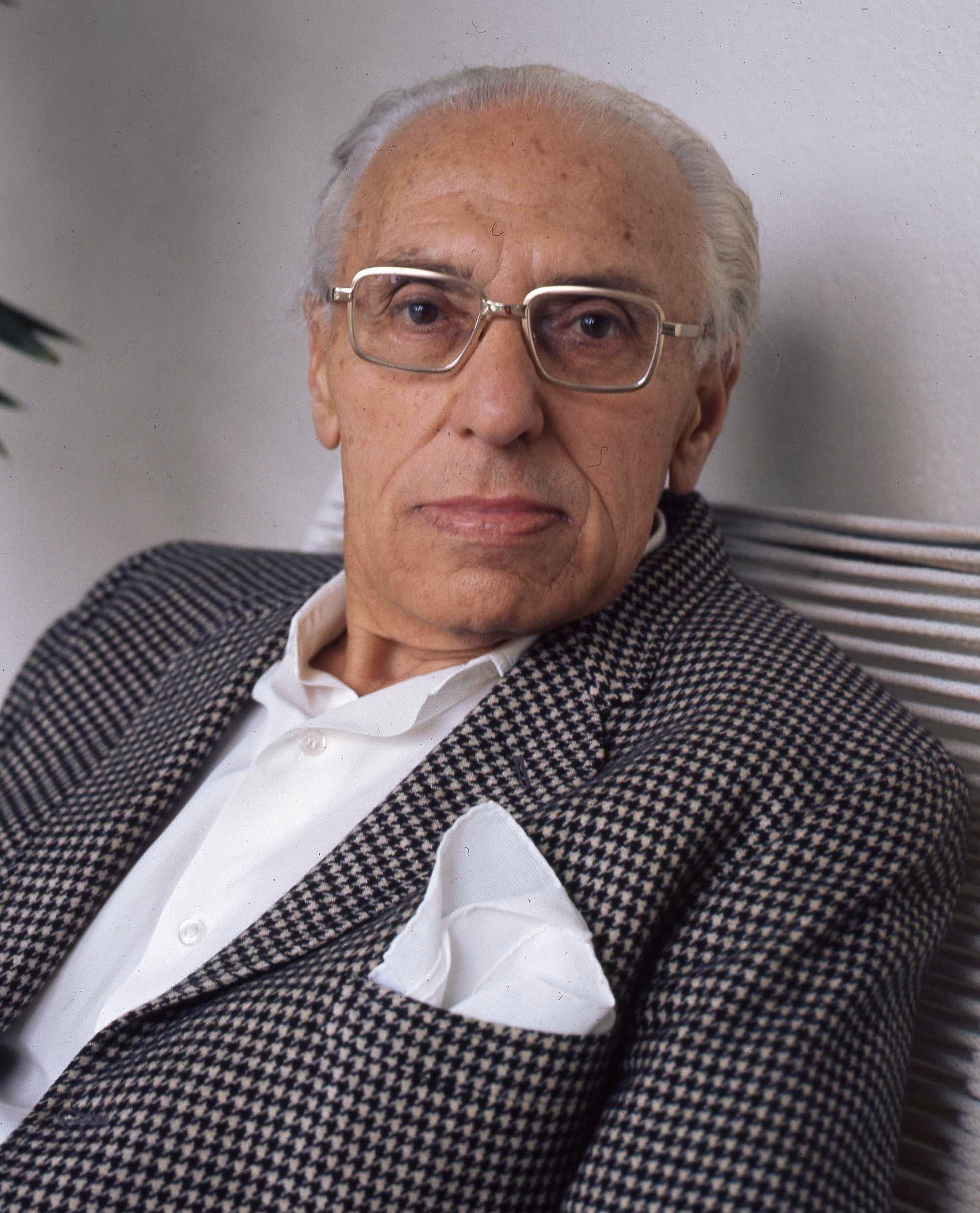
Filmregisseur George Cukor

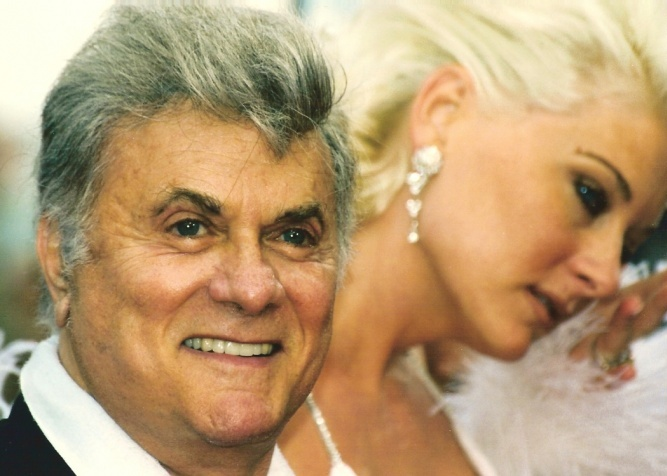
Acteur Tony Curtis

- James Cagney (1899-1986), filmacteur
- Eddie Cahill (1978), acteur
- Don Calfa (1939-2016), acteur en filmproducent
- Maria Callas (1923-1977), zangeres
- Christian Camargo (1971), acteur, filmregisseur, filmproducent en scenarioschrijver
- Frank Campanella (1919-2006), acteur
- Kareem Campbell (1973), skateboarder
- Cam'ron (1976), rapper
- Ron Canada (1949), acteur
- Karina Canellakis, dirigente en violiste (1981)
- Al Capone (1899-1947), gangster
- Francis Capra (1983), acteur
- Jennifer Capriati (1976), tennisster
- Irene Cara (1959-2022), zangeres en actrice
- Néstor Carbonell (1967), acteur
- George Carlin (1937-2008), stand-upcomedian, acteur en publicist
- Eric Carr (1950-1991), drummer
- John Carradine (1906-1988), acteur
- Lizette Carrion (1972), actrice
- Diahann Carroll (1935-2019), actrice
- Earl Carroll (1937-2012), leadzanger van The Coasters
- Nancy Carroll (1903-1965), actrice
- Elliott Carter (1908-2012), componist
- Terry Carter (1928-2024), acteur en filmmaker
- David Caruso (1956), acteur, producent
- John Casablancas (1942-2013), ondernemer en manager van fotomodellen
- Julian Casablancas (1977), zanger, artiest
- John Cassavetes (1929-1989), filmregisseur en acteur
- David Cassidy (1950-2017), zanger en acteur
- Phoebe Cates (1963), actrice, danseres, model
- Michael Cavanaugh (1942), acteur
- Jason Cerbone (1977), acteur
- Jeff Chandler (1918-1961), acteur
- Louis Ozawa Changchien (1975), acteur
- Stockard Channing (1944), actrice
- Alexander Chaplin (1971), acteur
- Gaius Charles (1983), acteur
- Suzy McKee Charnas (1939-2023), sciencefiction- en fantasyschrijfster
- Charlotte Charlaque (1892-1963), Amerikaans-Duits-Joodse transvrouw, vertaalster en artieste
- Jordan Charney (1937), acteur
- Robert Chartoff (1933-2015), filmproducent
- Ruth Chatterton (1892-1961), actrice
- Paddy Chayefsky (1923-1981), scenarioschrijver
- James Chen, acteur
- Michael Cherry (1995), atleet
- Dominic Chianese (1931), acteur
- Lucinda Childs (1940), danseres, choreograaf
- Nick Chinlund (1961), acteur
- Chino XL (1974-2024), rapper
- Shirley Chisholm (1924-2005), politica
- Marilyn Chris (1938), actrice
- Robert Christgau (1942), essayist en muziekjournalist
- Thom Christopher (1940-2024), acteur
- Charles Rahi Chun (1967), acteur
- Leonardo Cimino (1917-2012), acteur
- Michael Cimino (1939-2016), filmregisseur
- Charles Cioffi (1935), acteur
- Eugenie Clark (1922-2015), ichtyologist
- Spencer Treat Clark (1987), acteur
- Robert Clohessy (1957), acteur en filmproducent
- Allen Coage (143-2007), judoka en worstelaar
- Lee J. Cobb (1911-1976), acteur
- James Coco (1930-1987), acteur
- George Coe (1929-2015), acteur, filmproducent en filmregisseur
- Donald Cogsville (1965), voetballer
- Horace Cohen (1971), Nederlands-Amerikaans acteur
- Stanley Cohen (1922-2020), biochemicus en Nobelprijswinnaar (1986)
- Harry Cohn (1891-1958), filmproducent en oprichter en president van Columbia Pictures Corporation
- Barbara Colby (1939-1975), actrice
- Schuyler Colfax (1823-1885), vicepresident van de Verenigde Staten, journalist en zakenman
- Victor Colicchio (1953), acteur, scenarioschrijver en muzikant
- Margaret Colin (1958), actrice
- John H. Collins (1889-1918), scenarioschrijver en filmregisseur
- June Collyer (1906-1968), actrice
- Sean Combs (1969), rapper, muziekproducent
- Jeff Conaway (1950-2011), acteur
- Didi Conn (1951), actrice
- Chuck Connors (1921-1992), acteur
- Michael Conrad (1925-1983), acteur
- Kevin Conway (1942-2020), acteur en filmregisseur
- Terence James Cooke (1921-1983), kardinaal
- Anderson Cooper (1967), journalist, auteur en nieuwspresentator
- Leon Cooper (1930-2024), natuurkundige en Nobelprijswinnaar (1972)
- Joan Copeland (1922-2022), actrice
- Sofia Coppola (1971), actrice en filmregisseur
- Ritchie Cordell (geboren Richard Rosenblatt, 1943-2004), songwriter, producer en muziekuitgever
- Don Cornell (1919-2004), zanger
- Maddie Corman (1970), actrice
- Gregory Corso (1930-2001), dichter
- Robert Costanzo (1942), acteur en filmproducent
- John Costelloe (1961-2008), acteur
- Ann Coulter (1961), columniste en publiciste
- Christopher Cousins, (1960), acteur
- Matthew Cowles (1944-2014), acteur
- Richard Cox (1948), acteur
- Peter Coyote (1941), acteur en auteur
- Pat Crawford Brown (1929), actrice
- Burrill Crohn (1884-1983), medicus
- Floyd Crosby (1899-1985), cinematograaf
- Lindsay Crouse (1948), actrice
- Jon Cryer (1965), acteur
- Ronnie Cuber (1941-2022), jazzmuzikant
- George Cukor (1899-1983), filmregisseur
- Kieran Culkin (1982), acteur
- Macaulay Culkin (1980), acteur
- JD Cullum (1966), acteur
- Andrew Cuomo (1957), 56e gouverneur van de staat New York
- Mario Cuomo (1932-2015), 52e gouverneur van de staat New York
- Christina Curry (1990), Nederlands model, dochter van Patricia Paay en Adam Curry
- Tony Curtis (1925-2010), acteur
- Ashley Cusato (1974), actrice, filmproducente en stuntvrouw
- Jon Cypher (1932), acteur

### D
- Yaya DaCosta (1982), actrice
- Viola Dana (1897-1987), actrice
- Claire Danes (1979), actrice
- Gregg Daniel (1958), acteur

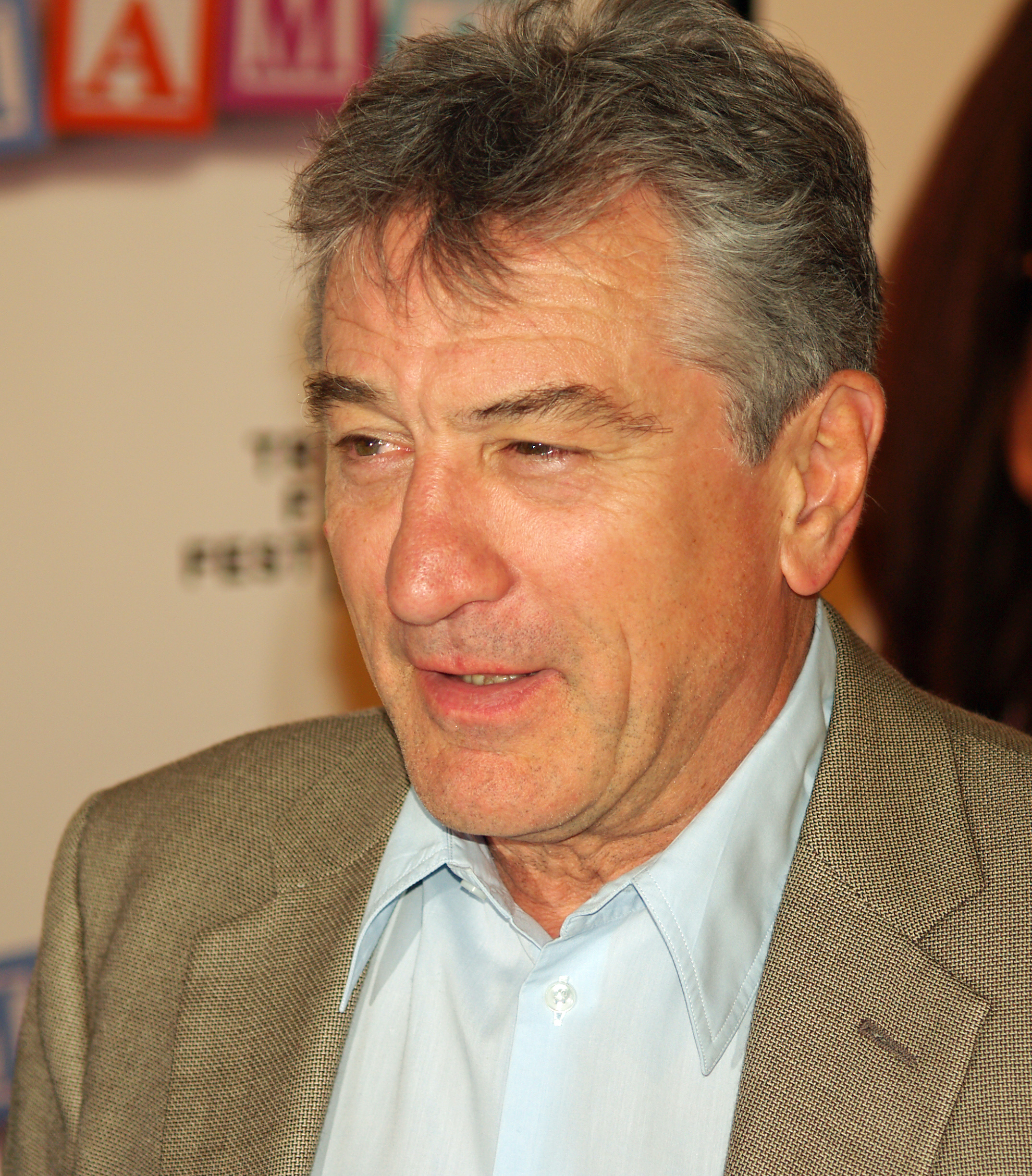
Acteur Robert De Niro

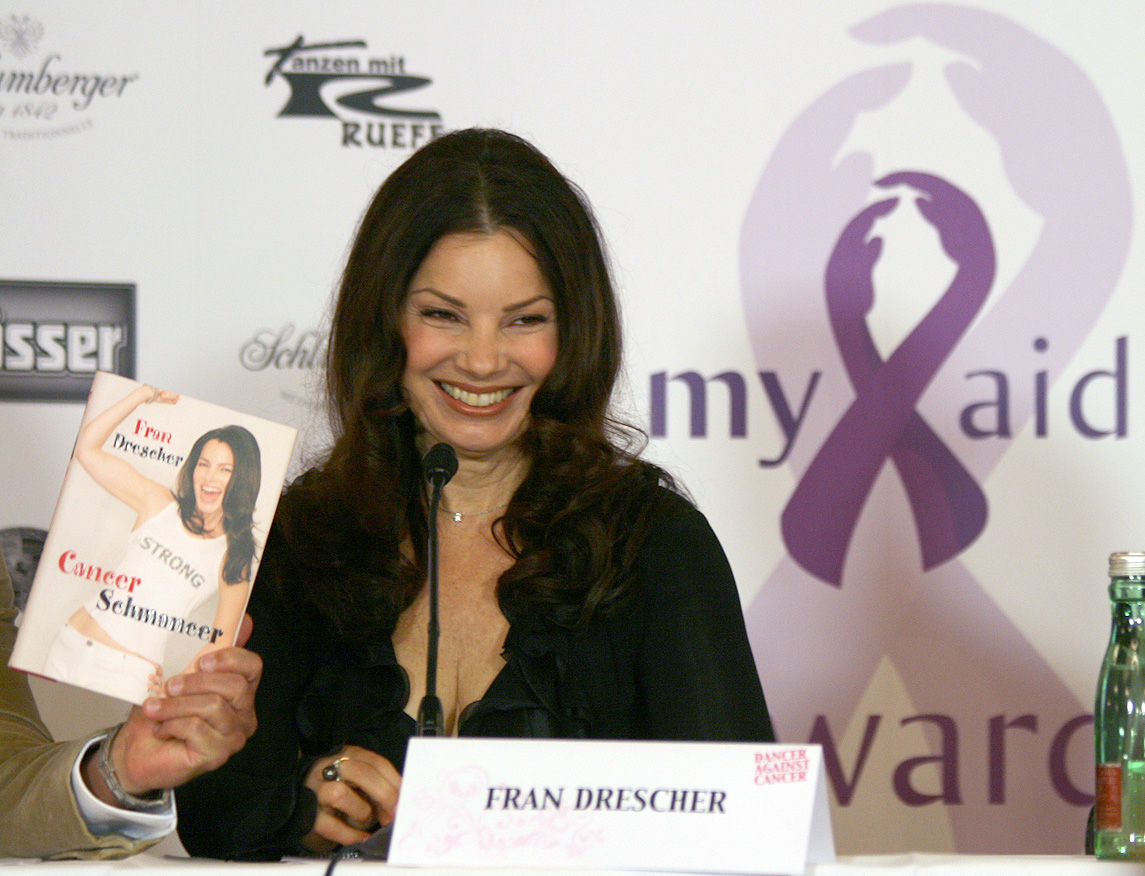
Actrice en producente Fran Drescher

- William Daniels (1927), acteur en voorzitter van de Screen Actors Guild
- Paul Dano (1984), acteur
- Tony Danza (1951), acteur
- Patti D'Arbanville (1951), actrice
- Tony Darrow (1938), acteur, filmproducent en scenarioschrijver
- Stacey Dash (1966), actrice
- Joe Dassin (1938-1980), Franstalig zanger
- Richard Davalos (1930-2016), acteur
- Seamus Davey-Fitzpatrick (1998), jeugdacteur
- Hal David (1921-2012), liedjestekstschrijver
- Keith David (1956), acteur
- Larry David (1947), acteur, schrijver, producent en regisseur
- Paul Davidson (1930-2024), macro-econoom
- Sammy Davis jr. (1925-1990), zanger, acteur, entertainer
- Rosario Dawson (1979), actrice
- Dorothy Day (1897-1980), journaliste
- Rosemary De Angelis (1933), actrice
- Valentina de Angelis (1989), actrice
- Wanda De Jesús (1958), actrice
- Drea de Matteo (1972), actrice
- Robert De Niro (1943), acteur
- Lucy Deakins (1971), actrice en advocate
- Dana Delany (1956), actrice
- Dom DeLuise (1933-2009), acteur, komiek
- Kat DeLuna (1987), zangeres
- Nelson DeMille (1943-2024), auteur
- Tony Denison (1949), acteur
- Keith Diamond (1962), acteur
- Neil Diamond (1941), zanger, songwriter
- Peter A. Diamond (1940), wetenschapper, econoom en Nobelprijswinnaar (2010)
- Reed Diamond (1967), acteur
- Janice Dickinson (1955), actrice, model
- Victoria Dillard (1969), actrice
- Bob Dishy (1934), acteur
- Carrie Dobro (1957), actrice, filmregisseuse en filmproducente
- E.L. Doctorow (1931-2015), schrijver
- Charlie Dominici (1951-2023), zanger
- Troy Donahue (1936-2001), acteur
- J.P. Donleavy (1926-2017), Iers-Amerikaans schrijver
- Richard Donner (1930-2021), filmregisseur
- Robert Donner (1931-2006), acteur
- Vincent D'Onofrio (1959), acteur
- Steve Dorff (1949), songwriter, producer, muziekregisseur en zanger
- Doug E. Doug (1970), acteur, filmregisseur, filmproducent en scenarioschrijver
- Kate Douglass (2001), zwemster
- Billie Dove (1903-1997), actrice
- Tom Dowd (1926-2002), geluidstechnicus en muziekproducent
- Robert Downey jr. (1965), acteur
- Jerry Doyle (1956-2016), acteur en radiopresentator
- Stan Dragoti (1932-2018), filmregisseur
- Fran Drescher (1957), actrice en producente
- Ja'net DuBois (1945), actrice, zangeres en songwriter
- David Duchovny (1960), acteur
- Patty Duke (1946-2016), actrice
- James Duncan (1887-1955), atleet
- Len Duncan (1911-1998), motorcoureur
- Griffin Dunne (1955), acteur, filmregisseur en filmproducent
- Philip Dunne (1908-1992), regisseur, producent en scenarioschrijver
- Michael Durrell (1943), acteur
- George Duvivier (1920-1985), jazzbassist

### E
- Edarem (1932-2012), entertainer

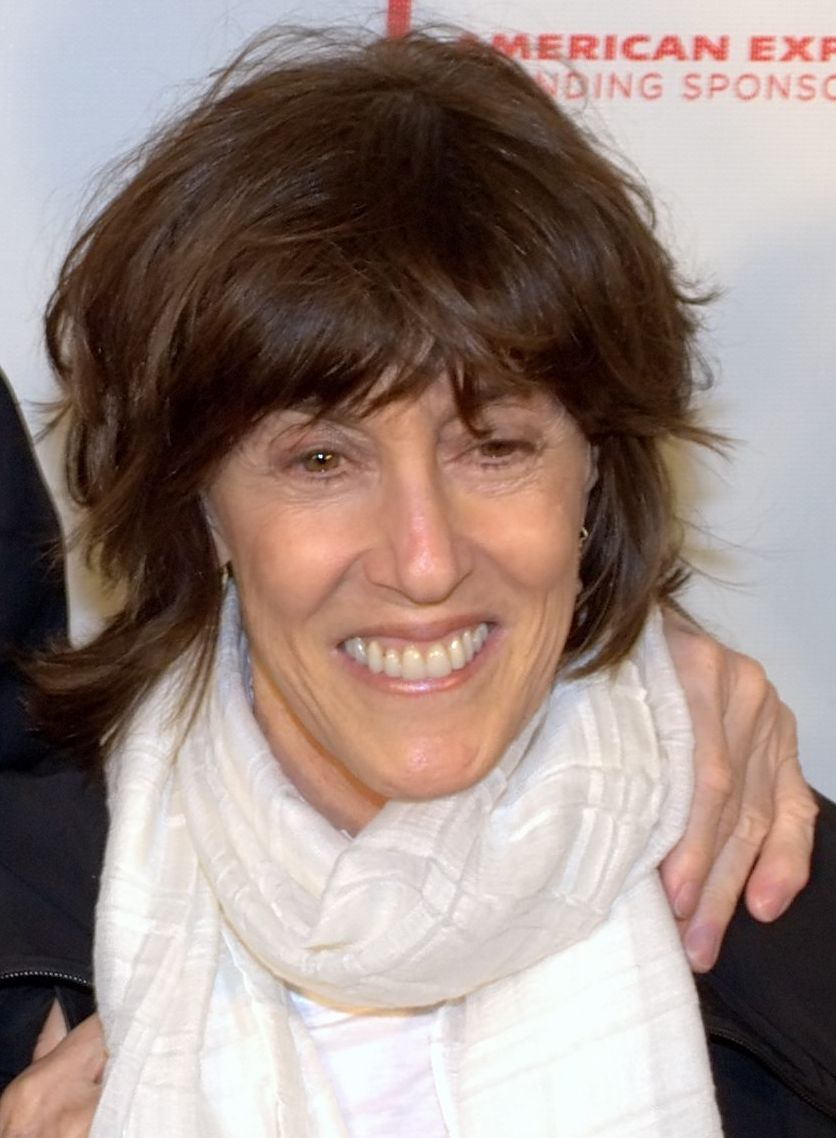
Filmregisseur en schrijfster Nora Ephron

- Gerald Edelman (1929-2014), bioloog en Nobelprijswinnaar (1972)
- Jeanne Eder-Schwyzer, Zwitsers-Amerikaans feministe
- Gertrude Ederle (1905-2003), zwemster
- Beth Ehlers (1968), actrice
- Jesse Eisenberg (1983), acteur
- Ned Eisenberg (1957-2022), acteur
- Elizabeth Eisenstein (1923-2016), historicus
- Gertrude Elion (1918-1999), farmacologe en Nobelprijswinnares (1988)
- Héctor Elizondo (1936), Amerikaans acteur
- Jane Elliot (1947), actrice
- Stephen Elliott (1918-2005), acteur
- Douglas Emhoff (1964), advocaat
- Eve Ensler (1953), toneelschrijfster, activiste en feministe
- Nora Ephron (1941-2012), filmregisseur, filmproducente, (scenario)schrijfster en journaliste
- Omar Epps (1973), acteur en rapper
- Christine Evangelista (1986), actrice
- Carl T. Evans (1968), acteur, filmregisseur en schrijver

### F
- Fabolous (1977), rapper
- Peter Facinelli (1973), acteur

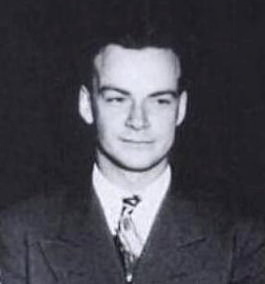
Natuurkundige Richard Feynman

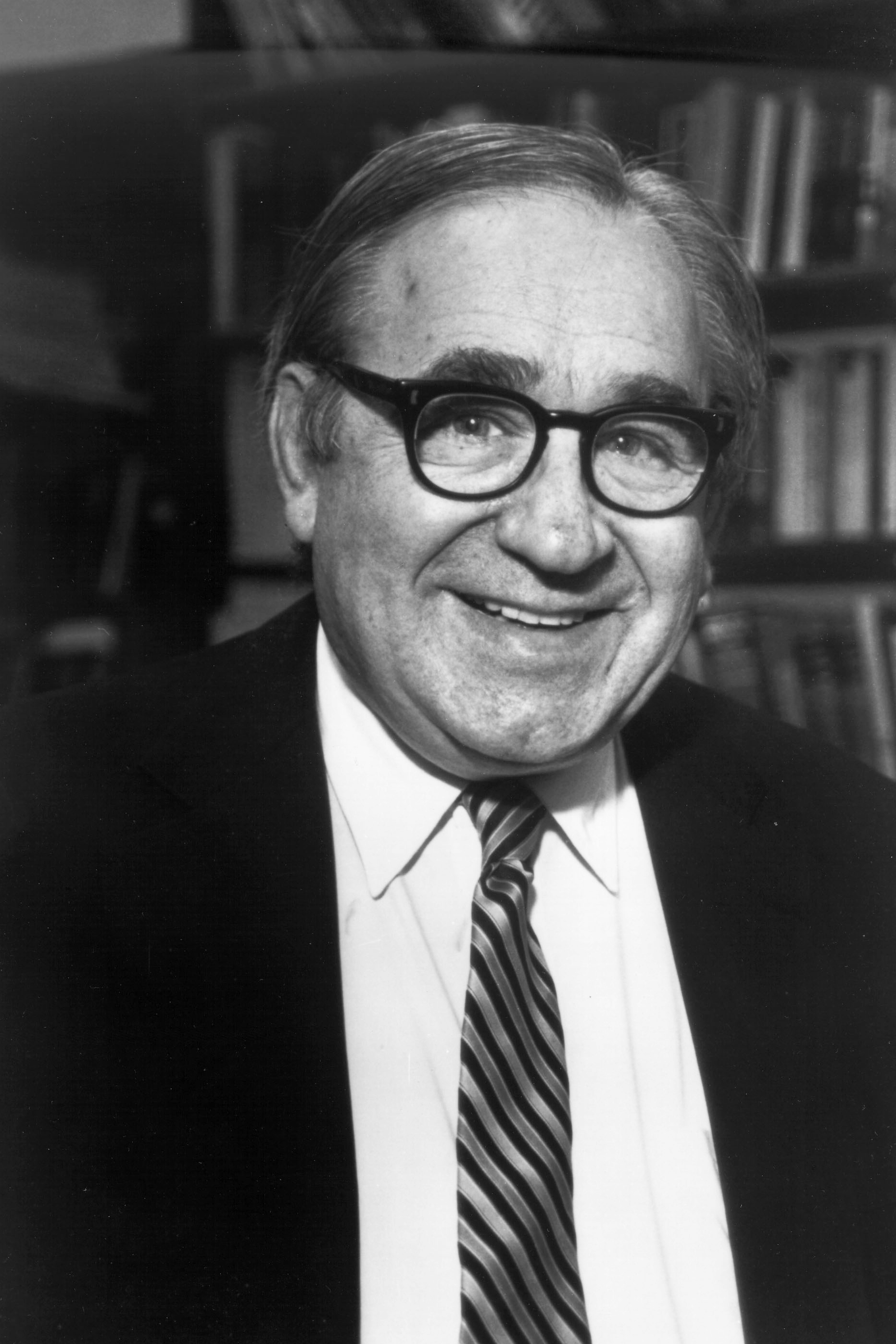
Economisch historicus en wetenschapper Robert Fogel

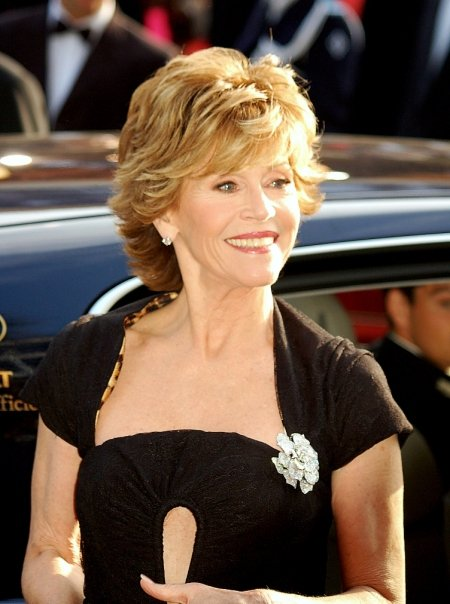
Actrice, politiek activiste en fitnessgoeroe Jane Fonda

- Melissa Fahn (1973), actrice en zangeres
- Douglas Fairbanks jr. (1909-2000), acteur
- Michael Fairman (1934), acteur en scenarioschrijver
- Edie Falco (1963), actrice
- Peter Falk (1927-2011), acteur (Columbo) en scenarioschrijver
- Jimmy Fallon (1974), acteur, komiek
- James Farentino (1938-2012), acteur
- Antonio Fargas (1970), acteur
- Louis Farrakhan (1933; geboren als Louis Eugene Walcott), leider Nation of Islam
- Perry Farrell (1959; echte naam Peretz Bernstein), zanger, muzikant
- Wes Farrell (1939-1996), songwriter en muziekuitgever
- Ronan Farrow (1987), journalist
- Ron Fassler (1957), acteur en scenarioschrijver
- Howard Fast (1914-2003), schrijver
- Anne Fausto-Sterling (1944), seksuoloog
- Alice Faye (1915-1998), actrice en zangeres
- Fat Joe (1970), rapper
- Fatman Scoop (1971-2024), hiphopartiest
- John Fedorowicz (1958), schaakgrootmeester
- Lyonel Feininger (1871-1956), Duits-Amerikaans kunstschilder (Bauhaus) en karikaturist
- Clarence Feldmann (1867-1941), Nederlands elektrotechnicus en hoogleraar
- Deborah Feldman (1986), Amerikaans-Duits schrijfster
- Tovah Feldshuh (1952), actrice
- John Fenn (1917-2010), onderzoeksprofessor in de analytische chemie en Nobelprijswinnaar (2002)
- Elsie Ferguson (1883-1961), actrice
- Vanessa Ferlito (1980), actrice
- Alison Fernandez (2005), jeugdactrice
- Lisa Fernandez (1971), Cubaans-Puerto Ricaans softbalster
- Abel Ferrara (1951), filmregisseur
- Lou Ferrigno (1951), acteur (The Incredible Hulk (televisieserie) en bodybuilder
- Richard Feynman (1918-1988), natuurkundige en Nobelprijswinnaar (1965)
- Reuben Fine (1914-1993), schaker
- Fyvush Finkel (1922-2016), acteur
- Moses Finley (1912-1986), historicus
- William Finley (1942-2012), acteur
- John Finn (1952), acteur
- Anna Fisher (1949), astronaute
- Glenn Fitzgerald (1971), acteur
- Jim Fixx (1932-1984), journalist en auteur
- Dave Fleischer (1894-1979), filmregisseur
- Robert Fogel (1926-2013), economisch historicus, wetenschapper en Nobelprijswinnaar (1993)
- James Foley (1953-2025), filmregisseur
- Jane Fonda (1937), actrice, politiek activiste en fitnessgoeroe
- Peter Fonda (1940-2019), acteur en filmregisseur
- Hallie Foote (1950), actrice
- Malcolm Forbes (1919-1990), uitgever
- Victoria Forde (1896-1964), actrice
- William Forsythe (1949), danser
- William Forsythe (1955), acteur
- Jorja Fox (1968), actrice
- Sidney Fox (1910-1942), actrice
- Anthony Franciosa (1928-2006), acteur
- Keith Franke (1954-1988), worstelaar alias Adrian Adonis
- Al Franken (1951), acteur, scenarioschrijver, televisieproducent, presentator, schrijver, komiek en politicus
- Dan Frazer (1921-2011), acteur
- John Frankenheimer (1930-2002), filmregisseur
- Ace Frehley (1951), rockgitarist
- Marilyn French (1929-2009), schrijfster en feministe
- Jacque Fresco (1916-2017), industrieel ontwerper, auteur, uitvinder, futurist
- Milton Friedman (1912-2006), econoom en Nobelprijswinnaar (1976)
- Peter Friedman (1949), acteur
- John Frusciante (1970), ex-gitarist van de Red Hot Chili Peppers
- Robert Funaro (1959), acteur
- Juli Furtado (1967), wielrenster en mountainbikester
- Nargis Fakhri (1979), actrice

### G

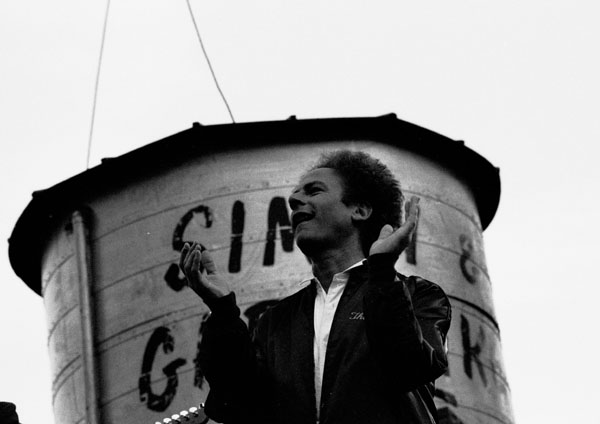
Zanger Art Garfunkel

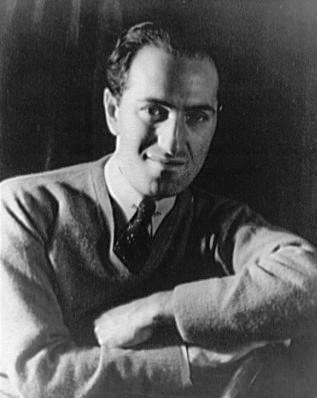
Componist en tekstschrijver George Gershwin

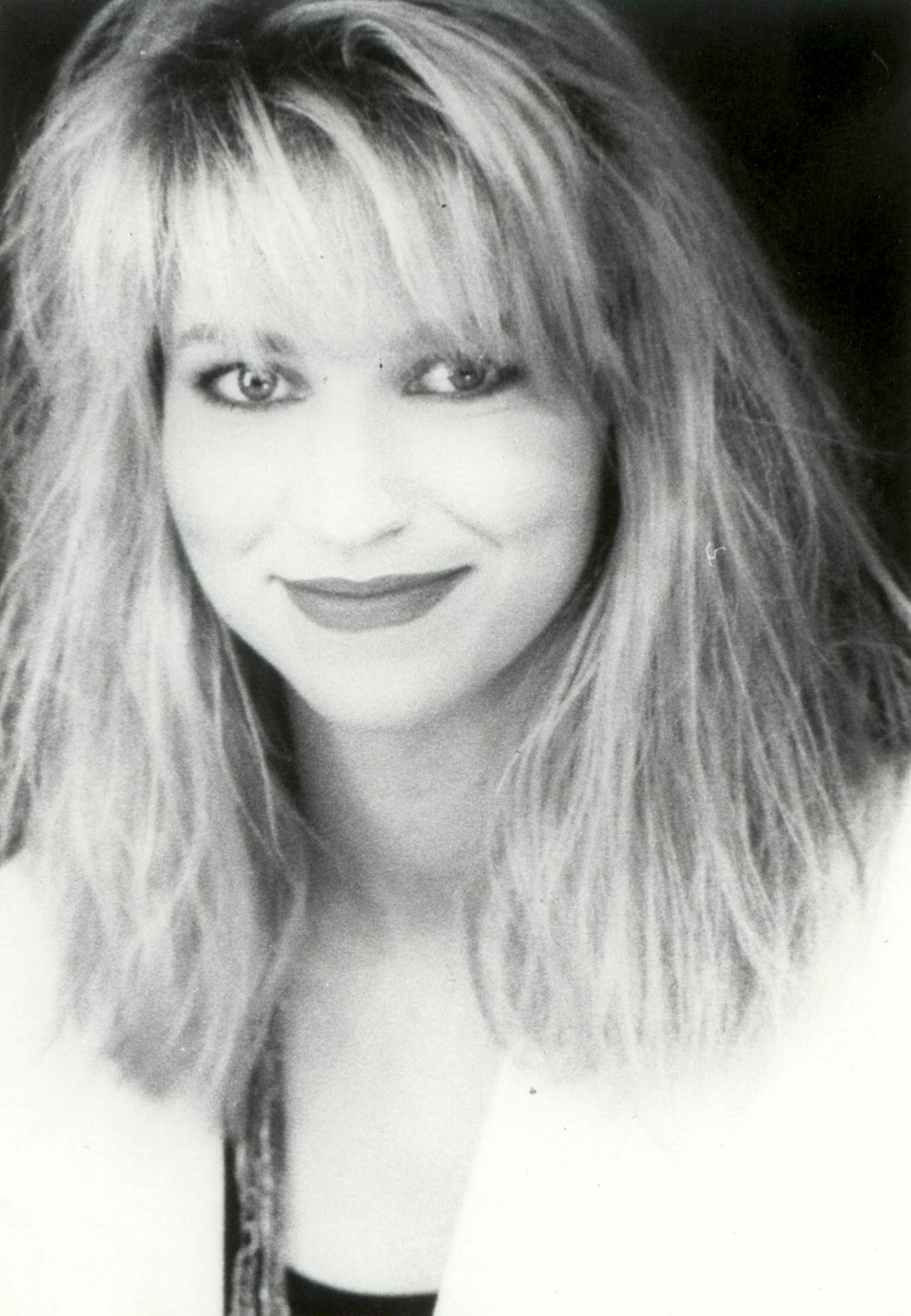
Zangeres Debbie Gibson

- David Gale (1921-2008), wiskundige en econoom
- Helen Gallagher (1926-2024), actrice
- Kathryn Gallagher (1993), actrice en zangeres
- Carla Gallo (1975), actrice
- Joseph R. Gannascoli (1959), acteur
- Evelien Gans (1951-2018), Nederlands historica en hoogleraar
- John Garfield (1913-1952), acteur
- Art Garfunkel (1941), zanger
- Barbara Garrick (1965), actrice
- Christopher Gartin (1968), acteur
- Shad Gaspard (1981-2020), worstelaar
- Justin Gatlin (1982), sprinter en olympisch kampioen (2004)
- Ben Gazzara (1930-2012), acteur
- Lou Gehrig (1903-1941), honkballer
- Murray Gell-Mann (1929), natuurkundige en Nobelprijswinnaar (1969)
- Sarah Michelle Gellar (1977), actrice en entrepreneur
- George Gershwin (1898-1937), componist en tekstschrijver
- Ira Gershwin (1896-1983), tekstschrijver
- Vitas Gerulaitis (1954-1994), tennisser
- Ghostface Killah (1970), rapper
- Louis Giambalvo (1945), acteur
- Debbie Gibson (1970), zangeres
- Bebel Gilberto (1966), Amerikaans-Braziliaans zangeres
- Jack Gilford (1908-1990), acteur
- Isabel Gillies (1970), actrice
- Alexie Gilmore (1976), actrice
- Peter H. Gilmore (1956), satanist
- Tony Gilroy (1956), scenarioschrijver, filmregisseur en -producent
- Robert Ginyard (1967), hiphopartiest
- Carmine Giovinazzo (1973), acteur
- Rudy Giuliani (1944), politicus en ex-burgemeester van New York
- Robin Givens, (1964) actrice
- Sheldon Glashow (1932), natuurkundige en Nobelprijswinnaar (1979)
- Roy Glauber (1925), natuurkundige en Nobelprijswinnaar (2005)
- Lola Glaudini (1971), actrice
- Jackie Gleason (1916-1987), komiek, musicus en acteur
- Louise Glück (1943-2023), dichteres en Nobelprijswinnares
- Paulette Goddard (1910-1990), actrice
- Arthur Godfrey (1903-1983), zanger, acteur, radio- en tv-presentator
- Gerry Goffin (1939-2014), liedjesschrijver
- Whoopi Goldberg (1955; echte naam Caryn Elaine Johnson), actrice, comédienne
- Bo Goldman (1932-2023), scenarioschrijver
- Akiva Goldsman (1962), filmproducent en scenarioschrijver
- Jonathan Goldstein (1964), acteur
- Carlos Gómez (1962), acteur
- Selena Gomez (1992), actrice en zangeres
- Rick Gonzalez (1979), acteur
- Cuba Gooding jr. (1968), acteur
- Celia Rose Gooding (2000), actrice
- Gale Gordon (1906-1995), acteur
- Mark Gordon (1957), gouverneur van Wyoming
- Wynter Gordon (1985), popzangeres en songwriter
- Lesley Gore (1946-2015), singer-songwriter
- Cliff Gorman (1936-2002), acteur
- Eydie Gormé (1928-2013), zangeres
- Louis Gossett jr. (1936-2024), acteur
- Robert Gossett (1954), acteur
- Gilbert Gottfried (1955-2022), stand-upcomedian, acteur en stemacteur
- Irv Gotti (1970-2025), hiphop- en r&b-platenproducent
- Elliott Gould (1938), acteur
- Stephen Jay Gould (1941-2002), paleontoloog, geoloog en evolutiebioloog
- Ronald Grabe (1945), astronaut
- Topher Grace (1978), acteur
- David Graeber (1961-2020), antropoloog en anarchistisch activist
- Gerrit Graham (1949), acteur, scenarioschrijver en songwriter
- Katharine Graham (1917-2001), krantenuitgeefster
- Craig muMs Grant (1968-2021), dichter en acteur
- Lee Grant (1927?), actrice
- Wayne Grayson (1974), stemacteur
- Rocky Graziano (1919-1990), bokser
- Ellen Greene (1951), actrice en zangeres
- Paul Greengard (1925-2019), neurowetenschapper en Nobelprijswinnaar (2000)
- Jennifer Grey (1960), actrice
- Zena Grey (1988), actrice
- Melanie Griffith (1957), actrice
- Miles Griffith (1969-2025), jazzzanger
- David Groh (1939-2008), acteur
- Peggy Guggenheim (1898-1979), kunstverzamelaarster
- Margo Guryan (1937-2021), singer-songwriter, pianiste en producer
- Louis Guss (1918-2008), acteur
- Arlo Guthrie (1947), folkzanger
- Steve Guttenberg (1958), acteur
- Maggie Gyllenhaal (1977), actrice

### H

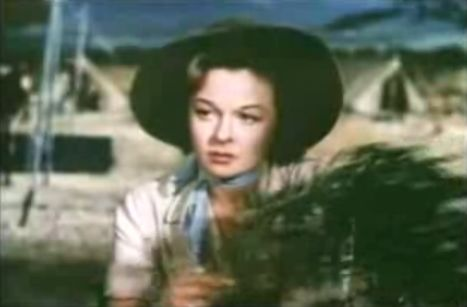
Actrice Susan Hayward

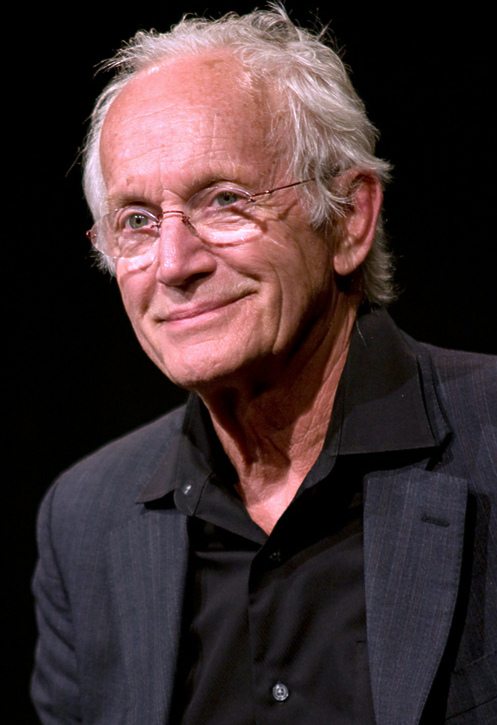
Acteur Lance Henriksen

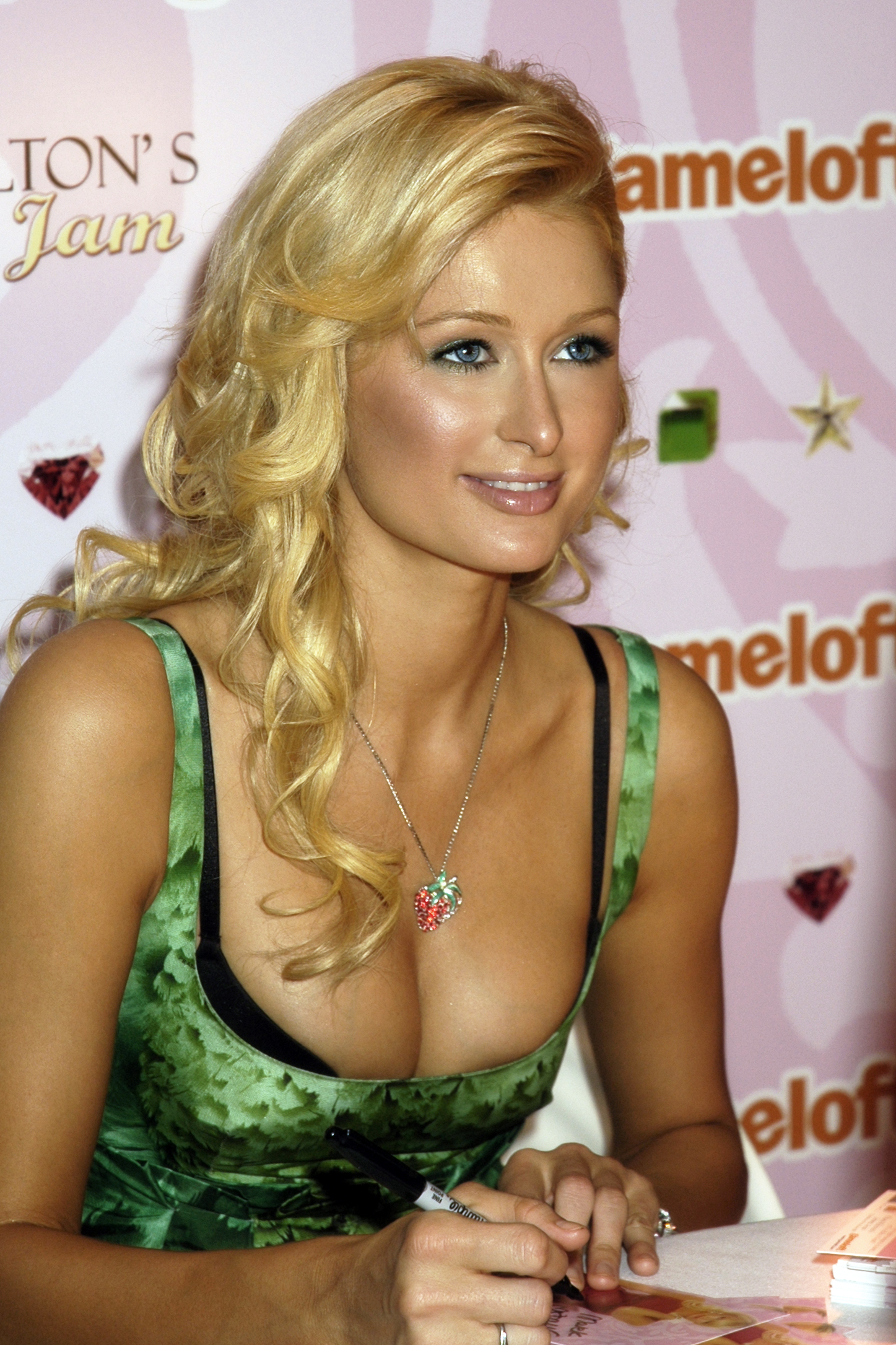
Societyster Paris Hilton

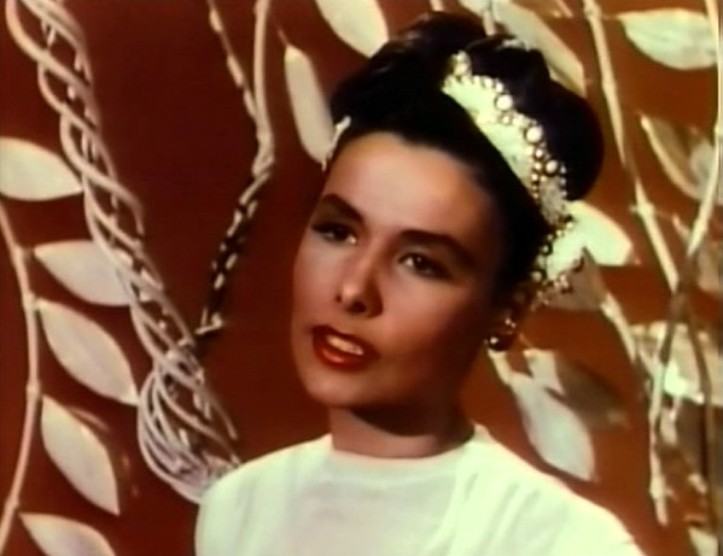
Zangeres, danseres en actrice Lena Horne in 1946

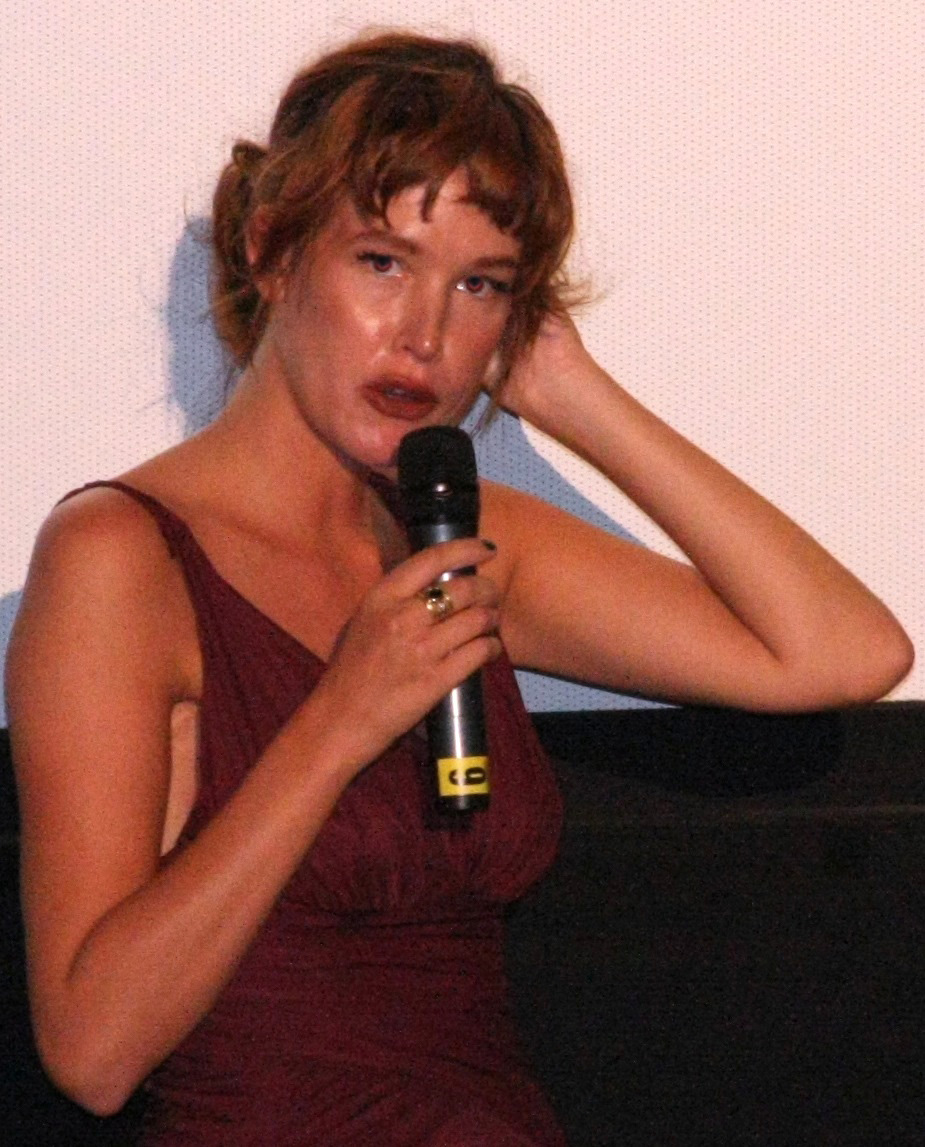
Actrice en model Paz de la Huerta

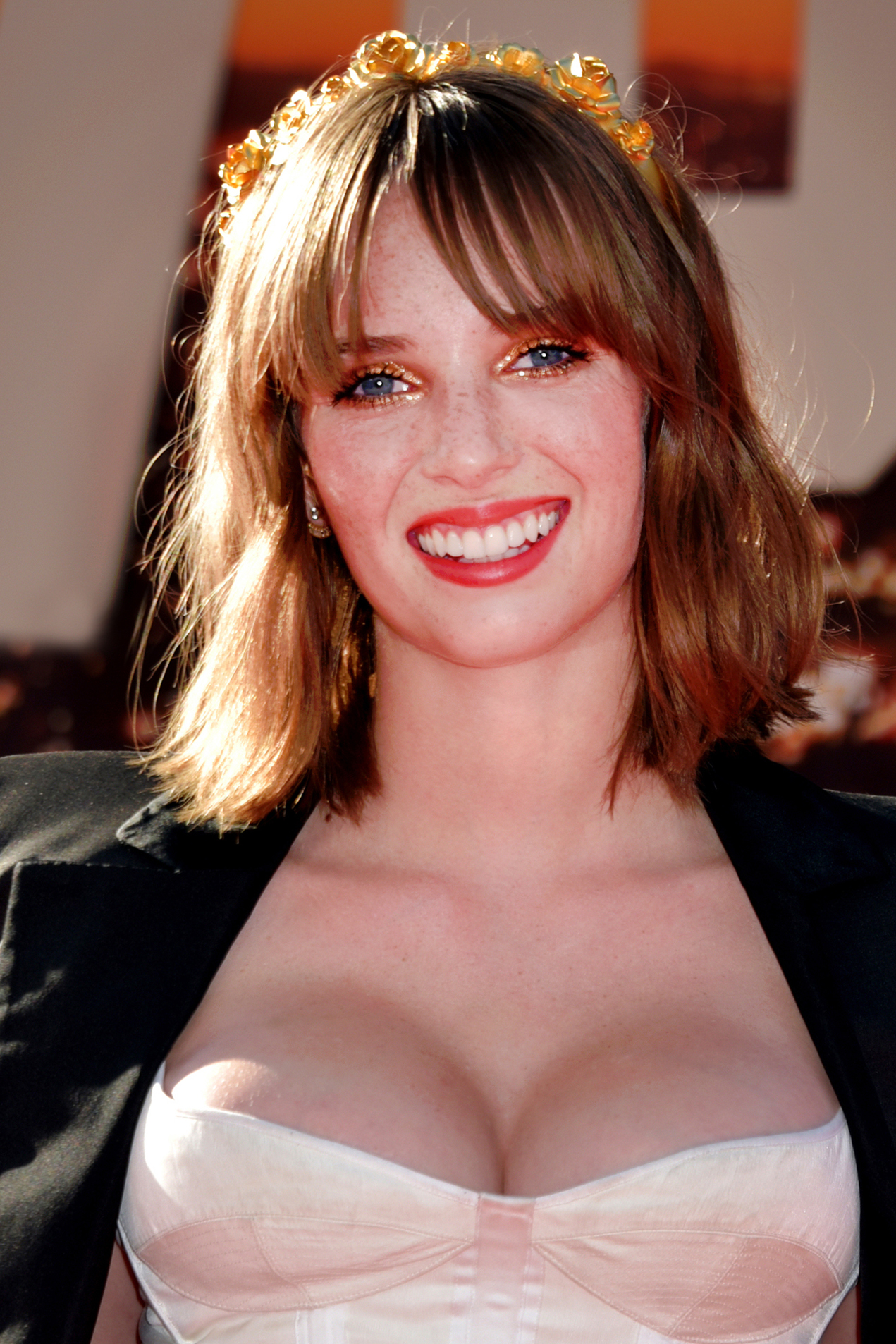
Actrice Maya Hawke

- Philip Habib (1920-1992), diplomaat
- Marianne Hagan (1966), actrice
- Adelaide Hall (1901-1993), jazzzangeres
- Jeffrey C. Hall (1945), geneticus, bioloog en Nobelprijswinnaar (2017)
- Gus Halper (1992), acteur
- Carrie Hamilton (1963-2002), actrice en scenarioschrijfster
- Josh Hamilton (1969), acteur
- Melinda Page Hamilton (1974), actrice
- Marvin Hamlisch (1944-2012), filmcomponist en muziekarrangeur
- Armand Hammer (1898-1990), industrieel en kunstverzamelaar
- Ben Hammer (1924-2017), acteur
- Oscar Hammerstein II (1895-1960), songtekstschrijver en librettist
- James Handy (19??), acteur
- Larry Hankin (1937), acteur en regisseur
- James Hanlon (1966), acteur, filmproducent en filmregisseur
- Yip Harburg (1896-1981), songwriter
- Michael Harney (1956), acteur
- Robert Harper (1951-2020), acteur
- Cynthia Harris (1934-2021), actrice
- David Harris (1959-2024), acteur
- Estelle Harris (1928-2022), actrice
- Lorenz Hart (1895-1943), dichter en liedjesschrijver voor musicals
- Don Hastings (1934), acteur
- Anne Hathaway (1982), actrice
- Jerome Hauer (1951-2023), anti-terreur- en biowapens-expert
- Herbert A. Hauptman (1917-2011), wiskundige en Nobelprijswinnaar (1985)
- Richie Havens (1941-2013), zanger, gitarist, songwriter
- Maya Hawke (1998), actrice
- Sophie B. Hawkins (1967), zangeres
- John Hayes (1886-1965), marathonloper
- Lennie Hayton (1908-1971), pianist, arrangeur en componist
- Susan Hayward (1918-1975), actrice
- Fred Hechinger (1999), acteur
- Ben Hecht (1894-1964), scenarist en schrijver
- Jamie Hector (1975), acteur
- Dan Hedaya (1940), acteur
- Carol Heiss (1940), kunstschaatsster
- Elizabeth Hendrickson (1979), actrice
- Lance Henriksen (1940), acteur
- Florence Henri, (1893-1982), Amerikaans Zwitsers fotografe
- Buck Henry (1930-2020), acteur, filmregisseur, filmproducent en scenarioschrijver
- Brian Henson (1962), regisseur en poppenspeler, zoon van Muppet-bedenker Jim Henson
- Jane Henson (1934-2013), poppenspeelster en weduwe van Muppet-bedenker Jim Henson
- David Herman (1967), (stem)acteur
- Peter Hermann (1967), acteur
- April Lee Hernández (1980), actrice
- Bernard Herrmann (1911-1975), componist
- Andy Heyward (1949), televisieproducent
- William Hickey (1927-1997), acteur
- Catherine Hicks (1951), actrice
- Michael Higgins jr. (1920-2008), acteur
- Paris Hilton (1981), societyster, model, zangeres en actrice
- Aisha Hinds (1975), actrice
- Gregory Hines (1946-2003), acteur, zanger en danser
- Maurice Hines (1943-2023), acteur, zanger, regisseur
- Judd Hirsch (1935), acteur
- Alice Hirson (1929-2025), actrice
- Jeffrey Hoffman (1944), astronaut
- Rick Hoffman (1970), acteur
- Gaby Hoffmann (1982), actrice
- Robert Hofstadter (1915-1990), natuurkundige en Nobelprijswinnaar (1961)
- Robert Hogan (1933), acteur
- Richard Holbrooke (1941-2010), diplomaat, redacteur, auteur en ambassadeur
- Arthur Hollick (1857-1933), paleobotanicus
- Judy Holliday (1921-1965), actrice en zangeres
- Celeste Holm (1917-2012), actrice
- Eleanor Holm (1913-2004), Amerikaans zwemster en actrice
- Tina Holmes (1973), actrice
- Jac Holzman (1931), oprichter Elektra Records
- Nan Hoover (1931-2008), beeldend kunstenares
- Lena Horne (1917-2010), zangeres, danseres, actrice en mensenrechtenactiviste
- Wayne Horvitz (1955), jazztoetsenist, componist en orkestleider
- Brenda Howard (1946-2005), lhbt-rechtenactivist
- Elizabeth Hubbard (1933–2023), actrice
- Season Hubley (1951), actrice
- Paz de la Huerta (1984), actrice en model
- Neal Huff (19??), acteur
- Frank John Hughes (1967), acteur, filmproducent en scenarioschrijver
- Tresa Hughes (1929-2011), actrice
- Russell Hulse (1950), natuurkundige en Nobelprijswinnaar (1993)
- Richard Hunt (1951-1992), tv-regisseur en poppenspeler Muppets en Sesame Street
- Tab Hunter (1931-2018), acteur, zanger
- Michelle Hurd (1966), actrice
- Peter Hyams (1943), filmregisseur, scenarioschrijver en cameraman
- Brian Hyland (1943), zanger

### I

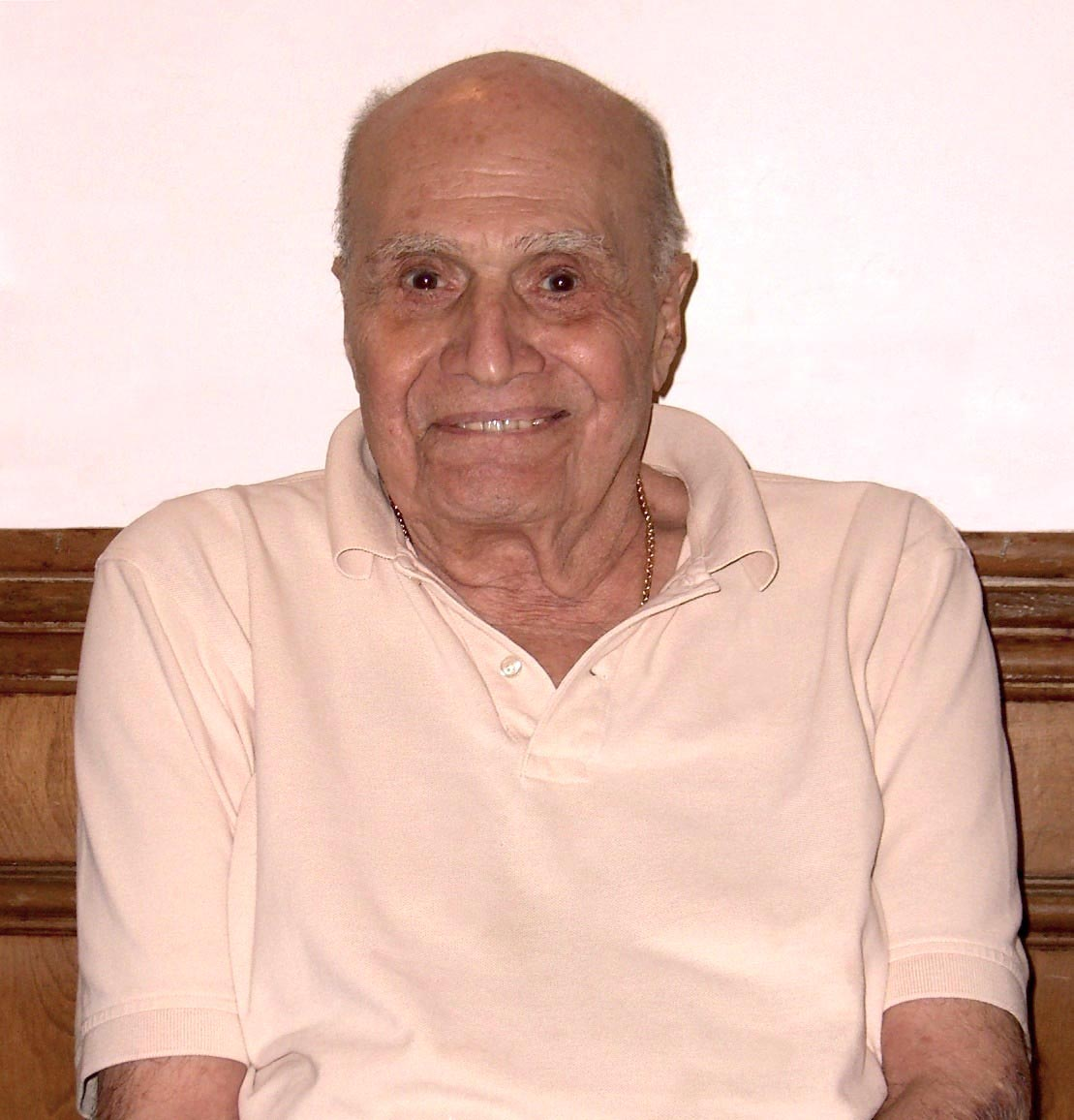
Striptekenaar en uitgever Carmine Infantino

- Janis Ian (1951), singer-songwriter en schrijfster
- Bob Iger (1951), zakenman, filmproducent en studiobaas
- Louis Ignarro (1941), farmacoloog en Nobelprijswinnaar (1998)
- Robert Iler (1985), acteur
- Carmine Infantino (1925-2013), striptekenaar, uitgever
- Washington Irving (1783-1859), auteur
- Stan Ivar (1943), acteur

### J
- Ja Rule (1976), rapper, acteur

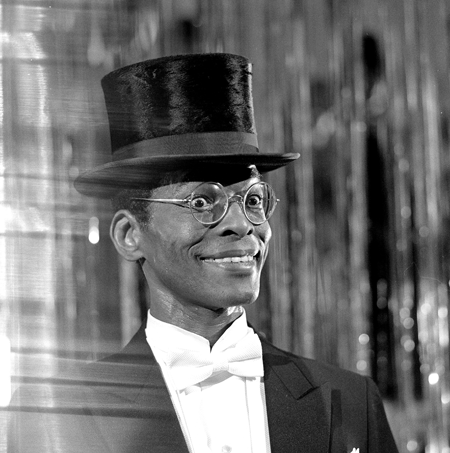
Danser, acteur en zanger Donald Jones in 1983

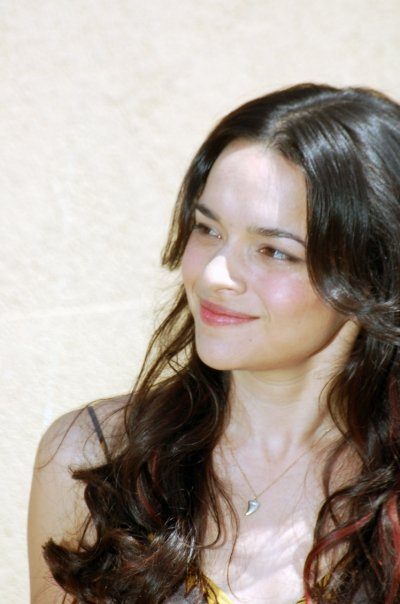
Zangeres Norah Jones

- Wolfman Jack (1938-1995), diskjockey
- Skai Jackson (2002), actrice
- Marc Jacobs (1963), modeontwerper
- Peter Marc Jacobson (1957), acteur, filmproducent, scenarioschrijver en filmregisseur
- Jadakiss (1975), rapper
- Sam Jaffe (1891-1984), acteur
- Sakina Jaffrey (1962), actrice
- Elizabeth Jagger (1984), fotomodel
- Henry James (1843-1916), romanschrijver
- Inez James (1919-1993), filmcomponist
- William James (1842-1910), filosoof en psycholoog
- Conrad Janis (1928-2022), jazztrombonist en acteur
- Jacob Javits (1904-1986), afgevaardigde en senator
- John Jay (1745-1829), gouverneur van New York (1795-1801), minister en opperrechter
- Jay-Z (1969), rapper
- Marc John Jefferies (1990), acteur
- Hakeem Jeffries (1970), politicus
- Max Jenkins (1985), acteur en toneelschrijver
- Lucinda Jenney (1954), actrice
- Philip Jessup (1897-1986), rechtsgeleerde en diplomaat
- Billy Joel (1949), zanger, componist, songwriter, pianist
- Scarlett Johansson (1984), actrice
- Boris Johnson (1964), Brits politicus en premier
- Kevin Jonas (1987), zanger
- Cullen Jones (1984), zwemmer
- Donald Jones (1932-2004), Amerikaans-Nederlands danser, acteur en zanger
- Norah Jones (1979), zangeres
- Michael Jordan (1963), basketballer
- Larry Joshua (1952), acteur
- Kara Lynn Joyce (1985), zwemster

### K

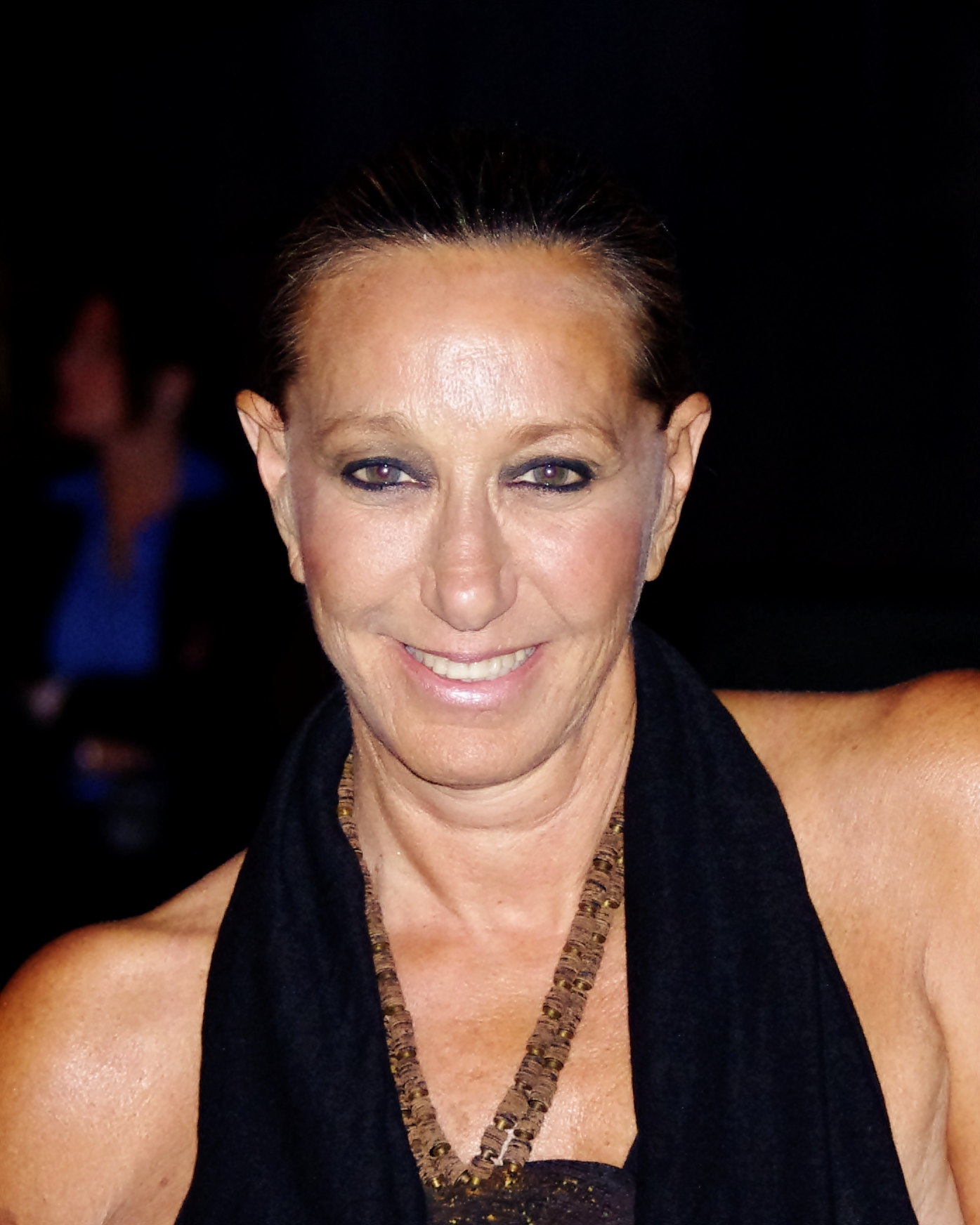
Modeontwerpster Donna Karan

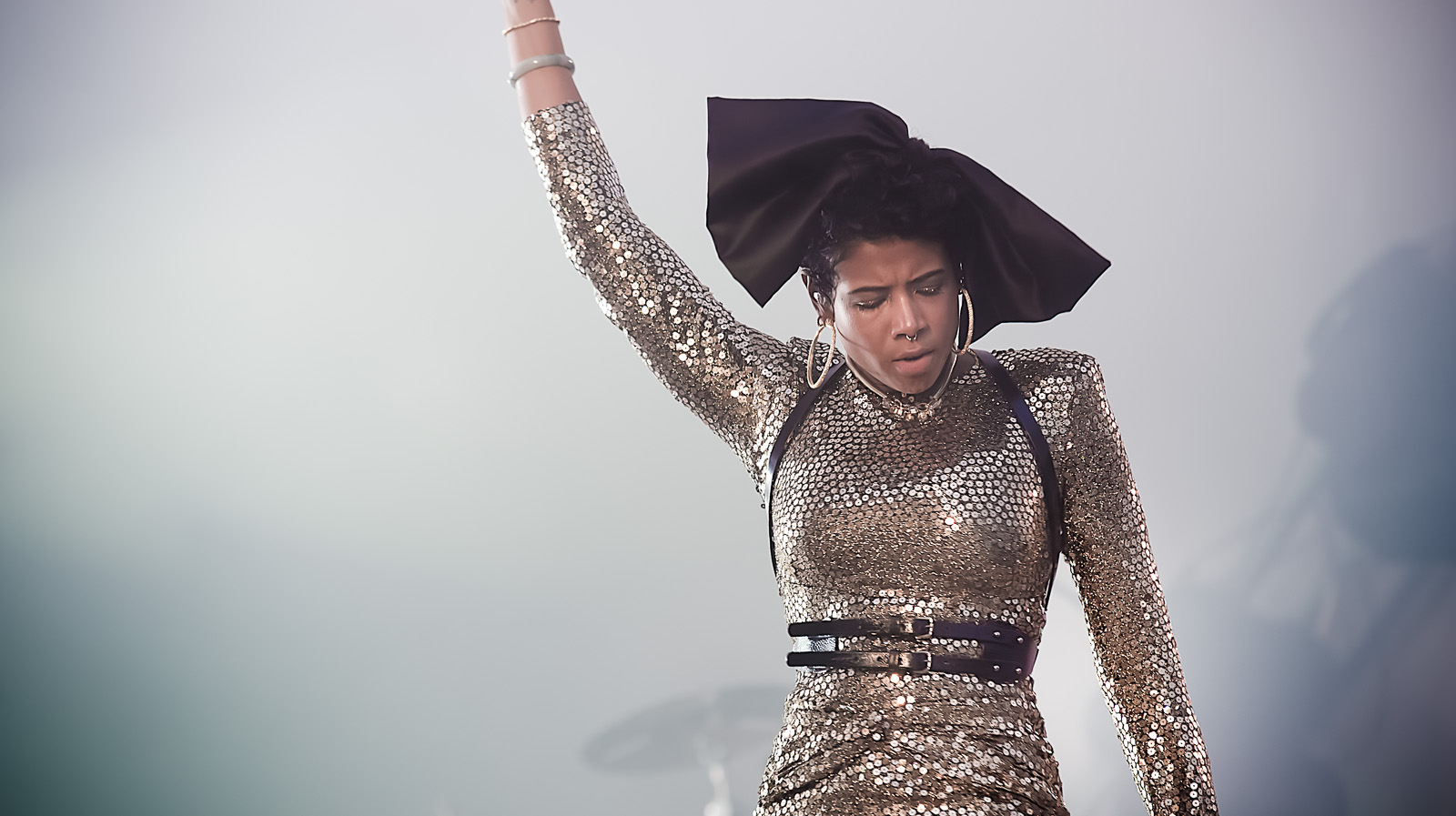
Zangeres Kelis

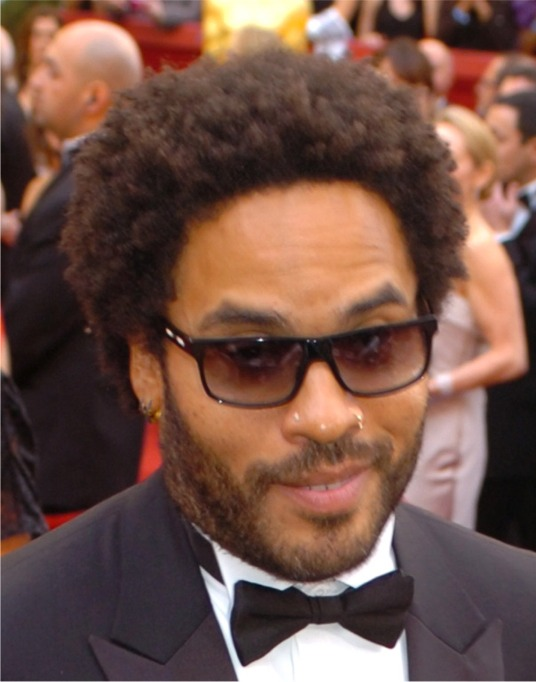
Zanger Lenny Kravitz

- William Kaelin jr. (1957), Nobelprijswinnaar (2019)
- Ian Kahn (1972), acteur
- Irving Kahn (1905-2015), econoom
- Michael Kahn (1935), filmmonteur
- Bob Kane (1915-1998), tekenaar, geestelijk vader van Batman
- Tim Kang (1973), Amerikaans-Koreaans acteur
- Jodi Kantor (1975), journaliste
- Marvin Kaplan (1927-2016), acteur, filmproducent en scenarioschrijver
- Alex Kapp Horner (1969), actrice
- Donna Karan (1948), modeontwerpster
- Kelly Karbacz, actrice
- Gene Kardos (1899-1980), violist en bandleider
- Jerome Karle (1918-2013), fysisch scheikundige en Nobelprijswinnaar (1985)
- Lenore Kasdorf (1948), actrice
- Charlie Kaufman (1958), schrijver en filmproducer
- Danny Kaye (1911-1987) acteur en komiek
- Lainie Kazan (1940), zangeres en actrice
- Ted Kazanoff (1922-2012), acteur en theaterregisseur
- Thomas Kean (1935), politicus
- Steven Keats (1945-1994), acteur
- Harvey Keitel (1939), acteur
- Kool Keith (1963), rapper en producer
- Kelis (1979), zangeres
- Evelyn Fox Keller (1936-2023), natuurkundige, feministe en hoogleraar
- Jonathan Kellerman (1949), auteur
- Laura Kelly (1950), gouverneur van Kansas
- Caroline Kennedy (1957), advocate, schrijfster en ambassadeur
- George Kennedy (1925-2016), acteur
- Daniel Keyes (1927-2014), sciencefictionschrijver
- Alicia Keys (1981), r&b-zangeres
- Jiah Khan (1988-2013), Brits-Indiaas actrice
- Jimmy Kimmel (1967), presentator, komiek
- Kenneth Kimmins (1941), acteur
- Larry King (1933-2021), tv-interviewer
- Roger King (producent) (1944-2007), televisie- en mediaproducer
- Bruno Kirby (1949-2006), acteur
- Jack Kirby (1917-1994), stripauteur
- Kristina Klebe (1979), actrice
- Calvin Klein (1942), modeontwerper
- Donald Klein (1928), psychiater
- Robert Klein (1942), acteur, filmproducent, scenarioschrijver, zanger en stand-upkomiek
- William Klein (1926-2022), fotograaf en filmmaker
- Richard Kline (1944), acteur en filmregisseur
- Guy Klucevsek (1947-2025), accordeonist en componist
- Frankie Knuckles (1955-2014), house-dj en -producer
- Ed Koch (1924-2013), burgemeester van New York (1978-1989)
- Fred Koehler (1975), acteur
- Al Kooper (1944), muzikant, liedschrijver en muziekproducent
- Bernie Kopell (1933), acteur en scenarioschrijver
- Arthur Kornberg (1918-2007), biochemicus en Nobelprijswinnaar (1959)
- Michael Kostroff (1961), acteur
- Yaphet Kotto (1939-2021), acteur
- Judith Krantz (1928-2019), schrijfster
- Steve Krantz (1923-2007), filmproducent en schrijver
- Nicole Krauss (1974), schrijfster
- Lenny Kravitz (1964), zanger, gitarist en acteur
- David Kriegel (1969), acteur, filmproducent en filmregisseur
- Ilene Kristen (1952), actrice
- Paul Krugman (1953), econoom, columnist, publicist en Nobelprijswinnaar (2008)
- Pauline Kruseman (1942), Nederlands museumdirecteur
- Stanley Kubrick (1928-1999), filmregisseur, scenarioschrijver, producent
- Nina Kuscsik (1939-2025), atlete
- Bruce Kulick (1953), popgitarist
- Tuli Kupferberg (1923-2010), beatnikdichter, schrijver, cartoonist en uitgever
- Eric Kupper, houseproducer
- Marcia Jean Kurtz (19??), actrice
- Harold Kushner (1935-2023), rabbijn en schrijver

### L

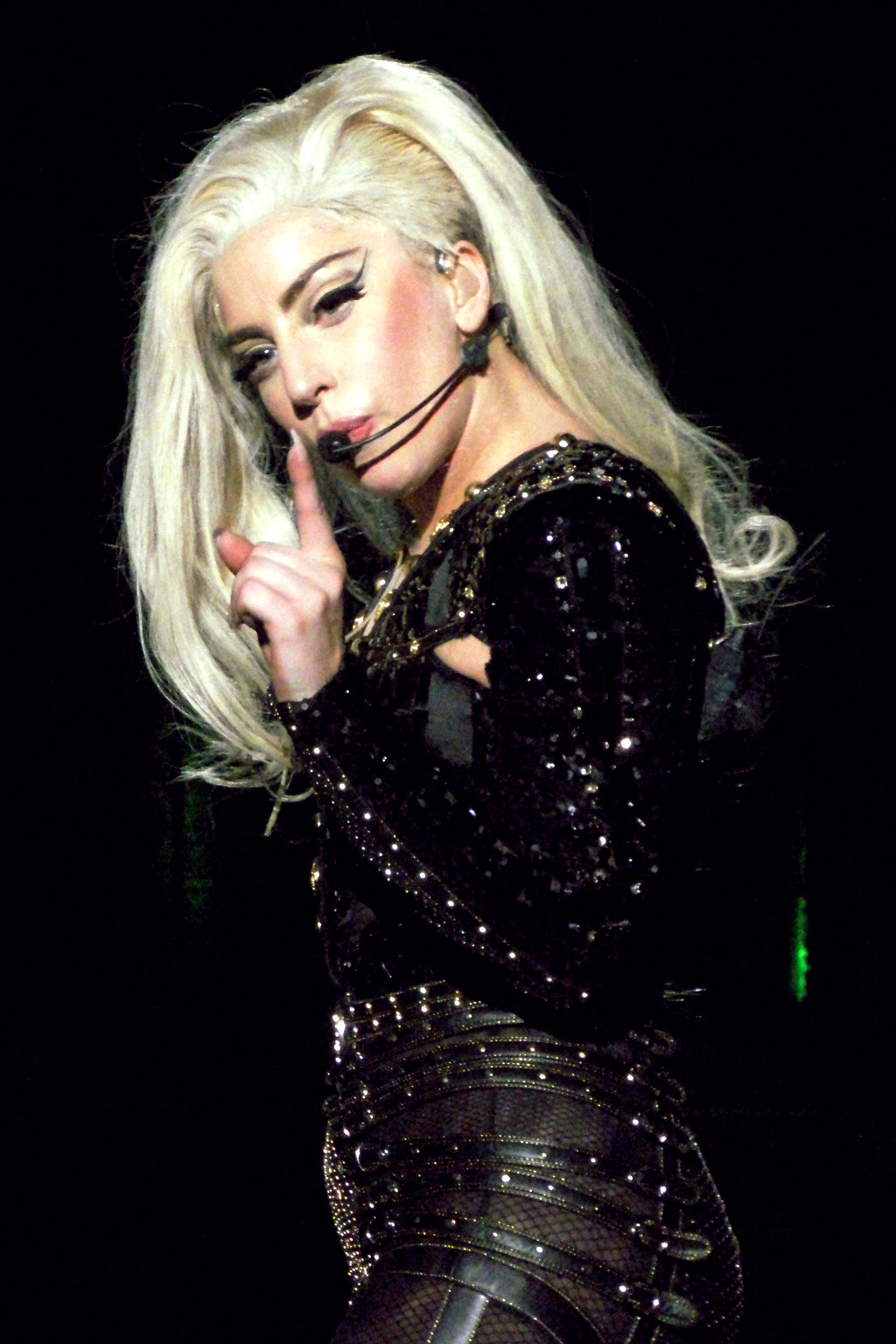
Zangeres en modeontwerpster Lady Gaga

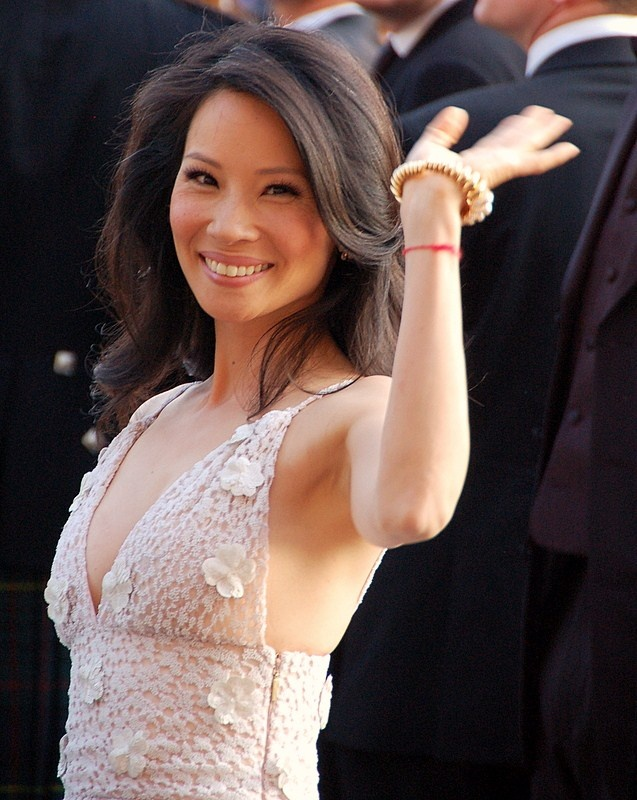
Actrice Lucy Liu

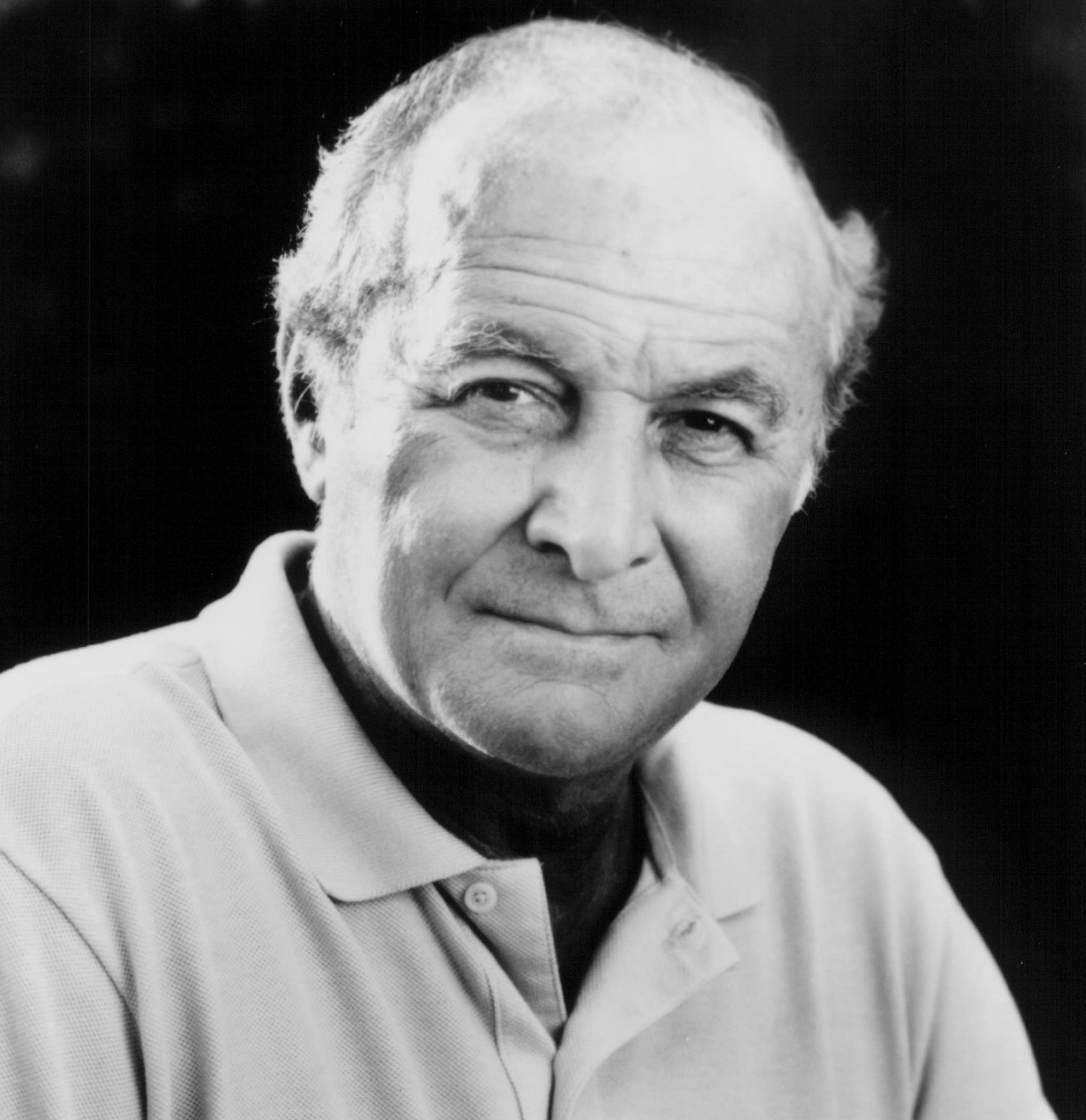
Acteur Robert Loggia

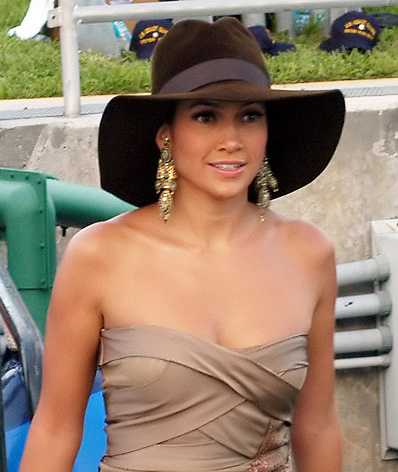
Zangeres en actrice Jennifer Lopez

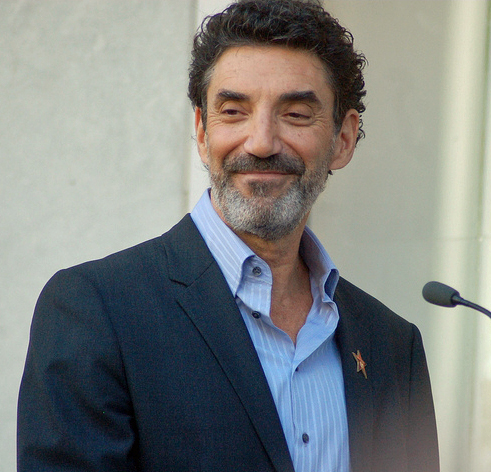
Scenarioschrijver en televisieproducent Chuck Lorre

- Fiorello La Guardia (1882-1947), burgemeester New York
- Julius La Rosa (1930-2016), zanger
- Lady Gaga (1986), zangeres, modeontwerpster
- Alicia Lagano (1979), actrice
- Bert Lahr (1895-1967; echte naam Irving Lahrheim), acteur, komiek
- Veronica Lake (1922-1973), filmactrice
- Jake LaMotta (1922-2017), bokskampioen
- Burt Lancaster (1913-1994), acteur
- Jon Landau (1960-2024), filmproducent
- Martin Landau (1928-2017), acteur
- Valerie Landsburg (1958), actrice, scenarioschrijfster, televisieproducente, televisieregisseuse, zangeres en songwriter
- Irving Langmuir (1881-1957), schei-, natuurkundige en Nobelprijswinnaar (1932)
- Jack Langrishe (1839-1895), acteur
- Liza Lapira (1981), actrice
- Renata Laqueur (1919-2011), Holocaustoverlevende en Nederlands-Amerikaanse taalkundige
- Vincent Laresca (1974), acteur
- Estée Lauder (1906-2004), zakenvrouw
- Cyndi Lauper (1953), zangeres
- Ralph Lauren (1939), modeontwerper
- Oona Laurence (2002), actrice
- Dan Lauria (1947), acteur, filmproducent, filmregisseur en scenarioschrijver
- Steve Lawrence (1935-2024), zanger, acteur en entertainer
- Emma Lazarus (1849-1887), Joods-Amerikaans dichteres en essayiste
- Ron Leavitt (1947-2008), scenarioschrijver, televisieproducent, medebedenker van Married... with Children
- Charles Lederer (1910-1976), scenarioschrijver
- Leon Lederman (1922-2018), natuurkundige en Nobelprijswinnaar (1988)
- Stan Lee (1922-2018), schrijver en stripauteur
- Phil Leeds (1916-1998), acteur
- Robert Lefkowitz (1943), wetenschapper en Nobelprijswinnaar (2012)
- Ernest Lehman (1915-2005), scenarioschrijver
- Tom Lehrer (1928-2025), satirisch singer-songwriter en wiskundige
- Ron Leibman (1937), acteur en scenarioschrijver
- Sean Lennon (1975), muzikant
- Melissa Leo (1960), actrice
- Ken Lerner (1948), acteur
- Michael Lerner (1941-2023), acteur
- Paul Alan Levi (1941), componist
- Ira Levin (1929-2007), schrijver
- Al Lewis (1923-2006), acteur
- Bernard Lewis (1916), Brits-Amerikaans historicus, oriëntalist en politiek commentator
- Richard Lewis (1947-2024), stand-upcomedian en acteur
- Robert Lewis (1909-1997), acteur, regisseur, auteur en acteurscoach
- Roy Lichtenstein (1923-1997), popartkunstenaar
- Philip Lieberman (1934-2022), taalkundige
- Ralph Liguori (1926-2020), autocoureur
- Lil' Kim (1974; echte naam Kimberly Denise Jones), rapper
- Kristine Lilly (1971), voetbalster
- Jeff Lima (1990), acteur
- Hal Linden (1931), acteur en muzikant
- Laura Linney (1964), actrice
- David Lipman (1938), acteur
- Peggy Lipton (1946-2019), actrice
- Joe Lisi (1950), acteur
- Jonathan Littell (1967), schrijver
- Lucy Liu (1968), actrice
- LL Cool J (1968), rapper en acteur
- Tony Lo Bianco (1936-2024), acteur, filmregisseur, toneelregisseur en toneelproducent
- Anne Lockhart (1953), actrice
- E. Lockhart (= Emily Jenkins) (1967), schrijfster
- June Lockhart (1925), actrice
- Robert Loggia (1930-2015), acteur
- Lindsay Lohan (1986), actrice
- Domenick Lombardozzi (1976), acteur
- William Lombardy (1937-2017), schaakgrootmeester
- Jodi Long (1954), actrice
- Jennifer Lopez (1969), zangeres, actrice, producente
- Kamala Lopez (19??), actrice, filmproducente, filmregisseuse, filmeditor en scenarioschrijfster
- Chuck Lorre (1952), scenarioschrijver en televisieproducent
- Julia Louis-Dreyfus (1961), actrice
- Anita Louise (1915-1970), actrice
- Tina Louise (1934), actrice, zangeres, model
- Raymond Luedeke (1944), componist, muziekpedagoog, musicoloog en klarinettist
- Robert LuPone (1946-2022), acteur
- Meredith Scott Lynn (1970), actrice, filmproducente, filmregisseuse en scenarioschrijfster
- Donna Lynton (1951), zangeres

### M

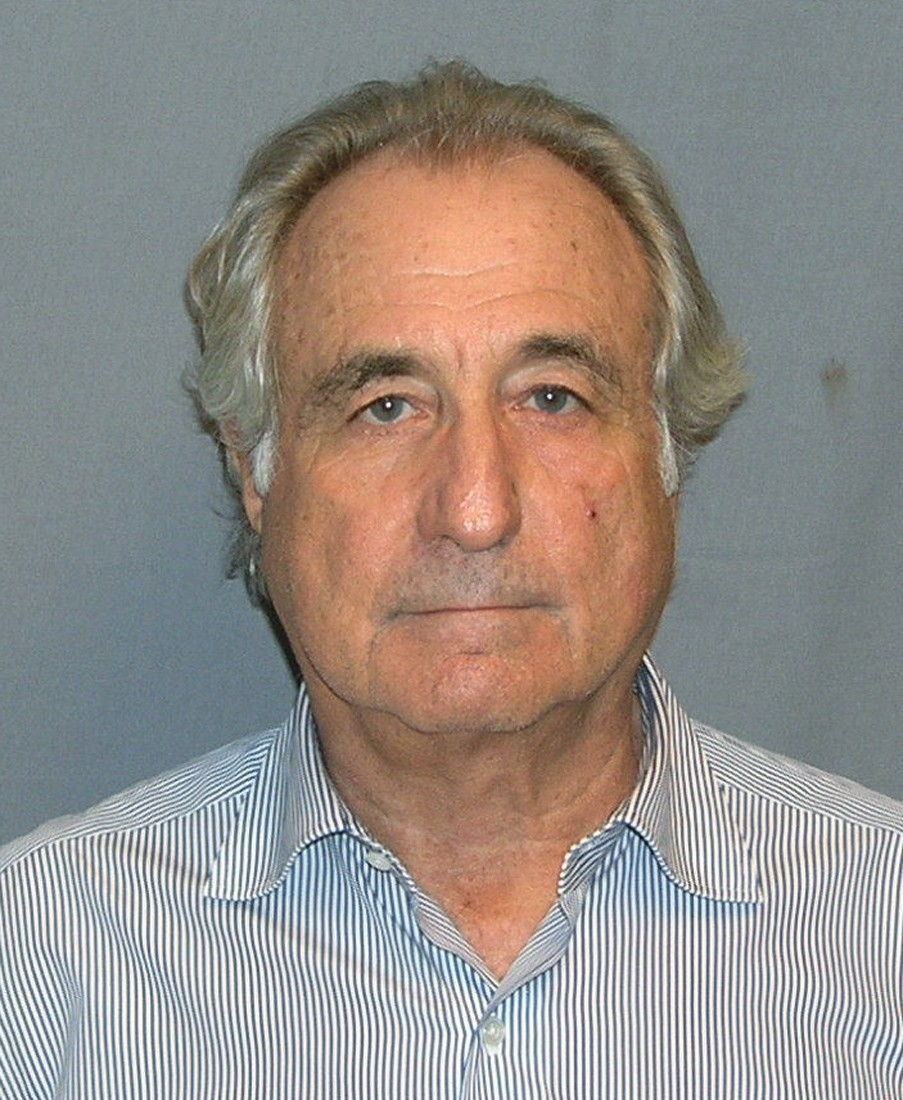
Zakenman Bernard Madoff

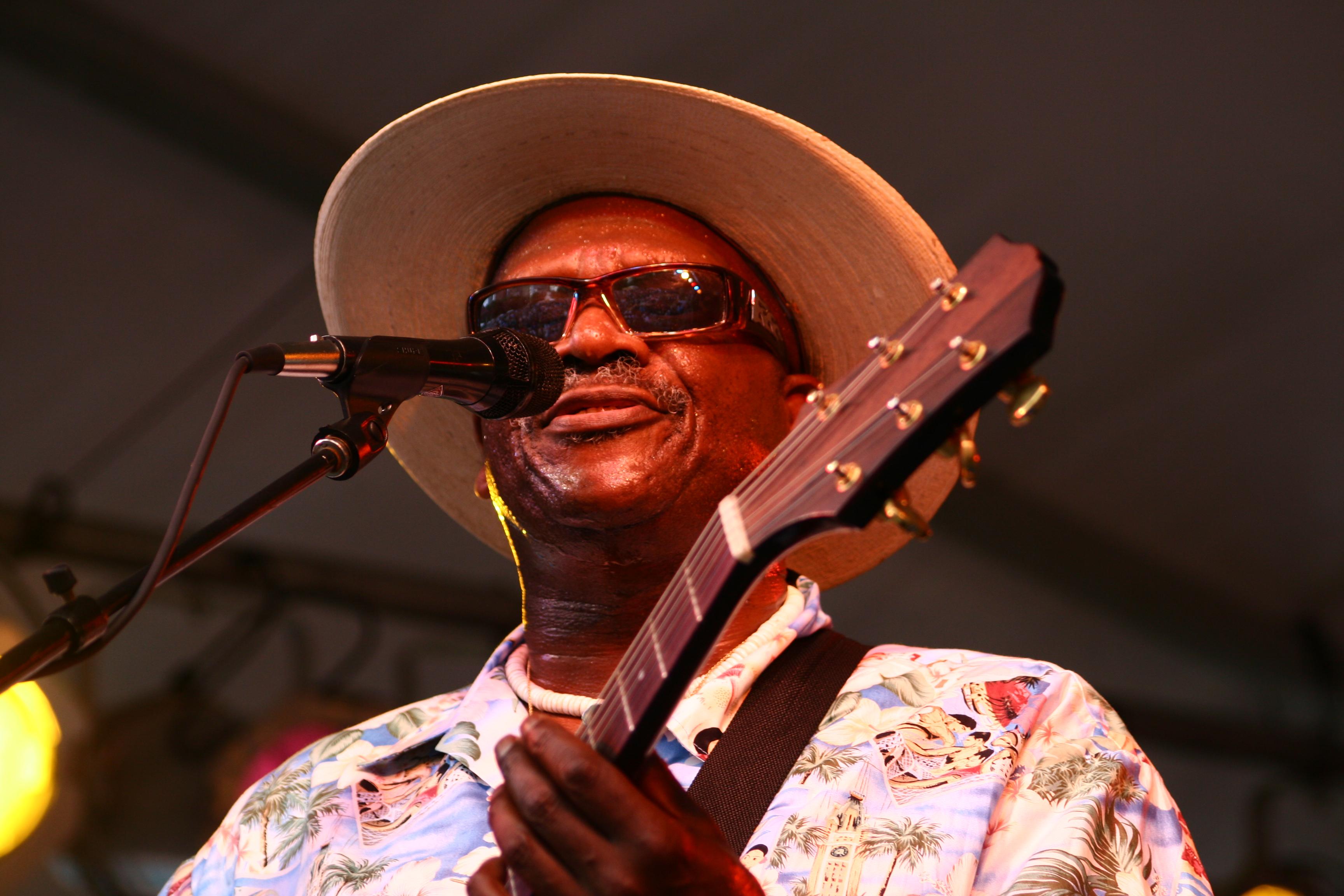
Bluesmuzikant Taj Mahal

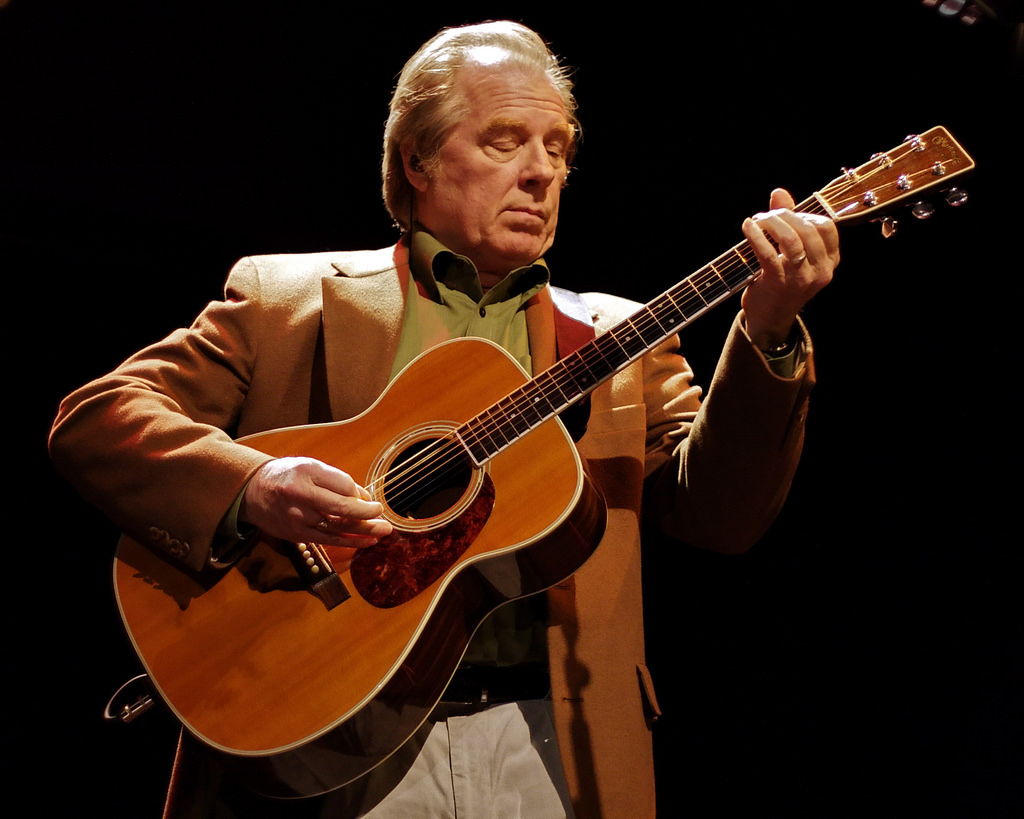
Acteur Michael McKean

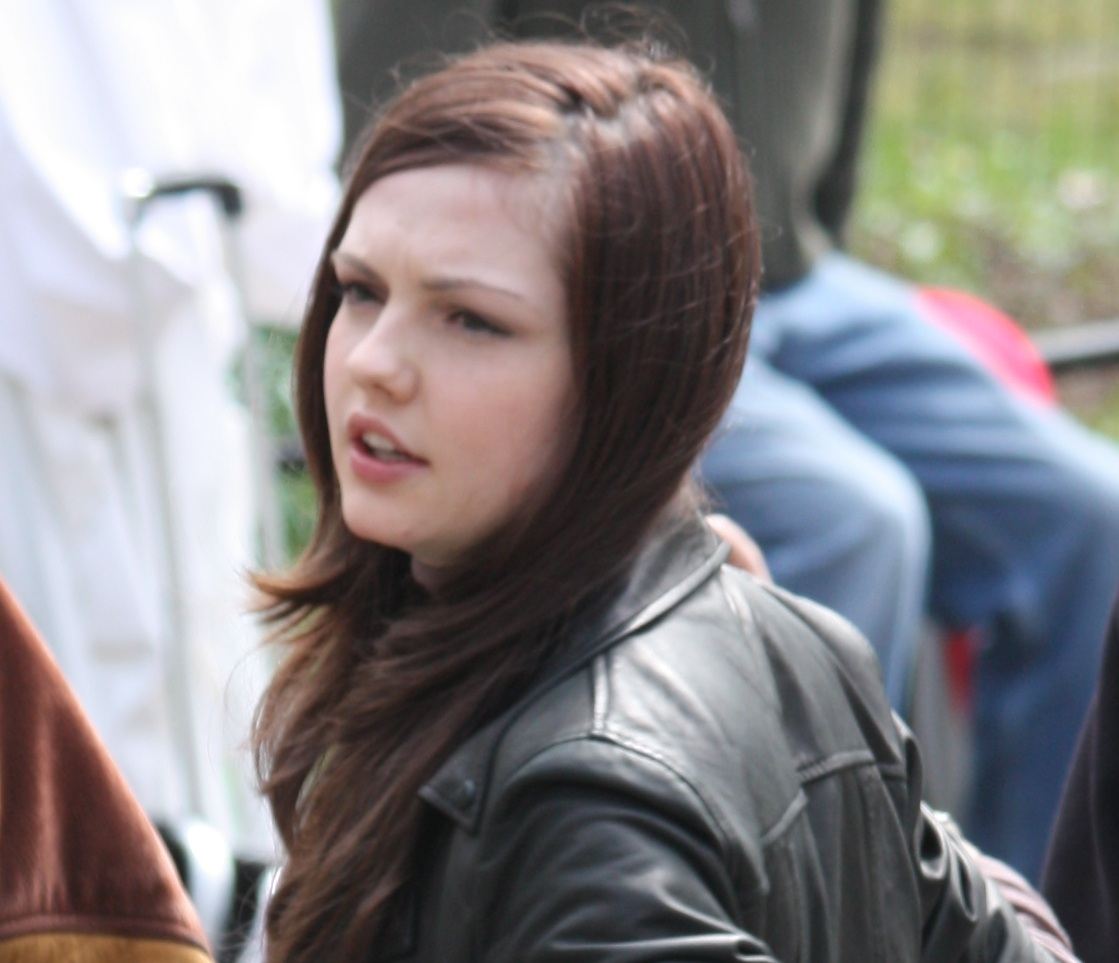
Actrice Emily Meade

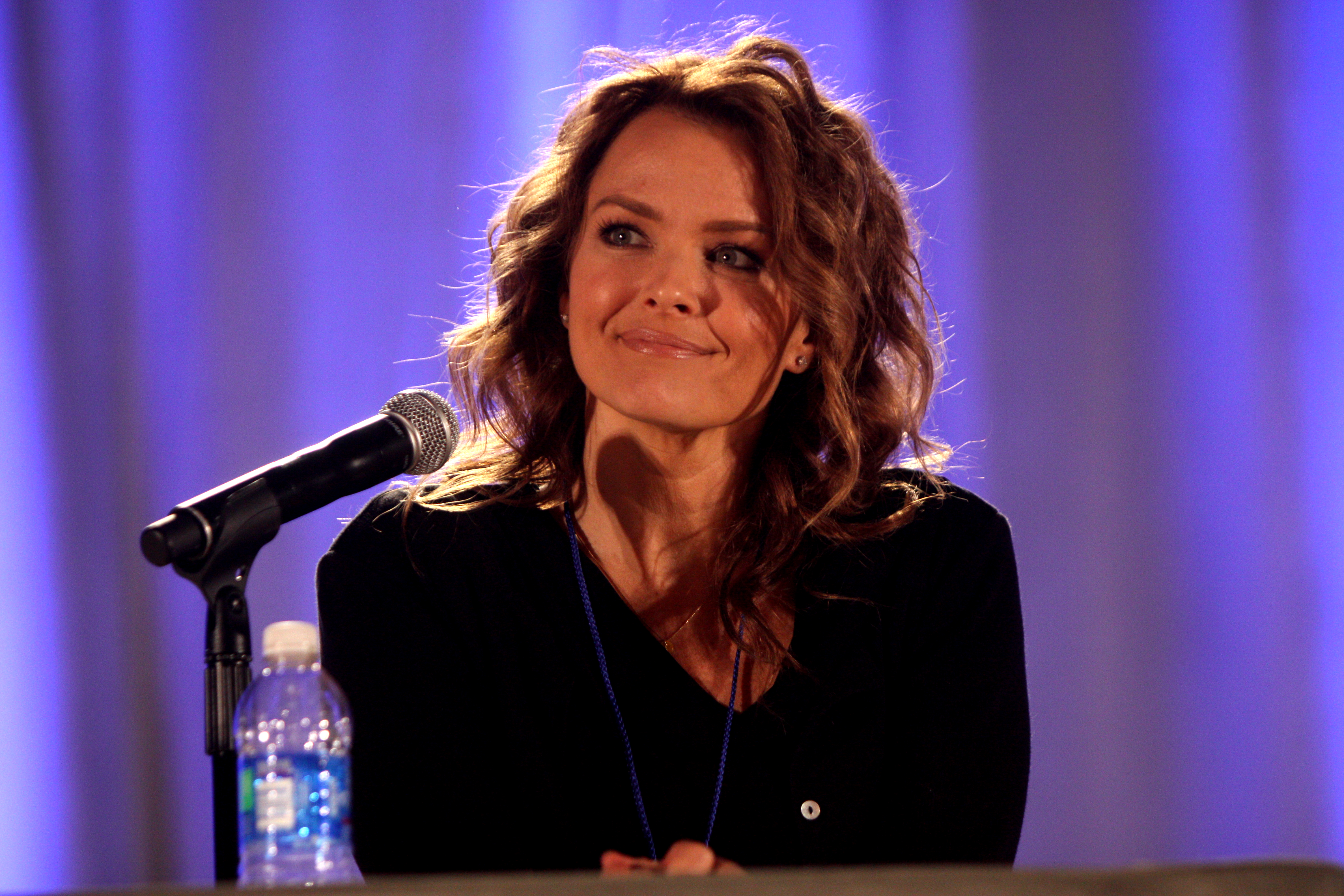
Actrice Dina Meyer

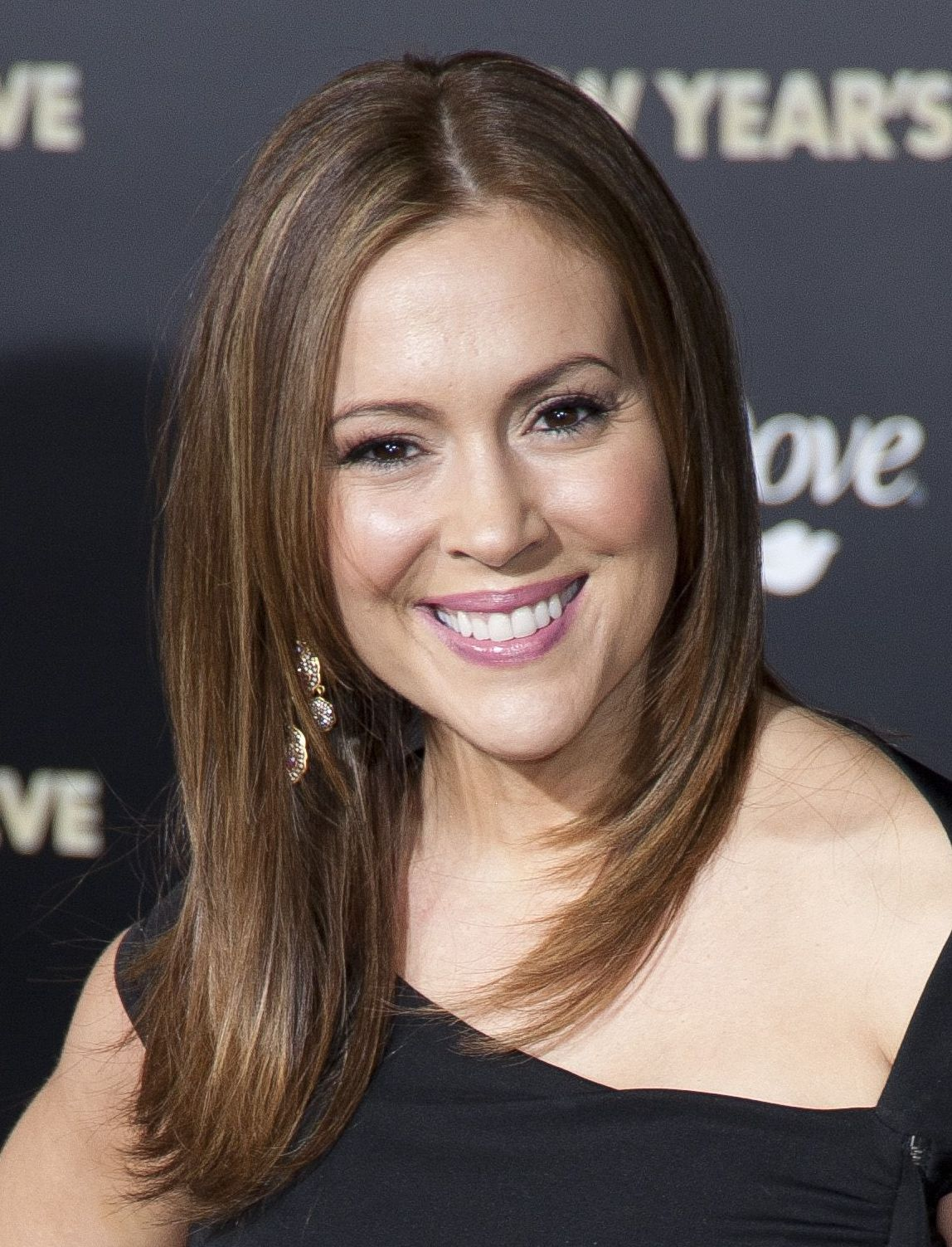
Actrice Alyssa Milano

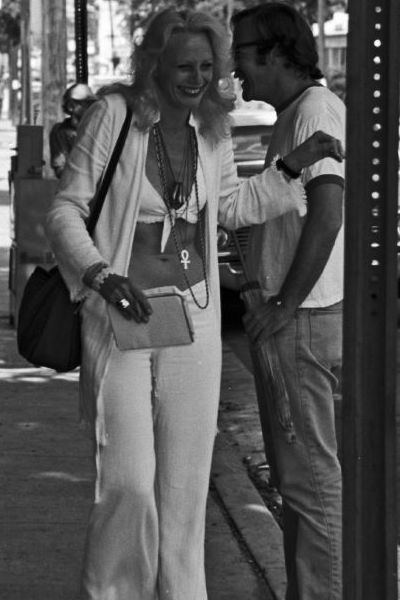
Actrice Sylvia Miles

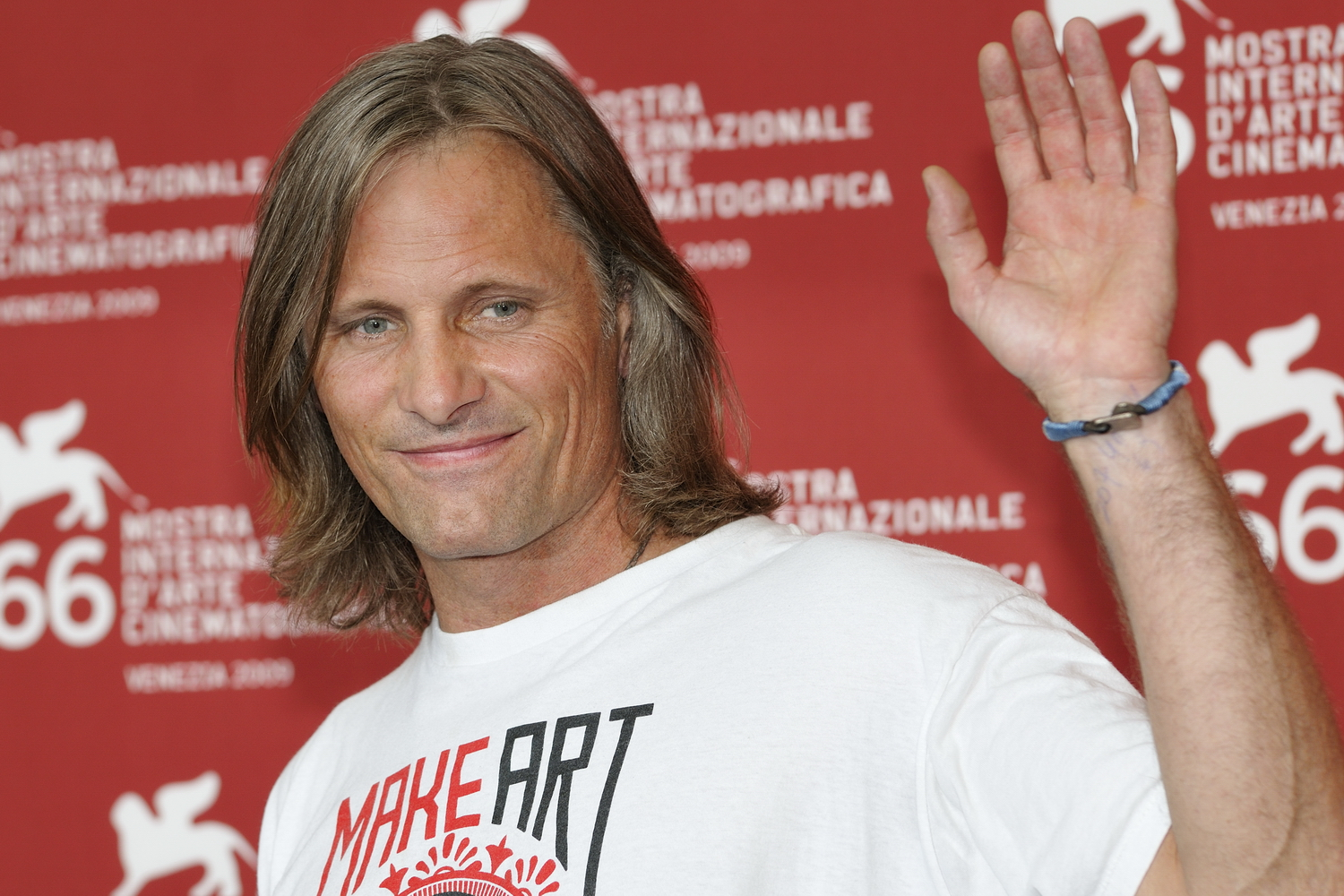
Acteur Viggo Mortensen

- Frederica Sagor Maas (1900-2012), toneel- en scenarioschrijver en auteur van memoires
- Peter Maas (1929-2001), journalist en auteur
- Craig Mack (1970-2018), rapper
- James Madio (1975), acteur
- Bernard Madoff (1938-2021), zakenman en belegger, veroordeeld als fraudeur
- Roma Maffia (1958), actrice
- Billy Magnussen (1985), acteur
- Taj Mahal (1942), bluesmusicus
- Stephen Mailer (1966), acteur
- Mike Mainieri (1938), jazzvibrafonist
- Wendy Makkena (1958), actrice
- Joshua Malina (1966), acteur, filmproducent en scenarioschrijver
- James Mangold (1963), filmregisseur en scenarist
- Herman J. Mankiewicz (1897-1953), scenarioschrijver en filmproducent
- Barry Mann (1939), zanger en songwriter
- Herbie Mann (1930-2003), jazzmusicus
- Woody Mann (1952-2022), jazz- en bluesgitarist
- Mike Mansfield (1903-2001), politicus en diplomaat
- Gia Mantegna (1990), actrice
- Ray Mantilla (1934-2020), jazzdrummer en percussionist
- Linda Manz (1961-2020), actrice
- David Margulies (1937-2016), acteur
- Frank Marshall (1877-1944), schaker
- Garry Marshall (1934-2016), filmregisseur, -producent en acteur
- Frank Marth (1922-2014), acteur
- Madeleine Martin (1993), actrice
- Cliff Martinez (1954), filmcomponist en ex-drummer (onder andere Captain Beefheart, Red Hot Chili Peppers)
- Ira Marvin (1929-2012), filmproducent
- Gummo Marx (1893-1977), acteur
- Eric Maskin (1950), econoom en Nobelprijswinnaar (2007)
- James Maslow (1990), zanger en acteur
- Laurence Mason (?), acteur
- Tom Mason (1949), acteur
- Joseph Massino (1943-2023), crimineel
- Masta Ace (1966), rapper
- Richard Masur (1948), acteur
- Gordon Matta-Clark (1943-1978), kunstenaar
- Walter Matthau (1920-2000), acteur
- Peter Matthiessen (1927-2014), schrijver
- Debi Mazar (1964), actrice
- May McAvoy (1899-1984), actrice
- Holt McCallany (1963), acteur
- Christopher McCann (1952), acteur
- Theodore Edgar McCarrick (1930-2025), kardinaal
- Peggy McCay (1930-2018), actrice
- Patty McCormack (1945), actrice
- Jack McGee (1949), acteur
- Zach McGowan (1981), acteur
- Michael McKean (1947), acteur, filmregisseur, filmproducent, scenarioschrijver, komiek en muzikant
- Don McLean (1945), singer-songwriter
- Sam McMurray (1952), (stem)acteur
- Emily Meade (1989), actrice
- Audrey Meadows (1922-1996), actrice
- Fred Melamed (1956), acteur en toneelschrijver
- Bruce Melnick (1949), astronaut
- Herman Melville (1819-1891), schrijver
- Lyle Menendez (1986), Amerikaans veroordeelde moordenaar
- Yehudi Menuhin (1916-1999), violist, dirigent
- Ethel Merman (1908-1984), zangeres, actrice
- Robert C. Merton (1944), econoom en Nobelprijswinnaar (1997)
- Debra Messing (1968), actrice
- Alvah Meyer (1888-1939), atleet
- Dina Meyer (1968), actrice
- Lea Michele (1986), actrice en zangeres
- James A. Michener (1907-1997), schrijver
- Qaasim Middleton (1995), acteur, zanger en muzikant
- Dash Mihok (1974), acteur
- Alyssa Milano (1972), actrice
- Sylvia Miles (1932-2019), actrice
- Allan Miller (1929), acteur
- Arthur Miller (1915-2005), schrijver
- Bill Miller (1915-2006), pianist
- Sienna Miller (1981), actrice en model
- Sal Mineo (1939-1976), acteur
- Colby Minifie (1992), actrice
- Marvin Minsky (1927-2016), wetenschapper en auteur
- Lin-Manuel Miranda (1980), acteur, (toneel)schrijver, componist en rapper
- Daryl Mitchell (1965), acteur en filmproducent
- Marcia Mitzman Gaven (1959), actrice
- Steven Mnuchin (1962), bankier
- Charnett Moffett (1967-2022), jazzmuzikant
- Grachan Moncur III (1937-2022), jazztrombonist
- Eddie Money (1949-2019), rockzanger
- Robert Montano (1960), acteur
- Hugo Montenegro (1925-1981), orkestleider en filmcomponist
- Elizabeth Montgomery (1933-1995), actrice
- Kevin Moore (1967), toetsenist
- Mary Tyler Moore (1936-2017), actrice en comédienne
- Paul Moore (1919-2003), predikant voor de episcopaalse kerk
- David Morales (1961), dj en houseproducer
- Esai Morales (1962), acteur
- Tony Moran (1964), dj/producer
- Tony Mordente (1935-2024), televisieregisseur
- George Morel (1967), dj en houseproducer
- Tom Morello (1964), gitarist
- George Morfogen (1933-2019), acteur en filmproducent
- Cole Morgan (1950), kunstschilder
- Frank Morgan (1890-1949), acteur
- John Pierpont Morgan jr. (1867-1943), bankier
- Tracy Morgan (1968), acteur
- Patricia Morison (1915-2018), actrice en zangeres
- Chester Morris (1901-1970), acteur
- Adrienne Morrison (1883-1940), actrice
- Viggo Mortensen (1958), acteur
- Edmund Mortimer (1874-1944), acteur en filmregisseur
- Benny Morton (1907-1985), jazztrombonist
- Joe Morton (1947), acteur
- Josh Mostel (1946), acteur
- Zero Mostel (1915-1977), acteur
- Robert Mueller (1944), jurist en ambtenaar
- Dalilah Muhammad (1990), atlete
- Michael Mukasey (1941), jurist en politicus
- Diana Muldaur (1938), actrice
- Hermann Joseph Muller (1890-1967), geneticus en Nobelprijswinnaar (1946)
- Walter Murch (1943), filmmonteur, sounddesigner, scenarioschrijver en filmregisseur
- Donna Murphy (1959), actrice
- Eddie Murphy (1961), acteur

### N
- Jerry Nadler (1947), politicus

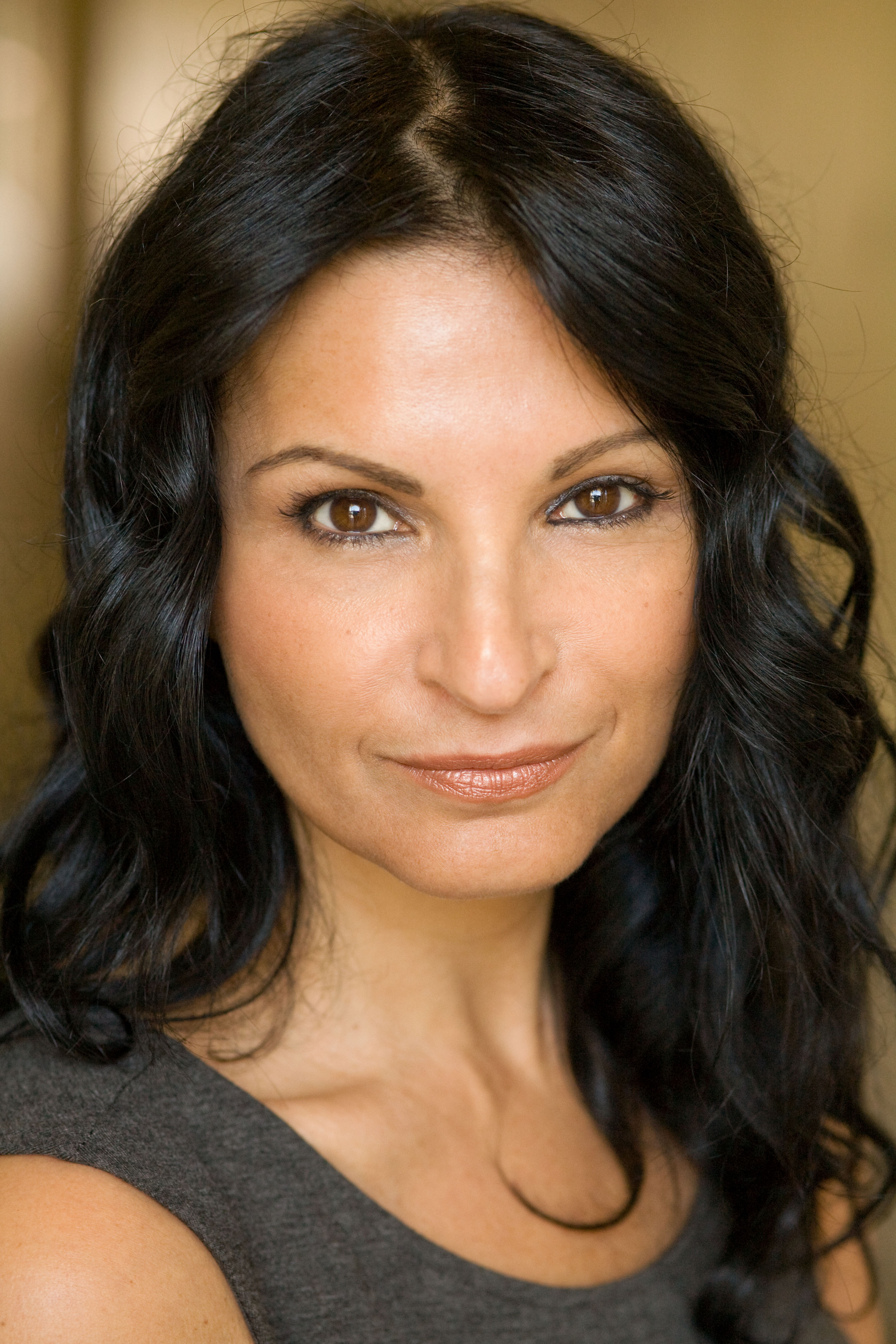
Actrice Kathrine Narducci

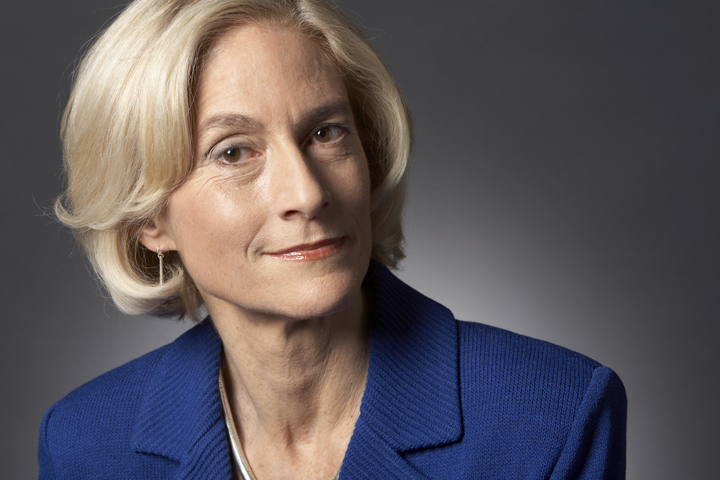
Filosofe en hoogleraar Martha Nussbaum

- J. Carrol Naish (1896-1973), acteur
- Kathrine Narducci (1965), actrice
- Nas (rapper) (1973), rapper
- Melinda Naud (1955), actrice
- Melissa Navia (1984), actrice
- Novella Nelson (1939), actrice en zangeres
- Sean Nelson (1980), acteur
- Nickie Nicole (1969), travestiet
- Harry Nilsson (1941-1994), zanger, componist en muzikant
- Marshall Warren Nirenberg (1927-2010), biochemicus, geneticus en Nobelprijswinnaar (1968)
- Cynthia Nixon (1966), actrice
- Lewis Nixon (1918-1995), officier tijdens de Tweede Wereldoorlog
- Richard Nonas (1935-2021), beeldhouwer en installatiekunstenaar
- Alan North, (1920-2000), acteur
- Victoria Nuland (1961), diplomate en politica
- Martha Nussbaum (1947), filosofe en hoogleraar rechtsfilosofie en ethiek
- Laura Nyro (1947-1997), zangeres

### O
- Leo O'Brien (1970-2012), acteur

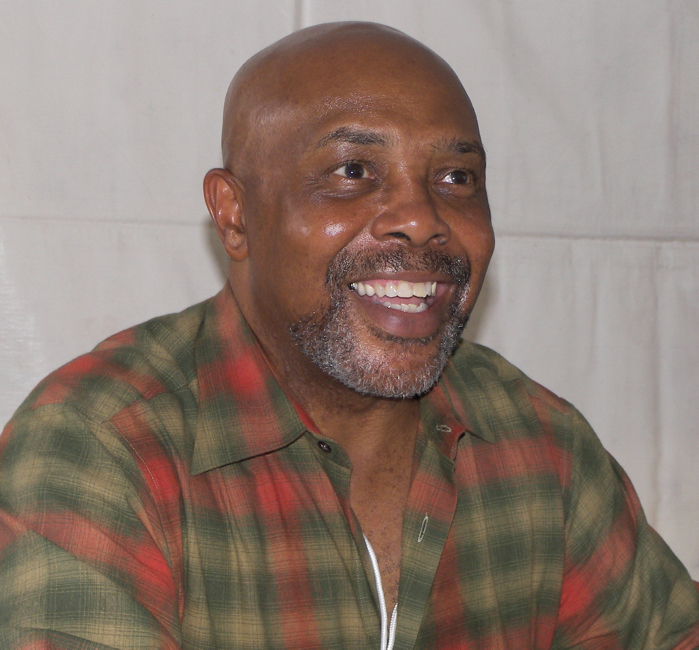
Acteur en kinderadvocaat Roscoe Orman

- Barry O'Neil (1865-1918), filmregisseur en scenarioschrijver
- Lynda Obst (1950-2024), filmproducent en auteur
- Alexandria Ocasio-Cortez (1989), politica
- Jerry O'Connell (1974), acteur
- Carroll O'Connor (1924-2001), acteur
- Glynnis O'Connor (1956), actrice
- Raymond O'Connor (1952), acteur
- Leslie Odom jr. (1981), acteur, zanger en danser
- John O'Keefe (1939), neurowetenschapper en Nobelprijswinnaar (2014)
- Ol' Dirty Bastard (1968-2004), rapper
- Gabriel Olds (1972), acteur en schrijver
- Jon Oliva (1960), multi-instrumentalist en heavymetalzanger
- Karen Olivo (1976), actrice
- Alexander Onassis (1948-1973), zoon van Aristoteles Onassis
- Eugene O'Neill (1888-1953), toneelschrijver en Nobelprijswinnaar (1936)
- Paul O'Neill (1956-2017), muziekproducent, songwriter
- Alan Oppenheimer (1930), acteur
- Robert Oppenheimer (1904-1967), natuurkundige
- Chris Orbach (1968), acteur, songwriter en zanger
- Jerry Orbach (1935-2004), acteur
- Bill O'Reilly (1949), presentator en schrijver
- Roscoe Orman (1944), acteur, komiek, kinderboekauteur en kinderadvocaat
- Tom O'Rourke (1944-2009), acteur
- John Ortiz (1968), acteur
- Barrie M. Osborne (1944), filmproducent
- Mo Ostin (1927-2022), muziekproducent

### P
- Chris Paciello (1971), ondernemer
- Al Pacino (1940), acteur
- Angelica Page (1964), actrice
- Anita Page (1910-2008), actrice

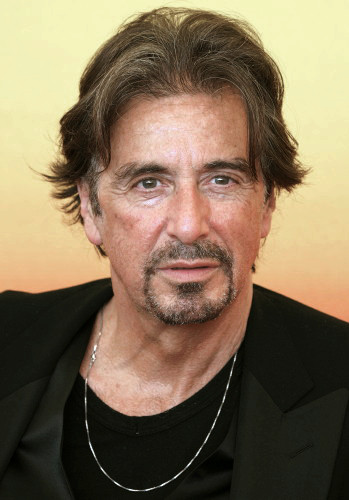
Acteur Al Pacino

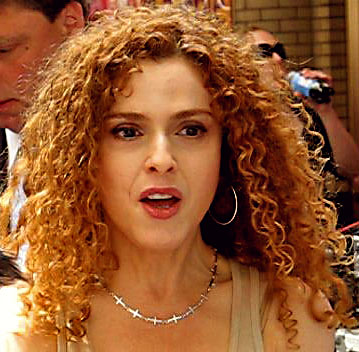
Actrice, zangeres en kinderboekenschrijfster Bernadette Peters

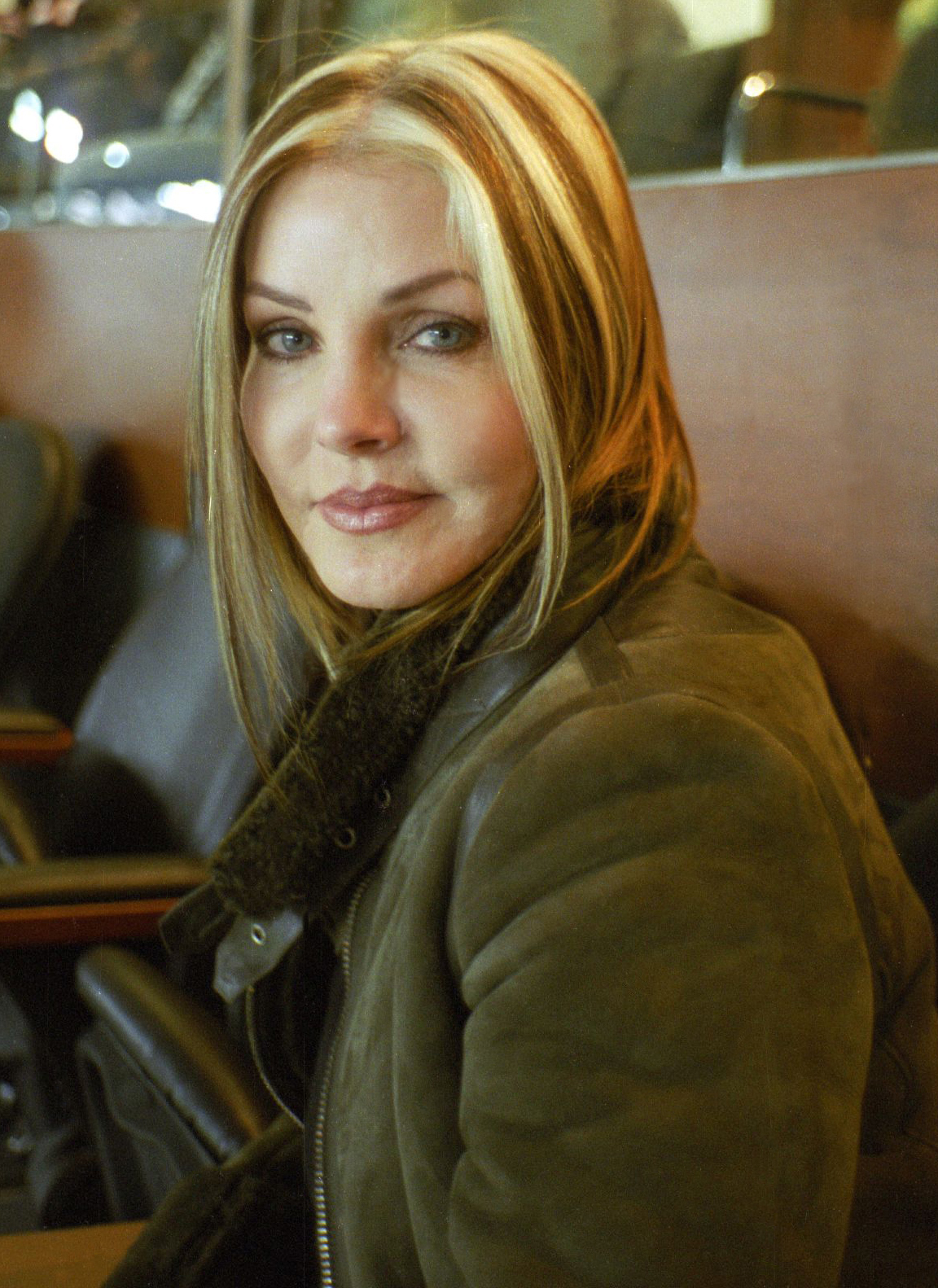
Actrice en zakenvrouw Priscilla Presley

- Josh Pais (1964), acteur, filmregisseur, scenarioschrijver en cinematograaf
- Alan J. Pakula (1928-1998), filmregisseur, scenarioschrijver en filmproducent
- Aleksa Palladino (1980), actrice
- Chazz Palminteri (1952), acteur
- Felix Pappalardi (1939-1983), muziekproducer, songwriter, zanger en bassist
- Gloria Parker (1921-2022), muzikante
- Norman Parker (19??), acteur
- Robert Parker (1936), astronaut
- Suzy Parker (1932-2003), actrice en supermodel
- Peter Parros (1960), acteur, filmproducent en scenarioschrijver
- Vincent Pastore (1946), acteur en filmproducent
- George Pataki (1945), politicus
- David Paterson (1954), Democratisch politicus; was gouverneur van de staat New York
- Jason Patric (1966), acteur
- Morgan Paull (1944-2012), acteur
- Amanda Peet (1972), actrice
- Will Peltz (1986), acteur
- Michael Penn (1958), zanger, songwriter
- Beverly Pepper (1922-2020), schilderes en beeldhouwster
- George Pérez (1954-2022), stripauteur
- Anthony Perkins (1932-1992), acteur
- Martin Lewis Perl (1927-2014), natuurkundige en Nobelprijswinnaar (1995)
- Ron Perlman (1950), acteur
- Bernadette Peters (1948), actrice, zangeres, kinderboekenschrijfster
- Clarke Peters (1952), acteur en toneelschrijver
- John Petrucci (1967), gitarist (Dream Theater)
- Regis Philbin (1931-2020), acteur en televisiepersoonlijkheid
- Wendy Phillips (1952), actrice
- Vincent Piazza (1976), acteur
- Rob Pilatus (1965-1998), gezicht van Milli Vanilli
- George Plimpton (1927-2003), acteur, scenarioschrijver, journalist en schrijver
- Martha Plimpton (1970), actrice
- Amanda Plummer (1957), actrice
- Frederik Pohl (1919-2013), sciencefictionschrijver
- Priscilla Pointer (1924-2025), actrice
- Anna Politkovskaja (1958-2006), Russisch journaliste, publiciste en mensenrechtenactiviste
- David Politzer (1949), natuurkundige en Nobelprijswinnaar (2004)
- Doc Pomus (1925-1991), blueszanger en songwriter
- Melissa Ponzio (1972), actrice
- Adina Porter (1971), actrice
- Richard Portnow (1947), acteur en filmproducent
- Mike Portnoy (1967), drummer (Dream Theater)
- Ted Post (1918-2013), film- en televisieregisseur
- Neil Postman (1931-2003), communicatiewetenschapper en publicist
- Chaim Potok, (1929-2002), rabbijn en schrijver
- Colin Powell (1937-2021), oud-militair, diplomaat en politicus
- Priscilla Presley (1945), actrice en zakenvrouw, ex-echtgenote van Elvis
- Lonny Price (1959), acteur, scenarioschrijver, filmproducent, filmregisseur en toneelregisseur
- Barry Primus (1938), acteur, filmregisseur, filmproducent en scenarioschrijver
- Mario Puzo (1920-1999), schrijver (The Godfather-trilogie)

### Q
- Q-Tip (1970), rapper (medeoprichter A Tribe Called Quest)
- Mae Questel (1908-1998), actrice, stemactrice

### R
- Lily Rabe (1982), actrice

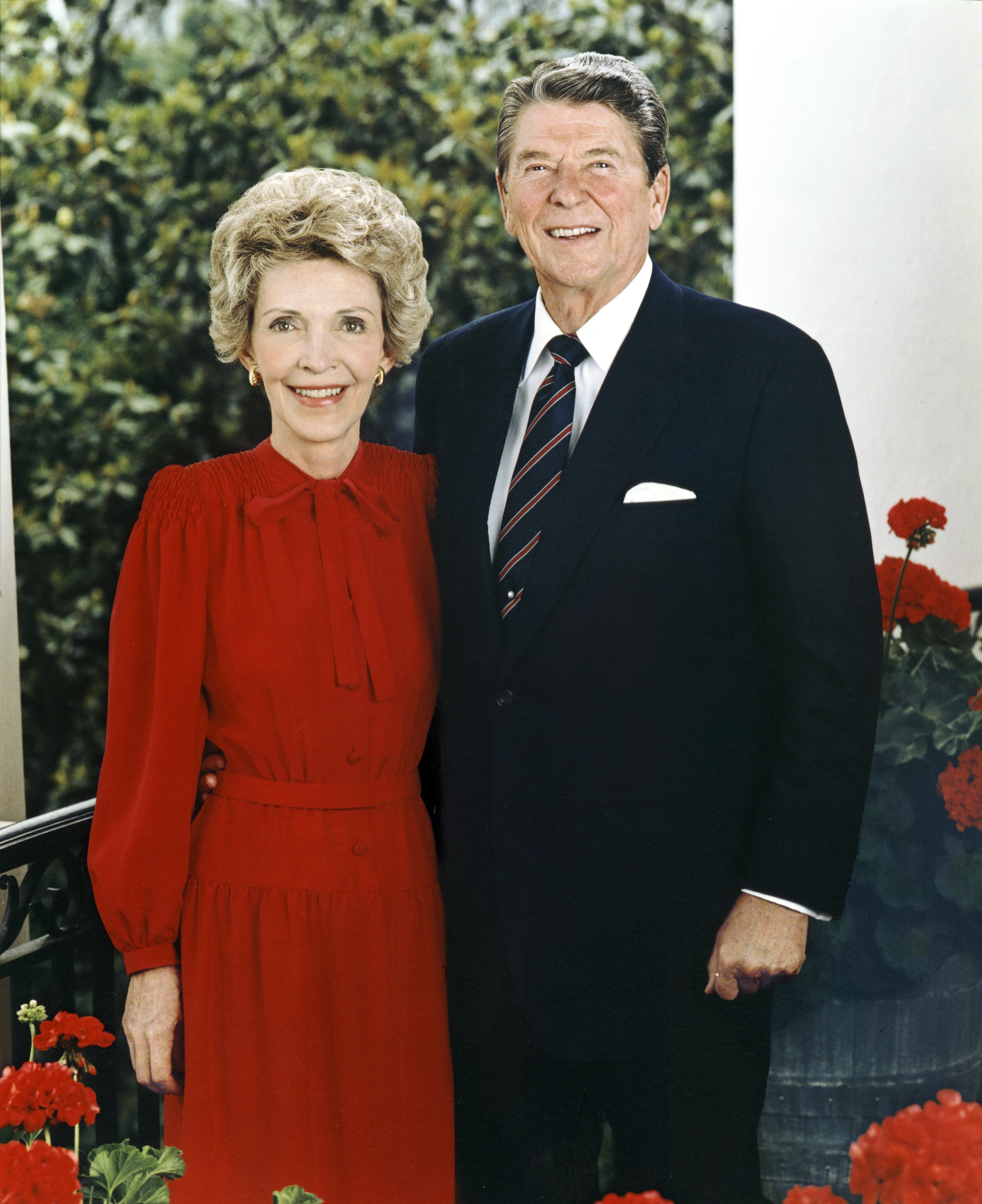
First lady Nancy Reagan met haar man Ronald

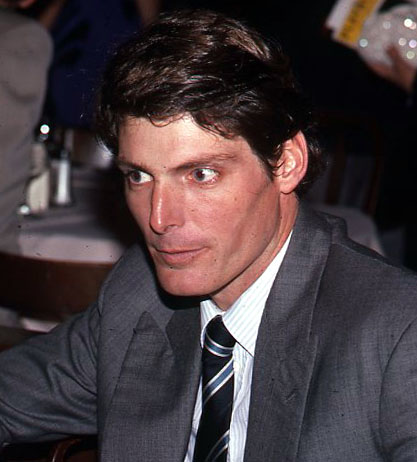
Acteur, regisseur en schrijver Christopher Reeve

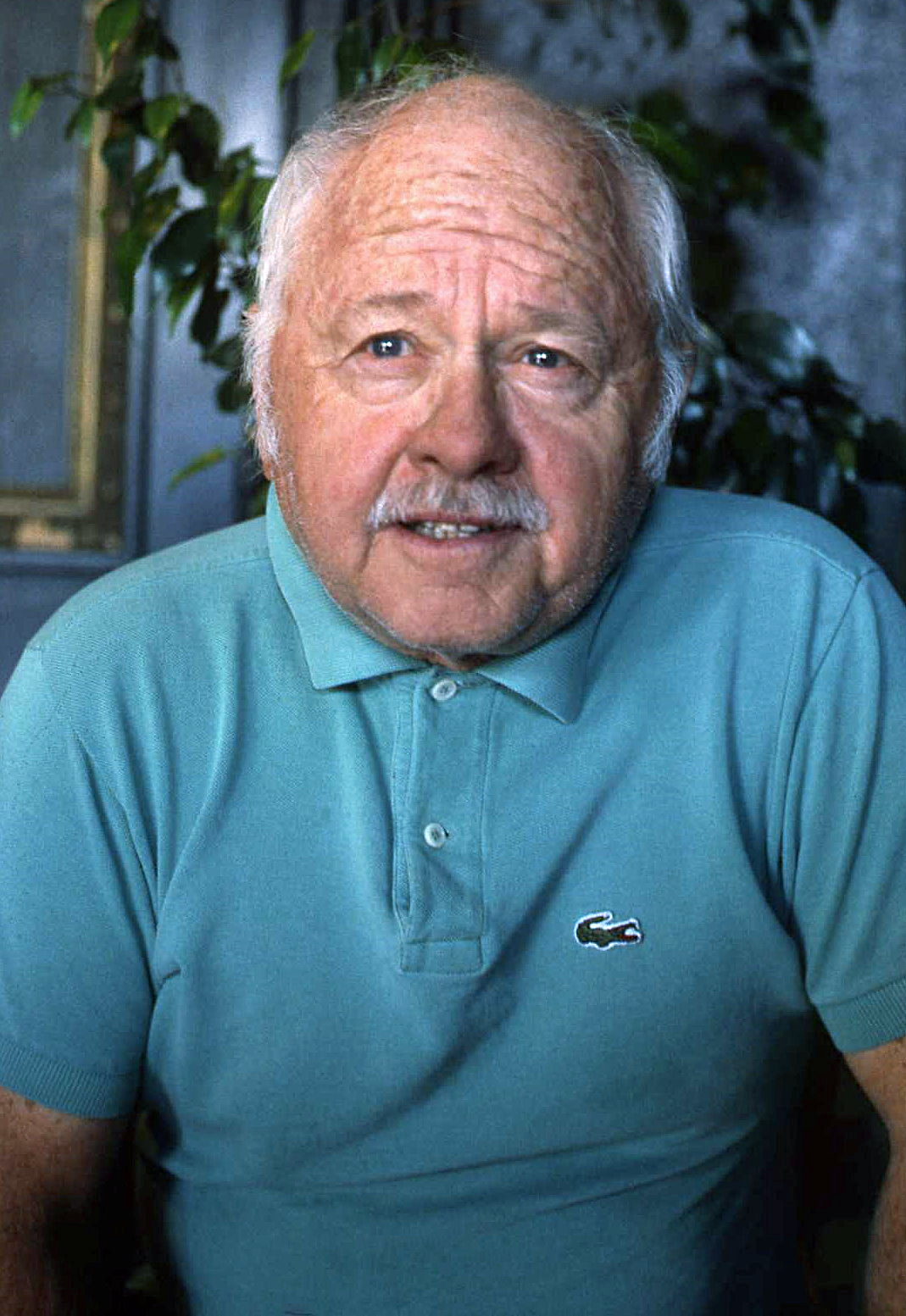
Acteur Mickey Rooney in 1986

- Bob Rafelson (1933-2022), filmregisseur
- Nicole Rajičová (1995), kunstschaatsster
- Ramblin' Jack Elliott (1931), zanger
- Johnny Ramone (1948-2004), gitarist
- John Randolph (1915-2004), acteur
- Victor Rasuk (1984), acteur
- Devin Ratray (1977), acteur, filmproducent en scenarioschrijver
- Nancy Reagan (1921-2016), first lady en actrice
- Alan Reed (1907-1977), acteur en stemacteur
- Alfred Reed (1921-2005), geboren als Alfred Friedman, componist, muziekpedagoog en dirigent
- Lou Reed (1942-2013), zanger
- Harry Reems (1947-2013), geboren als Herbert Streicher, pornoacteur
- Christopher Reeve (1952-2004), acteur, regisseur en schrijver
- Joe Regalbuto (1949), acteur en regisseur
- Paul Regina (1956-2006), acteur en scenarioschrijver
- Steve Reich (1936), avant-gardecomponist (minimal music)
- Daphne Reid (1948), actrice
- Charles Nelson Reilly (1931-2007), acteur
- Carl Reiner (1922-2020), acteur, filmregisseur, producent, schrijver en komiek
- Rob Reiner (1947), acteur, filmregisseur en -producent, schrijver
- Paul Reiser (1956), acteur en stand-upkomiek
- Ed Rendell (1944), gouverneur van Pennsylvania (2003-2011) en advocaat
- James Reston jr. (1941-2023), auteur, journalist
- Anne Revere (1903-1990), actrice
- Alfonso Ribeiro (1971), acteur, zanger, danser
- Buddy Rich (1917-1987), jazzdrummer, bandleider
- Kevin Michael Richardson (1964), acteur en stemacteur
- Burton Richter (1931), natuurkundige en Nobelprijswinnaar (1976)
- Don Rickles (1926-2017), komiek
- Peter Riegert (1947), acteur, filmproducent, filmregisseur en scenarioschrijver
- Ron Rifkin (1939), acteur
- Faith Ringgold (1930-2024), kunstenares
- Dennis Ritchie (1941-2011), programmeur, informaticus
- Martin Ritt (1914-1990), regisseur, scenarist en producer
- Thelma Ritter (1902-1969), actrice
- Geraldo Rivera (1943), presentator
- Johnny Rivers (1942), rock-'n-rollzanger, gitarist, componist en muziekproducent
- James Rizzi (1950-2011), kunstenaar
- Sam Robards (1961), acteur
- Brian Robbins (1963), acteur, producer, regisseur en scenarioschrijver
- Jerome Robbins (1918-1998), choreograaf
- Tanya Roberts (1955-2021), actrice
- Tony Roberts (1939-2025), acteur
- Andrew Robinson (1942), acteur en filmregisseur
- Samantha Robinson (1991), actrice
- Sylvia Robinson (1936-2011), zangeres, muziekproducent en ondernemer
- Jay Rockefeller (1937), gouverneur van West Virginia (1977-1985) en senator (1985-2015)
- Richard Rodgers (1902-1979), componist en theaterproducent
- Elizabeth Rodriguez (1980), actrice
- Sonny Rollins (1930), jazzmuzikant en tenorsaxofonist
- Ray Romano (1957), (stem)acteur, komiek
- Anthony Romero (1965), mensenrechtenactivist
- Cesar Romero (1907-1994), acteur
- John Romita jr. (1956), stripauteur
- John Romita sr. (1930-2023), stripauteur
- Saoirse Ronan (1994), Iers actrice
- Mickey Rooney (1920-2014), acteur
- Eleanor Roosevelt (1884-1962), first lady
- Theodore Roosevelt (1858-1919), de 26ste president van de Verenigde Staten (1901-1909), gouverneur van New York en Nobelprijswinnaar (1906)
- Richard Rorty (1931-2007), filosoof
- Irwin Rose (1926-2015), biochemicus en Nobelprijswinnaar (2004)
- Jamie Rose (1959), actrice
- Ethel Rosenberg (1915-1953), spion
- Julius Rosenberg (1918-1953), spion
- Stuart Rosenberg (1927-2007), regisseur
- Herbert Ross (1927-2001), filmregisseur en -producent
- Robert Rossen (1908-1966), regisseur
- Emmy Rossum (1986), actrice
- Alvin Roth (1951), wetenschapper, econoom en Nobelprijswinnaar (2012)
- Murray Rothbard (1926-1975), econoom
- Paul Rothchild (1935-1995), platenproducer
- Arnold Rothstein (1882-1928), zakenman, gokker, maffiaverdachte
- Roy Rowland (1902-1995), Amerikaans filmregisseur
- Candida Royalle (Candice Vadala) (1950-2015), pornoactrice en -regisseuse
- Andre Royo (1968), acteur en filmproducent
- Jordan Rudess (1956), toetsenist
- Mercedes Ruehl (1948), actrice
- Andrée Ruellan (1905-2006), kunstschilder en tekenaar
- Mario Runco (1952), astronaut
- Bob Rusch (1943-2024), jazzauteur en platenproducer
- Jennifer Rush (1960), zangeres
- David O. Russell (1956), filmregisseur, scenarist en producent
- Gianni Russo (1943), acteur
- James Russo (1953), acteur, filmproducent, filmregisseur en scenarioschrijver
- Emily Rutherfurd (1974), actrice
- Amy Ryan (1969), actrice
- Eileen Ryan (1927-2022), actrice
- Marisa Ryan (1974), actrice
- Steve Ryan (1947-2007), acteur

### S

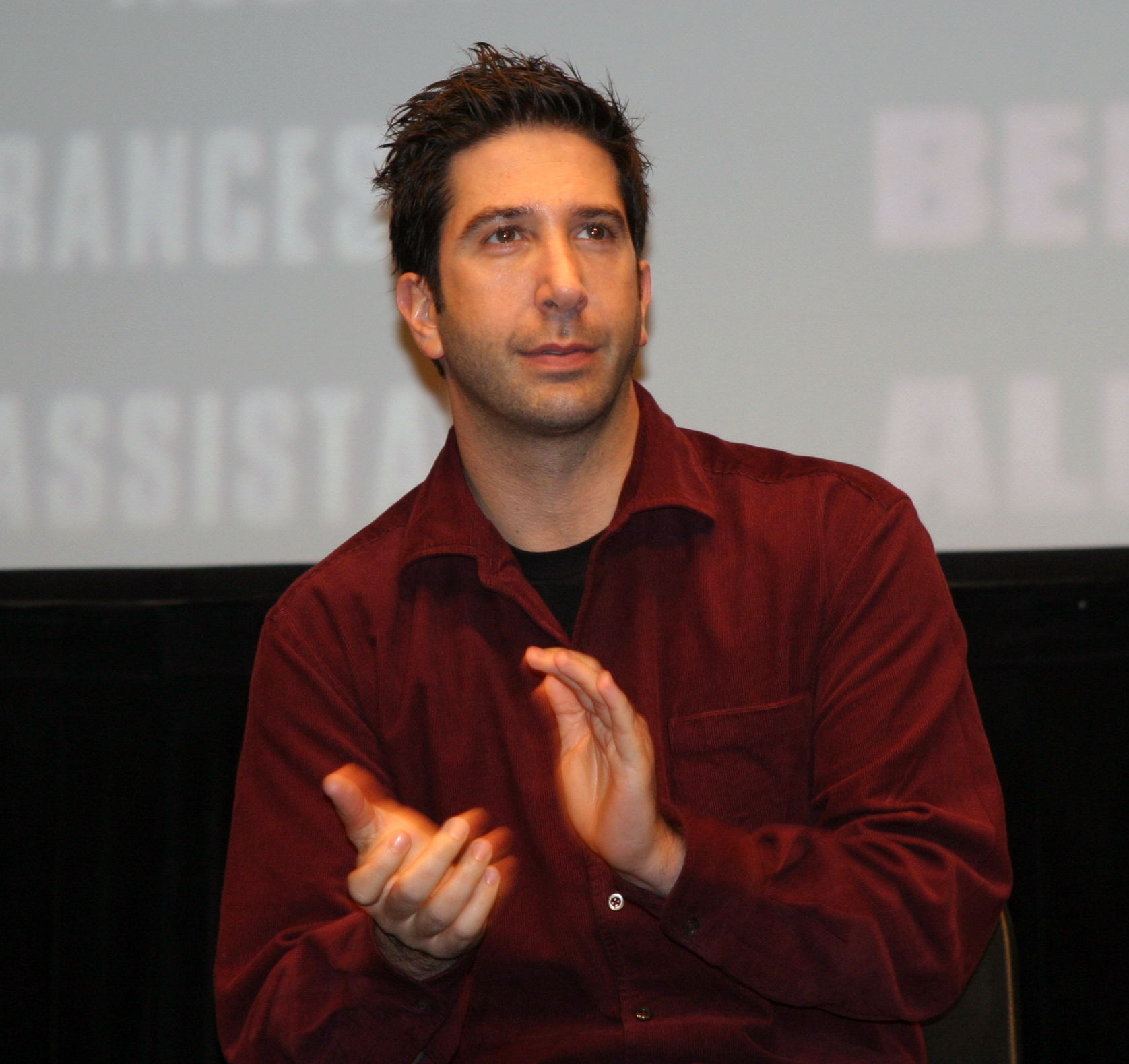
Acteur David Schwimmer

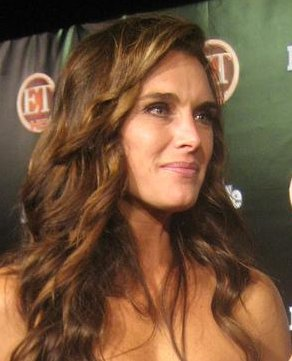
Actrice Brooke Shields

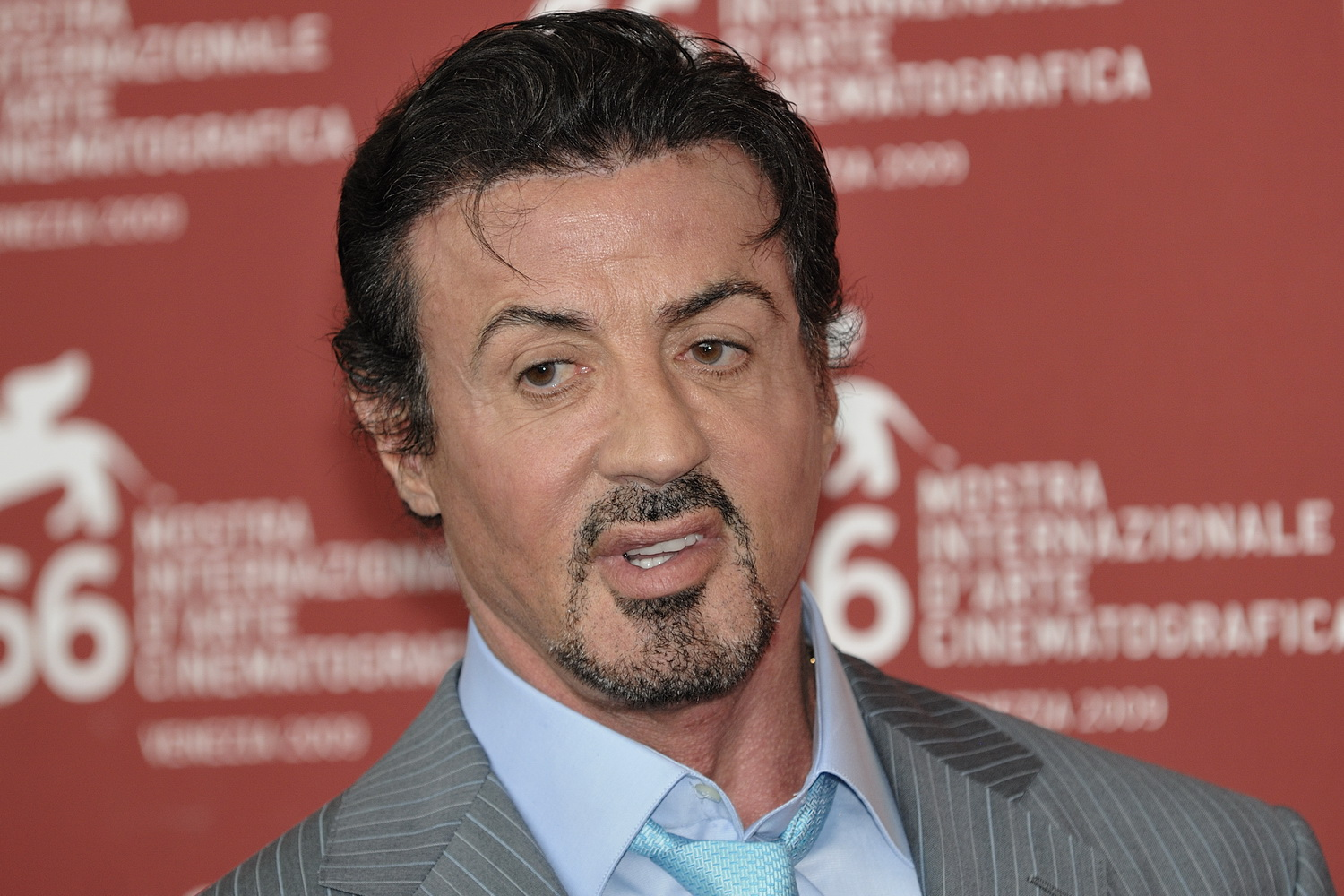
Acteur, scenarist en filmregisseur Sylvester Stallone

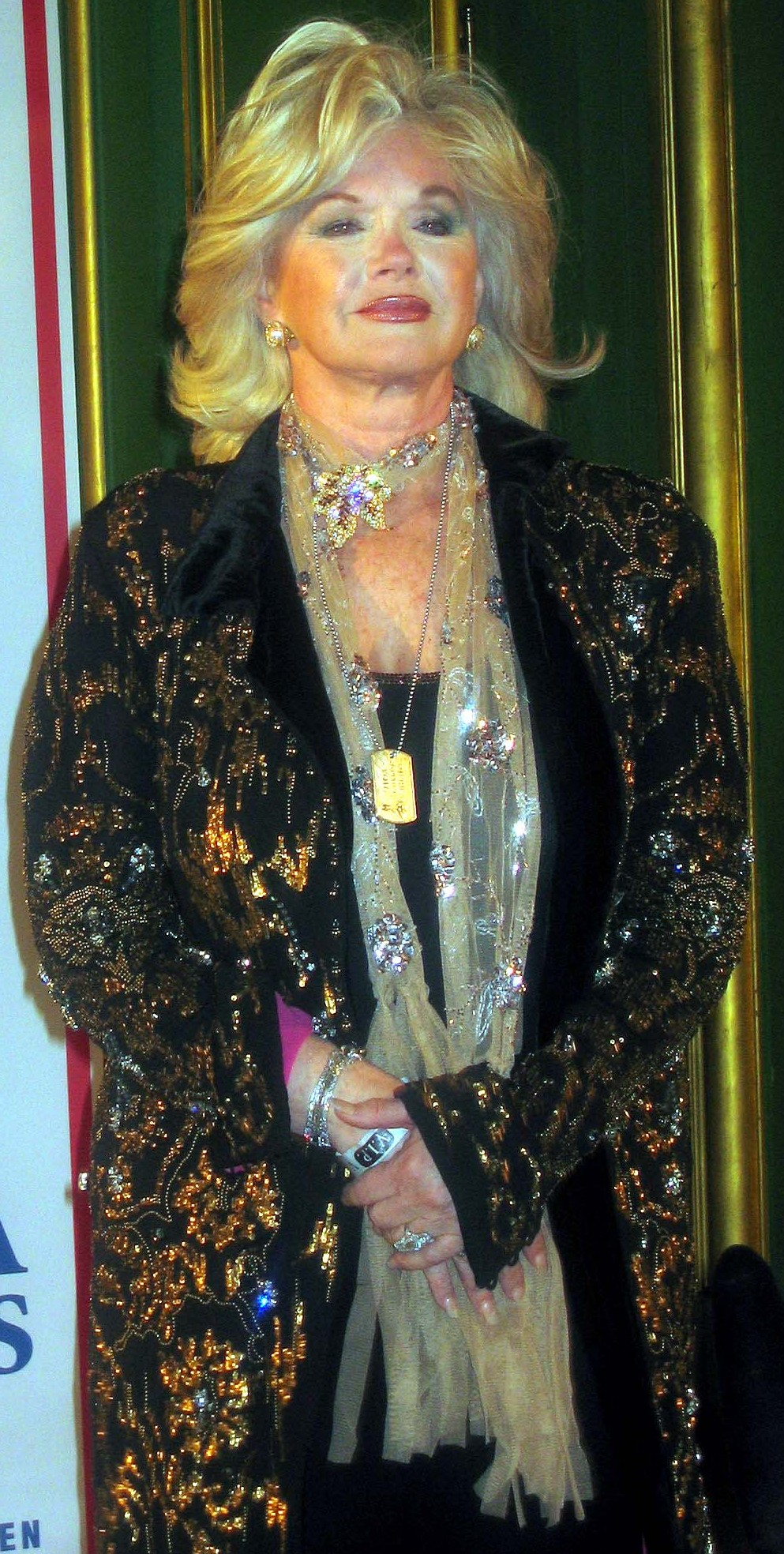
Actrice Connie Stevens in 2007

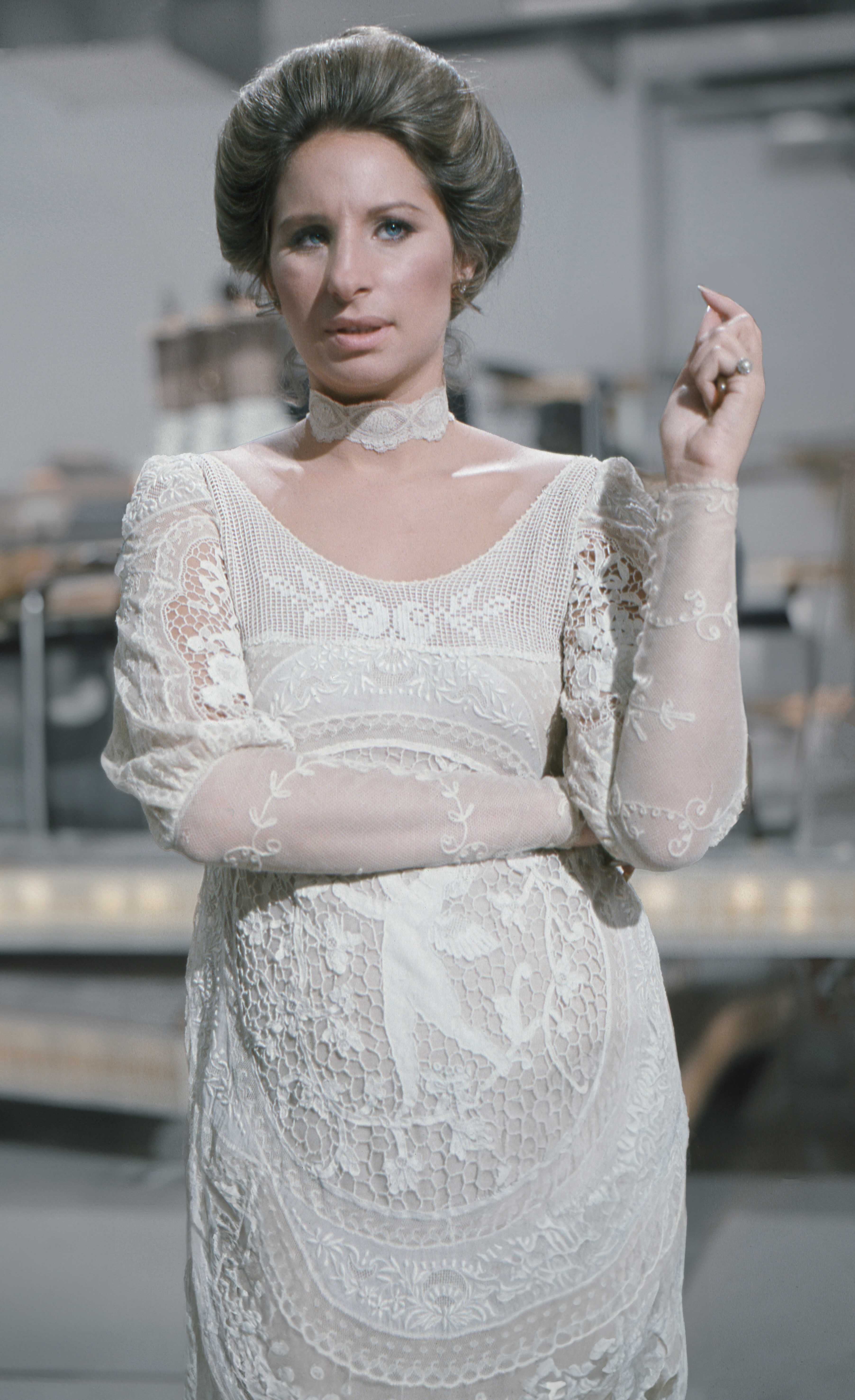
Actrice en zangeres Barbra Streisand

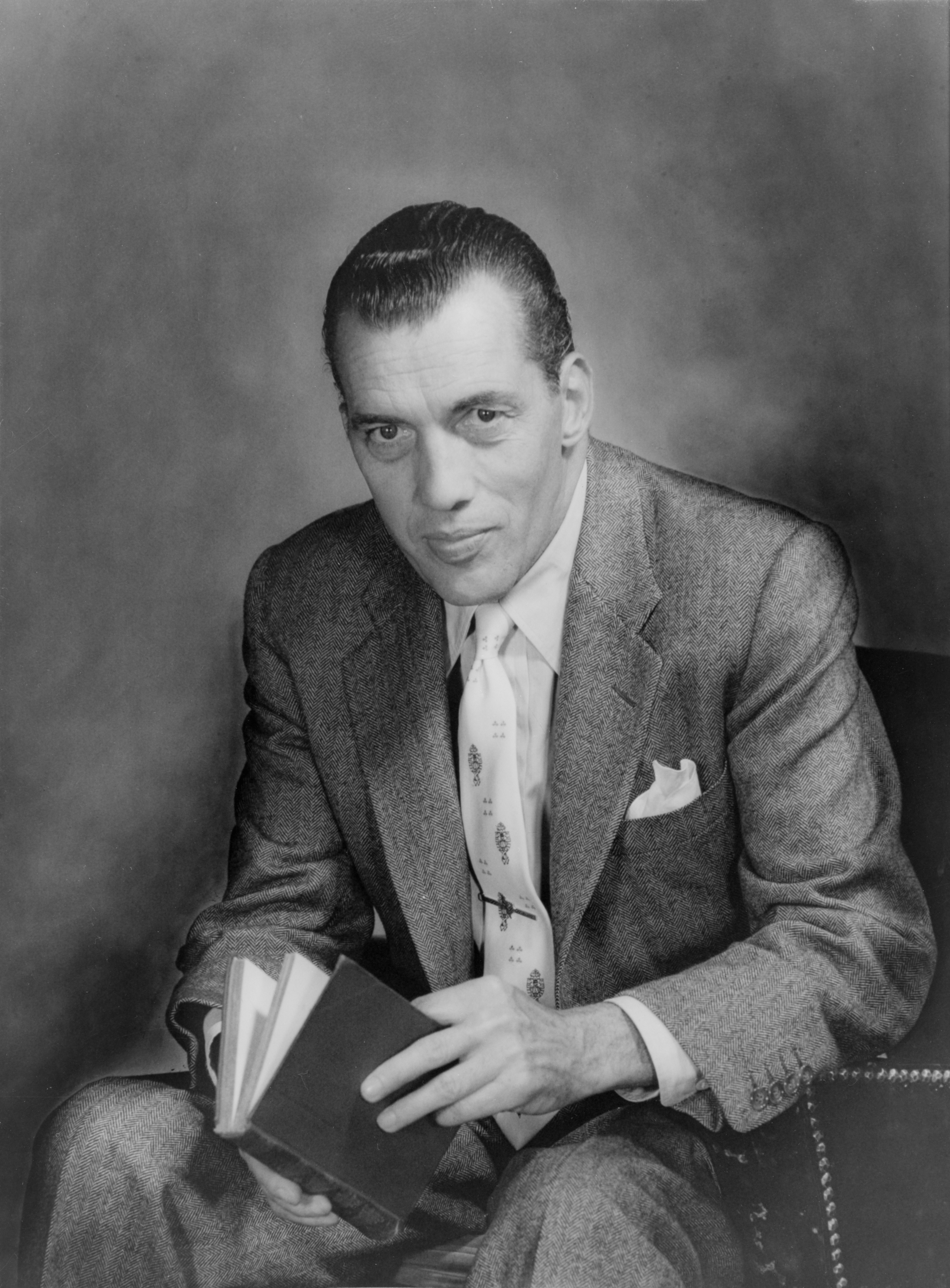
Entertainer en presentator Ed Sullivan

- William Safire (1929-2009), schrijver en publicist
- Melanie Safka (1947-2024), singer-songwriter
- Bill Sage (1962), acteur
- Gotoku Sakai (1991), Japans voetballer
- Gene Saks (1921-2015), acteur, filmregisseur, filmproducent en theaterregisseur
- Dahlia Salem (1971), actrice
- J.D. Salinger (1919-2010), schrijver
- Jonas Salk (1919-1995), medicus
- James Salter (1925-2015), schrijver
- Jerry Samuels (Napoleon XIV) (1938-2023), singer-songwriter
- Otto Sanchez (19??), acteur
- Bernie Sanders (1941), senator voor Vermont
- Adam Sandler (1966), acteur, muzikant, producer en komiek
- Billy Sands (1911-1984), acteur
- Juelz Santana (1983), rapper
- Nick Santino (1965-2012), acteur
- Joe Santos (1931-2016), acteur
- Al Sapienza (1962), acteur en filmproducent
- Susan Sarandon (1946), actrice
- Lanna Saunders (1941-2007), actrice
- Tommy Savas (1984), acteur
- Raphael Sbarge (1964), acteur
- Jack Scalia (1950), acteur en filmproducent
- Dutch Schaefer (1915-1978), autocoureur
- Vincent Schiavelli (1948-2005), acteur
- Gus Schilling (1908-1957), acteur
- Steve Schirripa (1958), acteur, filmproducent en auteur
- James Schlesinger (1929-2014), politicus, minister van Defensie
- Robert C. Schnitzer (1906-2008), acteur en producer
- Loretta Schrijver (1956-2025), Nederlands televisiepresentatrice
- Rebecca Schull (1929), actrice
- Dutch Schultz (1902-1935), gangster
- Joel Schumacher (1939-2020), filmregisseur, scenarist en producent
- Chuck Schumer (1950), Democratisch senator voor New York
- Melvin Schwartz (1932-2006), natuurkundige en Nobelprijswinnaar (1988)
- David Schwimmer (1966), acteur
- Julian Schwinger (1918-1994), theoretisch natuurkundige en Nobelprijswinnaar (1965)
- Martin Scorsese (1942), (film)regisseur
- Campbell Scott (1961), acteur en regisseur
- Larry B. Scott (1961), acteur
- Dante Sealy (2003), voetballer
- John Sebastian (1944), muzikant en singer-songwriter (The Lovin' Spoonful)
- David Sedaris (1956), schrijver
- Kyra Sedgwick (1965), actrice
- Erik Seidel (1959), pokerspeler
- Marian Seldes (1928-2014), actrice
- Katy Selverstone (1966), actrice
- Ben Selvin (1898-1980), bandleider
- Gregg L. Semenza (1956), Nobelprijswinnaar (2019)
- Nestor Serrano (1955), acteur
- Elizabeth Ann Seton (1774-1821), congregatiestichter en heilige
- Tupac Shakur (1971-1996), rapper, dichter en acteur
- Steven Shapin (1943), wetenschapshistoricus
- Doug Shapiro (1959-2025), wielrenner
- Joel Shapiro (1941-2025) beeldhouwer
- Irwin Shaw (1913-1984), (toneel)schrijver
- Adrienne Shelly (1966-2006), actrice, regisseuse, scenarioschrijfster
- Ben Shenkman (1968), acteur
- Richard Sherman (1928-2024), songwriter
- Robert Sherman (1925-2012), componist van filmmuziek
- Maia Shibutani (1994), kunstschaatsster
- Brooke Shields (1965), actrice
- Anne Shirley (1918-1993), actrice
- George P. Shultz (1920-2021), econoom en Republikeins politicus
- Mortimer Shuman (1936-1991), componist, tekstschrijver en zanger
- Gabourey Sidibe (1983), actrice
- Bugsy Siegel (1906-1947), gangster
- George Siegmann (1882-1928), acteur en filmregisseur
- Gregory Sierra (1941), acteur
- Karen Sillas (1963), actrice
- Beverly Sills (1929-2007), operazangeres
- Michael B. Silver (1967), acteur, filmregisseur, filmproducent en scenarioschrijver
- Alan Silvestri (1950), componist van filmmuziek
- Abbey Simon (1920-2019), pianist
- Carly Simon (1945), zangeres
- Lucy Simon (1940-2022), zangeres, songwriter en componiste
- Neil Simon (1927-2018), toneelschrijver
- Matt Simons (1987), zanger
- Netty Simons (1913-1994), componiste
- Ryan Simpkins (1998), actrice
- Ty Simpkins (2001), (kind)acteur
- Bryan Singer (1965), filmregisseur
- Raymond Singer (1948), acteur en scenarioschrijver
- Tony Sirico (1942-2022), acteur
- Gloria Sklerov, songwriter, muziekproducent en arrangeur
- Christian Slater (1969), acteur
- Everett Sloane (1909-1965), acteur
- Allison Smith (1969), actrice
- Chris Smith (1879-1949), songwriter en vaudeville-artiest
- Elinor Smith (1911-2010), pilote en luchtvaartpionier
- Gerard Coad Smith (1914-1994), diplomaat en onderhandelaar
- Hamilton Othanel Smith (1931), microbioloog en Nobelprijswinnaar (1978)
- Kent Smith (1907-1985), acteur
- Mark Snow (1946-2025), film- en televisiecomponist
- Leelee Sobieski (1983), actrice
- Felix Solis (1971), acteur
- Bruce Solomon (1944), acteur
- Robert Solow (1924-2023), econoom en Nobelprijswinnaar (1987)
- Sombr (2005), singer-songwriter
- Juergen Sommer (1969), voetballer
- Stephen Sondheim (1930-2021), componist en tekstschrijver
- Susan Sontag (1933-2004), schrijfster en politiek activiste
- Paul Sorvino (1939-2022), acteur
- Ronnie Spector (1943-2022), zangeres
- Mickey Spillane (1918-2006), acteur en schrijver
- Joe Spinell (1936-1989), acteur
- Marina Squerciati (1984), actrice
- Kristoff St. John (1966-2019), acteur
- Lewis J. Stadlen (1947), acteur
- Frank Stallone (1950), zanger en acteur
- Sylvester Stallone (1946), acteur, scenarist en filmregisseur
- Paul Stanley (1952), zanger, gitarist
- Barbara Stanwyck (1907-1990), actrice
- Jean Stapleton (1923-2013), actrice
- Mike Starr (1950), acteur
- Danielle Steel (1947), romanschrijfster
- William Stein (1911-1980), biochemicus en Nobelprijswinnaar (1972)
- Jim Steinman (1947-2021), tekstschrijver en componist
- Alex Steinweiss (1917-2011), graficus, ontwerper van de eerste platenhoes
- Connie Stevens (1938), actrice
- T.M. Stevens (1951-2024), basgitarist
- Jon Stewart (1962), komiek, satiricus, presentator
- Paul Stewart (1908-1986), acteur
- Tom Steyer (1957), hedgefondsbeheerder, filantroop en milieubeschermer
- Julia Stiles (1981), actrice
- Ben Stiller (1965), acteur, komiek, regisseur, schrijver en producent
- Jerry Stiller (1927-2020), acteur
- Henry Stimson (1867-1950), politicus
- Corey Stoll (1976), acteur
- Danton Stone, acteur
- Oliver Stone (1946), filmregisseur
- Adam Storke (1962), acteur
- Barbra Streisand (1942), zangeres en actrice
- Ed Sullivan (1901-1974) entertainer, presentator
- Nicole Sullivan (1970), (stem)actrice, filmproducente, scenarioschrijfster en komiek
- Susan Sullivan (1942), actrice
- Mina Sundwall (2001), actrice
- Ethan Suplee (1976), film en televisieacteur
- Nicolas Surovy (1944), acteur
- Carol Ann Susi (1952-2014), actrice
- Kevin Sussman (1970), acteur
- Swizz Beatz (1978), rapper, diskjockey en muziekproducent

### T
- William Tannen (1911), acteur
- Joe E. Tata (1936-2022), acteur

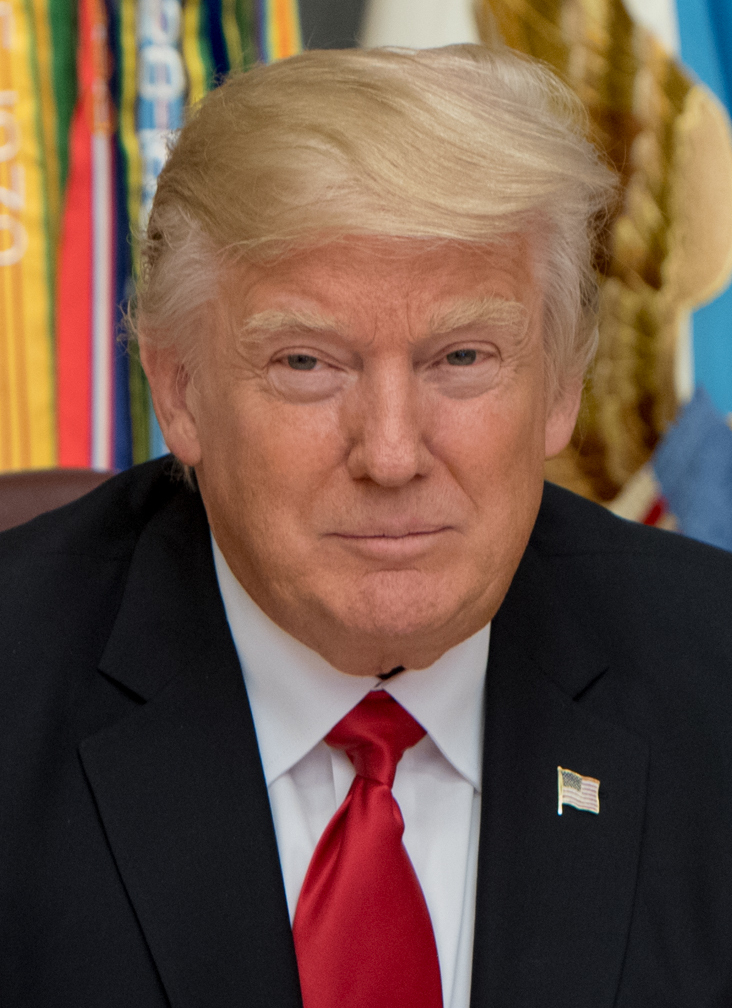
President en ondernemer Donald Trump

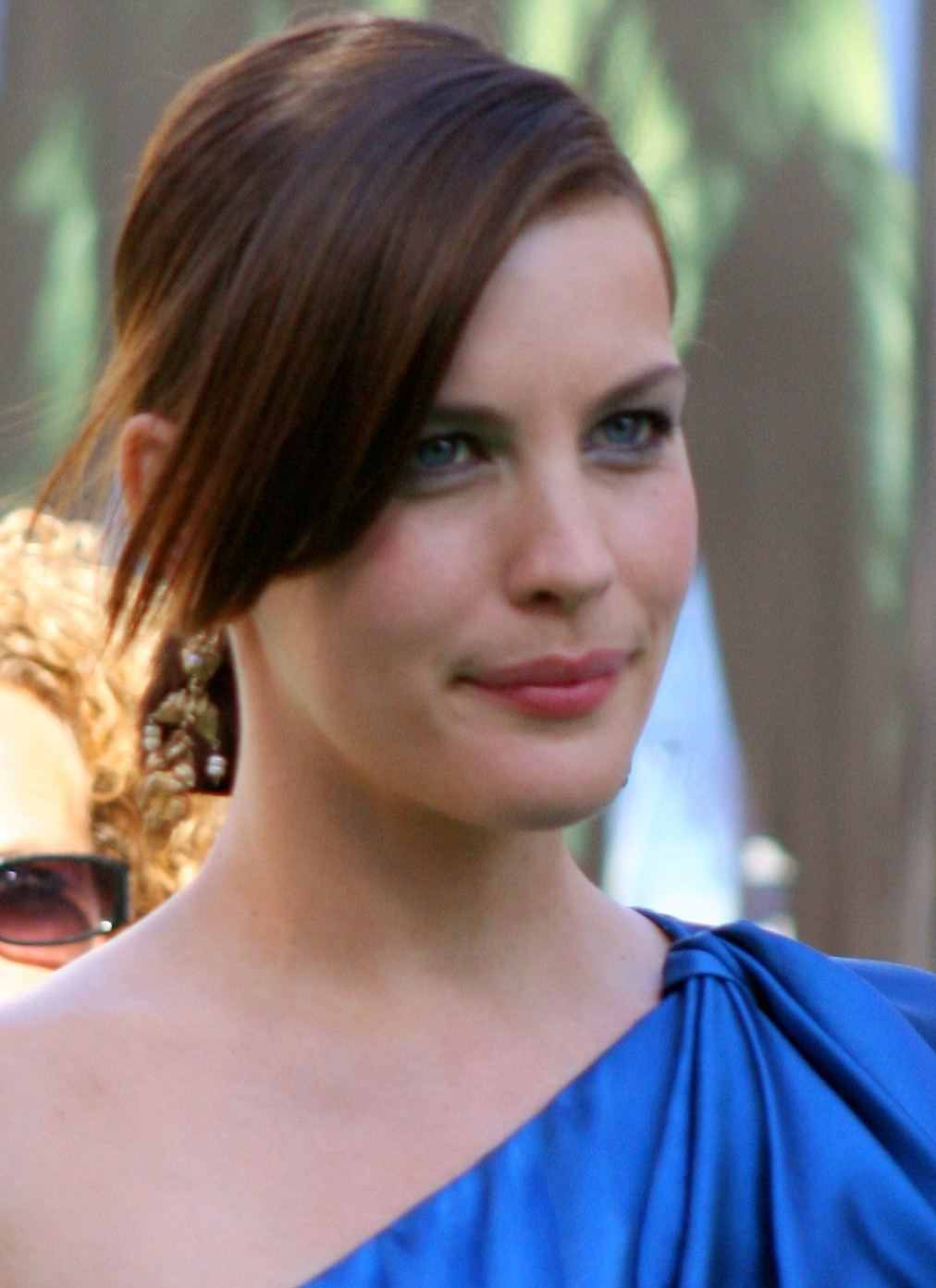
Actrice Liv Tyler

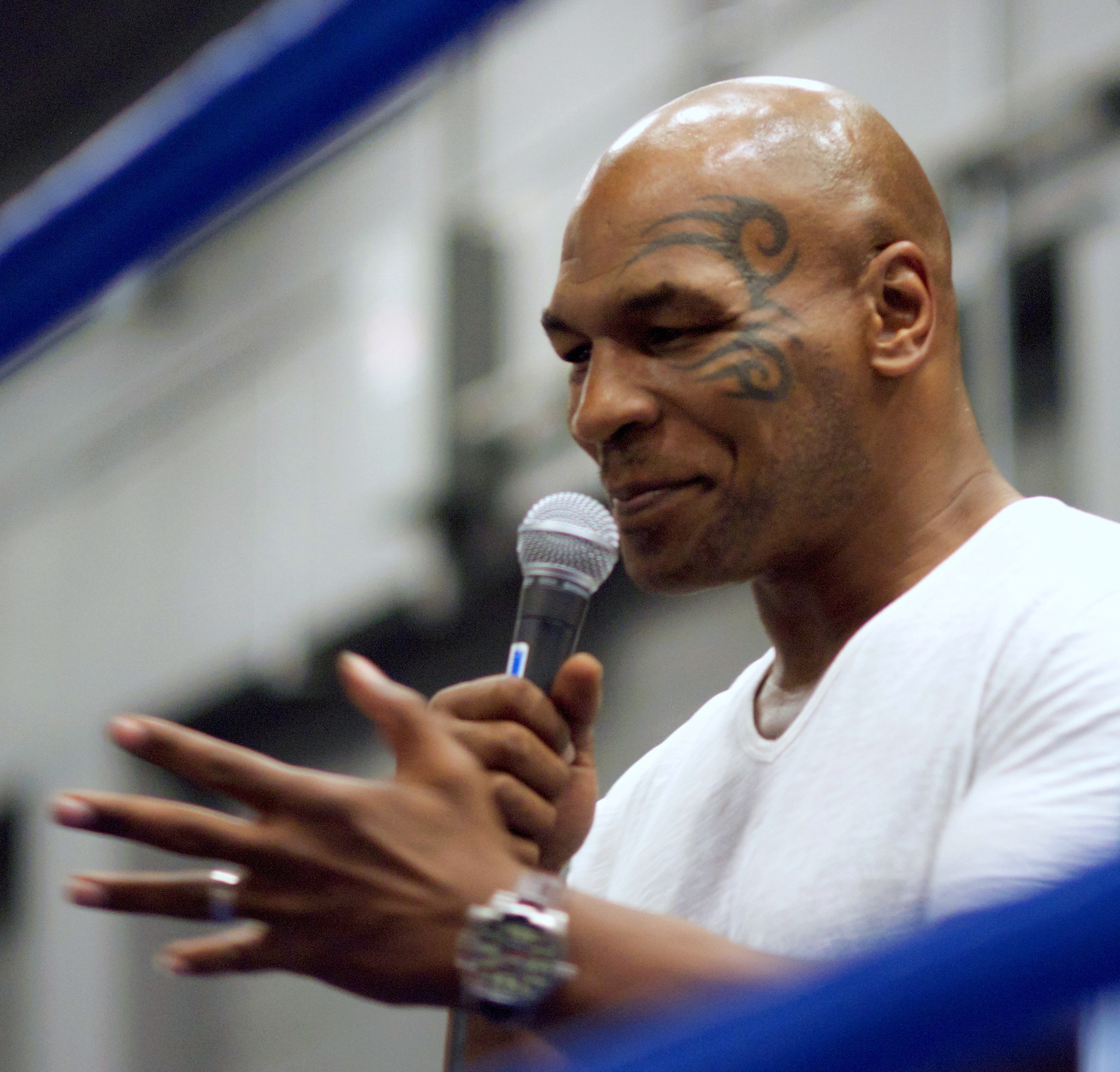
Bokser Mike Tyson

- Chip Taylor (1940), liedjescomponist
- William Tannen (1942), filmregisseur en filmproducent
- Veronica Taylor (1978), stemactrice
- Lewis Teague (1938), filmregisseur
- John Tempesta (1964), drumtechnicus en drummer
- Studs Terkel (1912-2008), publicist, historicus en radiopresentator
- Cristina Teuscher (1978), zwemster
- Olivia Thirlby (1986), actrice
- Marc Thompson (1970), stemacteur
- Dominique Thorne (1997), actrice
- Malachi Throne (1928-2013), acteur
- Rachel Ticotin (1958), actrice
- Gene Tierney (1920-1991), actrice
- Lawrence Tierney (1919-2002), acteur
- Marisa Tomei (1964), actrice
- Gina Torres (1969), actrice
- John Torrey (1796-1873), botanicus
- Michelle Trachtenberg (1985-2025), actrice
- Timothy Treadwell (1957-2003), natuurbeschermer en fanaat van grizzlyberen
- Barbara Trentham (1944-2013), actrice, model
- Claire Trevor (1910-2000), actrice
- Rachel True (1966), actrice
- Donald Trump (1946), 45e president van de Verenigde Staten en ondernemer
- Maryanne Trump Barry (1937-2023), rechter en advocaat
- Dorothy Truscott (1925-2006), bridgespeler
- Roger Tsien (1952-2016), Chinees-Amerikaans biochemicus en Nobelprijswinnaar (2008)
- Barbara Tuchman (1912-1989), geschiedkundige en journaliste
- Jessica Tuck (1963), actrice
- Glynn Turman (1947), acteur en filmregisseur
- Aida Turturro (1962), actrice
- John Turturro (1957), acteur, regisseur
- William M. Tweed (1823-1878), politicus
- Liv Tyler (1977), actrice
- Cicely Tyson (1924-2021), actrice
- Mike Tyson (1966), bokser
- Neil deGrasse Tyson (1958), astrofysicus

### U
- Leslie Uggams (1943), zangeres en actrice
- Hikaru Utada (1983), Japans popzangeres, singer-songwriter en muziekproducent

### V
- Brenda Vaccaro (1939), actrice

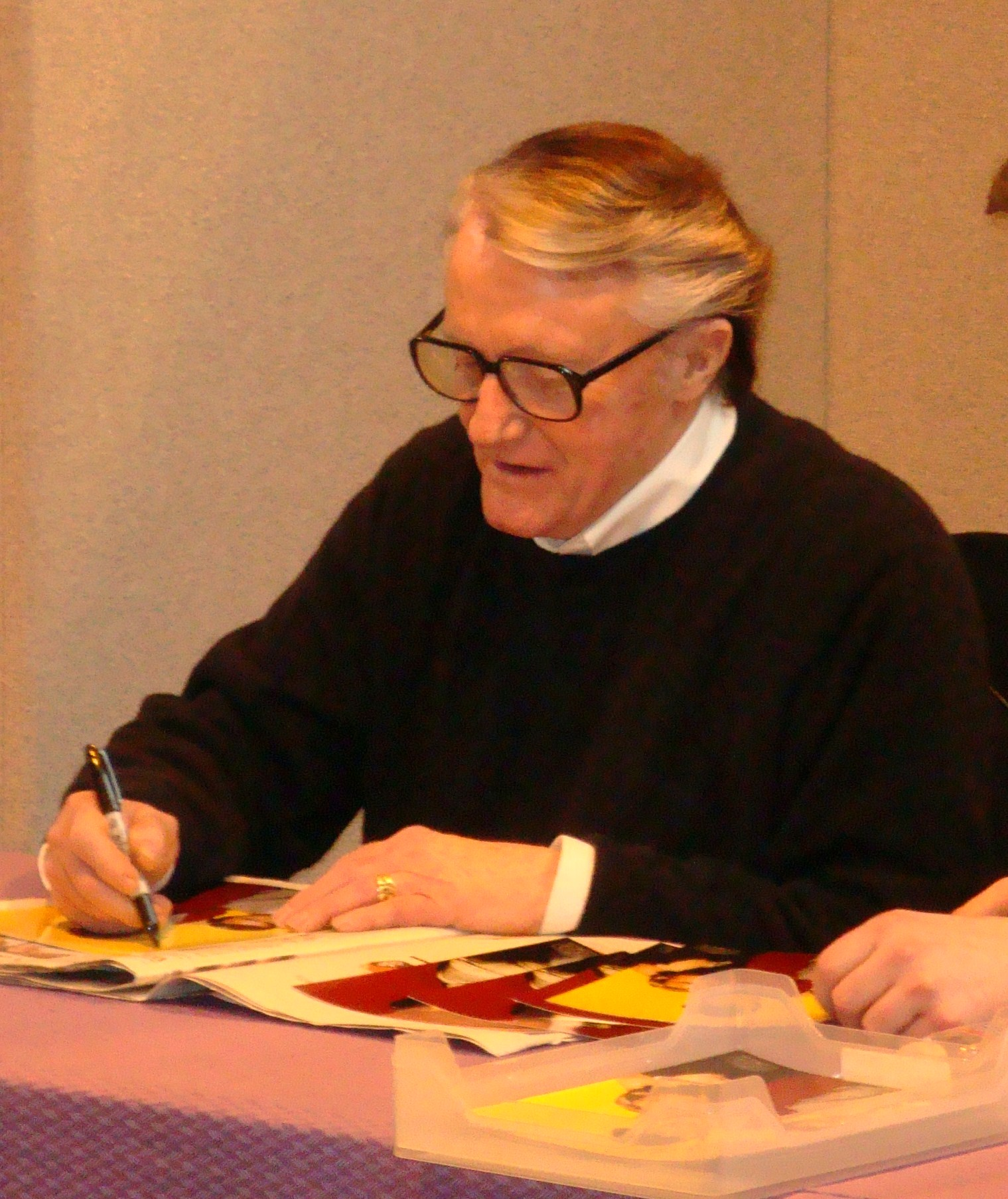
Acteur en regisseur Robert Vaughn

- Andrew Vachss (1942-2021), detectiveschrijver, advocaat
- Éamon de Valera (1882-1975), president van Ierland (1959-1973)
- Joan Van Ark (1943), actrice
- Greg Van Emburgh (1966), tennisser
- Joyce Van Patten (1934), actrice
- Dave Van Ronk (1936-2002), volkszanger
- Cornelius Vanderbilt (1794-1877), ondernemer
- Gloria Vanderbilt (1924-2019), artieste, designer, bekend sociaal figuur
- William Henry Vanderbilt III (1901-1981), gouverneur van Rhode Island (1939-1941) en ondernemer
- Luther Vandross (1951-2005), r&b- en soulzanger
- Robert Vaughn (1932-2016), acteur en regisseur
- Leila Vaziri (1985), zwemster
- John Ventimiglia (1963), acteur
- Richard Venture (1923-2017), acteur
- Idara Victor, actrice
- Christina Vidal (1981), actrice
- Abe Vigoda (1921-2016), acteur
- Tracy Vilar (1968), actrice
- Norah Vincent (1968-2022), journaliste
- Bill Viola (1951-2024), kunstenaar
- Sal Viscuso (1948), acteur

### W

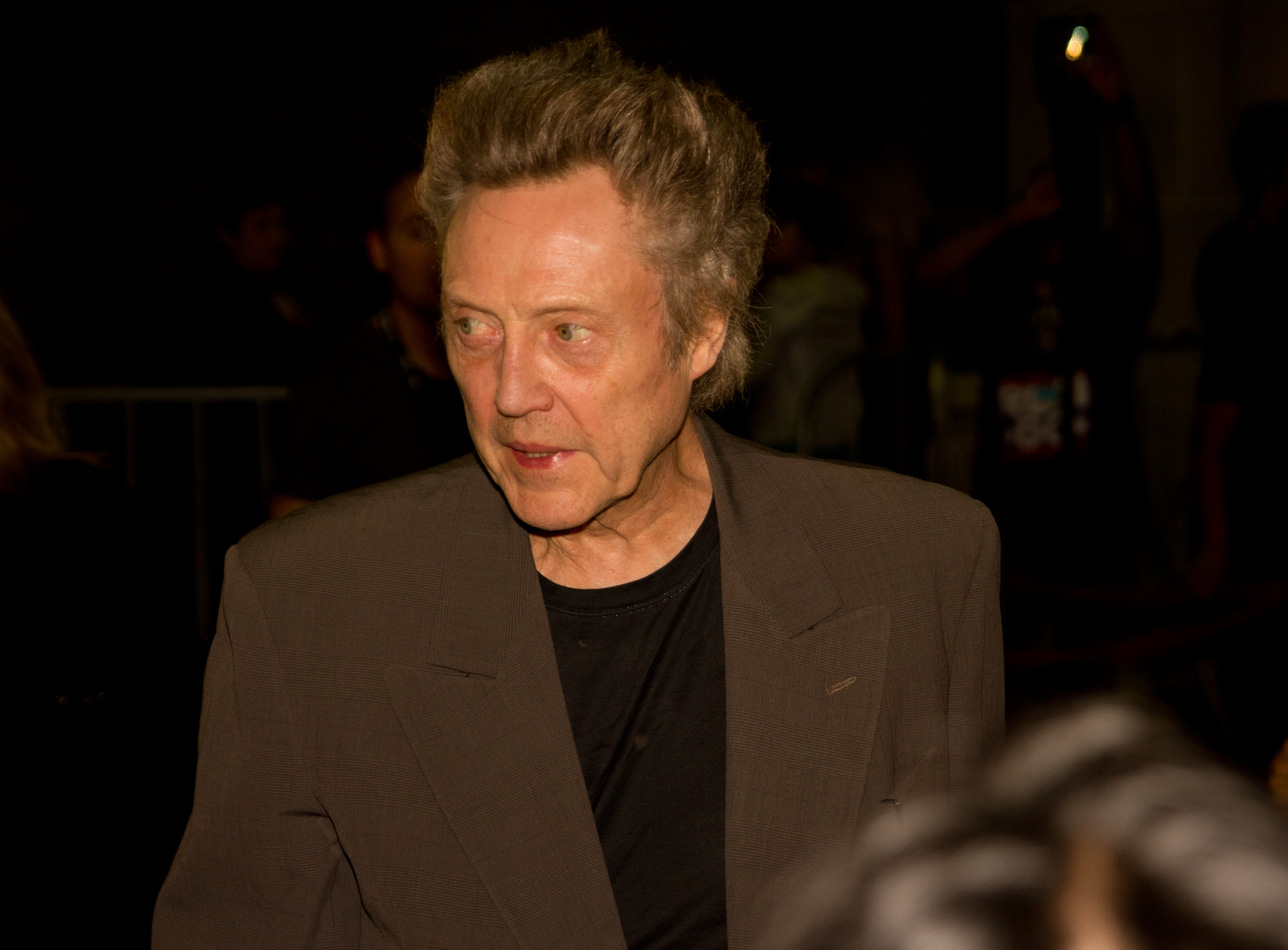
Acteur en tapdanser Christopher Walken

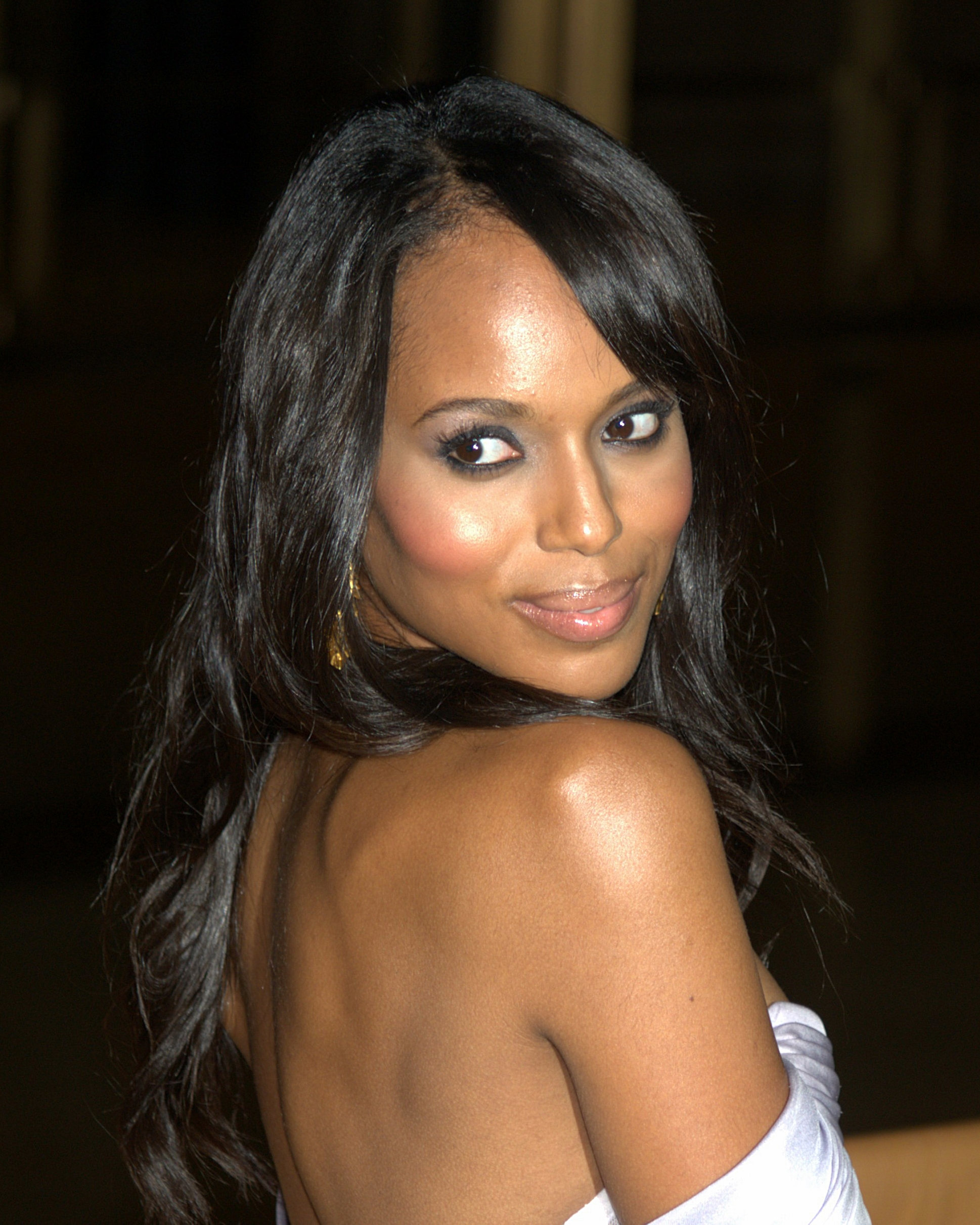
Actrice Kerry Washington

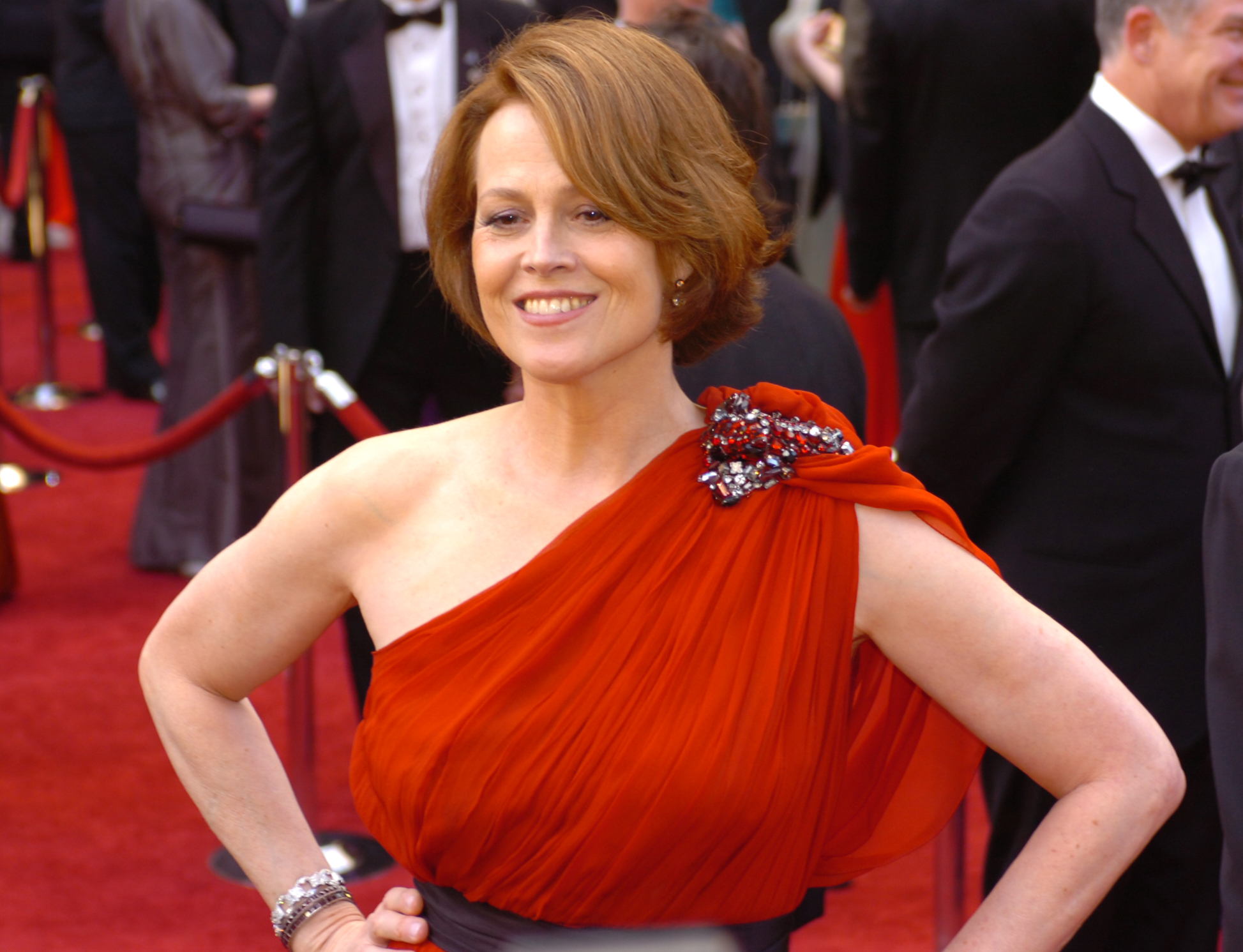
Actrice Sigourney Weaver

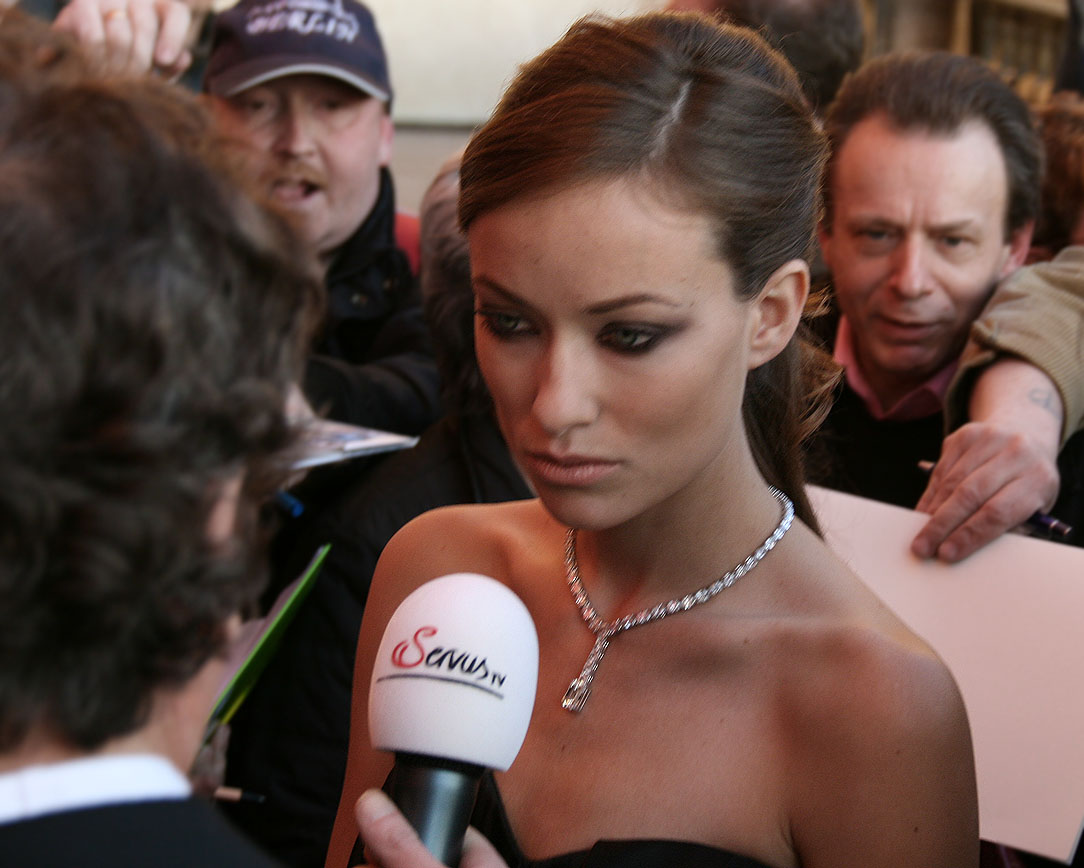
Actrice Olivia Wilde

- Emily Wagner, actrice en kunstenares
- Helen Wainwright (1906-1965), zwemster
- George Wald (1906-1997), wetenschapper en Nobelprijswinnaar (1967)
- Robert Walden (1943), acteur, filmregisseur en scenarioschrijver
- Christopher Walken (1943), acteur, tapdanser
- John Walker (1943-2011), zanger
- Christopher Wallace (1972-1997; artiestennaam The Notorious B.I.G.), rapper
- Eli Wallach (1915-2014), filmacteur
- Fats Waller (1904-1943), jazzmuzikant
- Immanuel Wallerstein (1930), socioloog
- Raoul Walsh (1887-1980), filmregisseur
- Zoë Wanamaker (1949), actrice
- Vera Wang (1949), modeontwerpster, voormalig kunstschaatsster
- Kerry Washington (1977), actrice
- Damon Wayans (1960), acteur, scenarioschrijver
- Keenen Ivory Wayans (1958), acteur, komiek, filmregisseur
- Marlon Wayans (1972), komisch acteur, regisseur
- Shawn Wayans (1971), acteur
- Michael Weatherly (1968), acteur
- Sigourney Weaver (1949), actrice
- Cynthia Weil (1940-2023), songwriter
- Steven Weinberg (1933-2021), natuurkundige en Nobelprijswinnaar (1979)
- Lawrence Weiner (1942-2021), conceptueel kunstenaar
- Bob Weinstein (1954), producent en studiobaas
- Harvey Weinstein (1952), producent en studiobaas
- Tuesday Weld (1943), actrice
- Mae West (1893-1980), actrice, toneelschrijfster
- Nathanael West (1903-1940), schrijver
- Merritt Wever (1980), actrice
- Edith Wharton (1862-1937), schrijfster
- Dana Wheeler-Nicholson, (1960), actrice
- Giorgia Whigham (1999), actrice
- Colson Whitehead (1969), schrijver
- Charles Malik Whitfield (1971), acteur
- Norman Whitfield (1943-2008), soul/r&b-producent en songwriter
- Walt Whitman (1819-1892), dichter, journalist en essayist
- Geoffrey Wigdor (1982), acteur
- Frank Wilczek (1951), natuurkundige en Nobelprijswinnaar (2004)
- Olivia Wilde (1984), actrice
- Matthew Wilder (1953), zanger en songwriter
- Yvonne Wilder (1937-2021), actrice
- Clarence Williams III (1939-2021), acteur
- Guy Williams (1924-1989), acteur
- John Williams (1932), componist (film)
- Michael C. Williams (1973), acteur
- Michael Kenneth Williams (1966-2021), acteur
- Tod Williams (1968), regisseur, filmproducent en scenarioschrijver
- Todd Williams (1976), acteur
- Gordon Willis (1931-2014), cameraman
- Jan Wilsgaard (1930-2016), hoofdontwerper bij Volvo
- William Windom (1923-2012), acteur
- Jason Wingreen, (1919-2015), acteur
- Henry Winkler (1945), acteur, regisseur, producer en schrijver
- Irwin Winkler (1931), filmproducer en regisseur
- Dean Winters (1964), acteur
- Scott William Winters (1965), acteur
- Billy Wirth (1962), acteur, filmproducent, filmregisseur en scenarioschrijver
- David Wohl (1953), acteur en filmproducent
- Alex Wolff (1997), acteur en drummer
- Rose Wood (1845-1932), actrice en danseres
- Peggy Wood (1892-1978), actrice
- Bokeem Woodbine (1973), acteur en muzikant
- D.B. Woodside (1969), acteur
- Herman Wouk (1915-2019), schrijver
- Bernard Wright (1963-2022), funk- en jazzmusicus en toetsenist
- Tanya Wright (1971), actrice
- Teresa Wright (1918-2005), actrice
- Charles Wuorinen (1938-2020), componist, muziekpedagoog, dirigent, pianist
- Keenan Wynn (1916-1986), acteur

### Y
- Rosalyn Sussman Yalow (1921-2011), medisch-natuurkundige en Nobelprijswinnares (1977)
- Max Yasgur (1919-1973), melkveehouder, op wiens land in 1969 het Woodstockfestival plaatsvond
- Tony Yayo (1978), rapper
- Yosef Hayim Yerushalmi (1932-2009), historicus
- Malik Yoba (1967), acteur
- Erica Yohn (1930-2019), actrice
- Burt Young (1940-2023), acteur

### Z
- Adam Zamoyski (1949), Brits historicus
- Carmen Zapata (1927-2014), actrice
- Moon Zappa (1967), actrice en schrijfster en dochter van Frank
- Hy Zaret (1907-2007), tekstschrijver en componist
- Sam Zimbalist (1904-1958), filmproducent
- Philip Zimbardo (1933-2024), psycholoog
- Howard Zinn (1922-2010), historicus
- John Zorn (1953), jazzmusicus

## Overleden (elders geboren)
- Geoffrey Scott (1884-1929), architectuurcriticus
- Babe Ruth (1895-1948), honkballer
- Malcolm Little (1925-1965), woordvoerder van de Nation of Islam (beter bekend als Malcolm X)
- Ted Cremer (1902-1979), Nederlands roeier
- John Lennon (1940-1980), Brits muzikant
- Andy Warhol (1928-1987), kunstenaar, filmregisseur en auteur
- Diana Vreeland (1903-1989), modejournalist
- Leonard Bernstein (1918-1990), componist
- Greta Garbo (1905-1990), Zweeds-Amerikaans actrice
- Antônio Carlos Jobim (1927-1992), Braziliaans zanger en componist
- Truus Baumeister (1907-2000), Nederlands zwemster
- Kurt Vonnegut jr. (1922-2007), schrijver en schilder
- Heath Ledger (1979-2008), Australisch acteur
- Philip Seymour Hoffman (1967-2014), acteur
- David Bowie (1947-2016), Brits muzikant
- Piero Gamba (1936-2022), Italiaans orkestdirigent en pianist
- Charlbi Dean (1990-2022), Zuid-Afrikaans actrice en model

## Woonachtig (geweest)
- Franklin Delano Roosevelt (1882-1945) de 32ste president van de Verenigde Staten (1933-1945)